# الفتح الإسلامي للسند
الفَتحُ الإسلَامِيُّ لِلسِندِ أو الغَزْوُ الإسْلَامِيُّ لِلسِندِ (بِالسنديَّة: سنڌ جي اسلامي فتح؛ وبِالأُردُويَّة: سندھ کی اسلامی فتح) وفي بعض المصادر ذات الصبغة القوميَّة خُصُوصًا يُعرفُ هذا الحدث باسم الفَتْحُ العَرَبِيُّ لِلسِندِ (بِالسنديَّة: عربن هٿان سنڌ جي فتح؛ وبِالأُردُويَّة: سندھ کی عرب فتح)، هو سلسلة من الحملات العسكريَّة التي شنَّها المُسلمون لِفتح وادي السند تحت راية دولة الخلافة الراشدة أولًا، ثُمَّ تحت راية الخِلافة الأُمويَّة بعد انتقال الأمر إلى بني أُميَّة. جرت أولى مُحاولات فتح السند خِلال عهد الخليفة عُمر بن الخطَّاب، وكان عُثمان بن أبي العاص الثقفي أوَّل من حاول فتح السند من قادة المُسلمين، ثُمَّ لم تزل السند تُغزى إلى زمان زياد بن أبيه وإلى زمان الحجَّاج بن يُوسُف الثقفي الذي تمكَّن من افتتاح باقي السند.
كانت غزوات المُسلمين الأولى أقرب إلى اختبار البلاد وأهلها بِالسرايا، ولم يتحقق فيها فتحٌ مُستدام، وكانت كُل الفُتُوحات تجري برًّا، ولم يركب المُسلمون البحر نحو ثُغُور السند حينذاك نظرًا لمنع الخليفة عُمر القادة وجُنُودهم من رُكُوب البحر لِما في ذلك من مُجازفة، لا سيَّما وأنَّه لم يكن لِلمُسلمين دراية بِالغزوات البحريَّة بعد. وتُعتبر أحداث فتح هذا الإقليم شبيهة بِأحداث فُتُوحات بلاد ما وراء النهر من عدَّة أوجه: فقد بدأ المُسلمون فُتُوحاتهم المُستدامة في هذا الإقليم سنة 89هـ المُوافقة لِسنة 708م، أي بعد أن بدأ قُتيبة بن مُسلم الباهلي فُتُوحاته لِبلاد ما وراء النهر بِسنتين اثنتين، وإن كانت اهتماماتهم بِفتح بلاد الهند ترجع إلى عصر الخُلفاء الراشدين. وقد تمَّت فُتُوحات كُلٍ من إقليم ما وراء النهر وإقليم السند في ظل وحدة العالم الإسلامي التي حقَّقها الخليفة عبد الملك بن مروان الأُموي، كما كانت القيادة العامَّة لِلحملات العسكريَّة المُوجَّهة إلى كِلا الإقليمين مُوحَّدة، فالحجَّاج بن يُوسُف الثقفي هو الذي وجَّه تلك الحملات، وكلَّف قُتيبة بن مُسلم بِفتح بلاد ما وراء النهر كما كلَّف صهره وابن عمِّه مُحمَّد بن القاسم بِفتح إقليم السند. ولم يكن مُحمَّد بن القاسم قد تجاوز العشرين من العُمر لمَّا عُهد إليه بِفتح السند وعُيِّن أميرًا على تلك البلاد، فانتقل إلى مُكران وتمركز فيها، وجعلها نُقطة الانطلاق وقاعدة الفتح، وخرج منها إلى الديبُل، على ساحل بحر العرب، وفتح وهو في طريقه إليها عدَّة قلاع. ولمَّا وصل إليها حاصرها واقتحمها بعد ثلاثة أيَّام، وأعاد تخطيطتها وأسكنها بِأربعة آلاف من المُسلمين، وجعلها قاعدةً بحريَّة. وكان لِفتح هذه المدينة تأثيرٌ كبيرٌ على الوضع الداخلي لِلمُدن والقُرى المُجاورة، حيثُ هرع السُكَّان يعرضون الصُلح على المُسلمين.
توجَّه مُحمَّد بن القاسم، بعد ذلك، إلى البيرون، الواقعة على الضفَّة الغربيَّة لِنهر السند، فصالحهُ أهلها، كما صالحهُ سُكَّان سربيدس وسهبان وسدوسان، وهي مُدن تقع على الضفَّة الشرقيَّة لِلنهر، ثُمَّ التقى الراجا داهر بن چچ بن سيلائج في مدينة مهران وانتصر عليه وقتله. سيطر المُسلمون، بعد هذا النشاط الجهادي، على كامل إقليم السند ثُمَّ زحفت جُيُوشهم نحو الشمال الشرقي حتَّى وصلوا مدينة بُرهمناباد وقد لجأت إليها فُلُول جيش داهر بِقيادة ابنه «جيسيه»، فقاتلهم المُسلمون وانتصروا عليهم وفتحوا المدينة عنوة. وفرَّ جيسيه إلى الشمال، وتحصَّن بِالراور عاصمة السند، فلحقهُ المُسلمون وحاصروا المدينة مُدَّة أربعة أشهر قبل أن يفتحوها. وتابع القائد المُسلم زحفهُ حتَّى قطع نهر بياس، أحد روافد نهر السند، ووصل إلى المُلتان فحاصرها وفتحها عنوة، وأرسل فرقةً عسكريَّةً دخلت البيلمان وصالحهُ أهلُ سرست، وفتح الكيرج عنوةً.
أضحى وادي السند، بعد هذا الانتشار الإسلامي، في قبضة المُسلمين. فانصرف مُحمَّد بن القاسم إلى تنظيم أُمُور البلاد المفتوحة، والاستعداد لِلزحف نحو إمارة قنَّوج في شمال الهند، لكن أتاه نعي الحجَّاج ثُمَّ نعي الخليفة الوليد بن عبد الملك في سنة 96هـ المُوافقة لِسنة 715م وتولِّي أخيه سُليمان الخِلافة، فتوقَّفت العمليَّات العسكريَّة.

## نُبوءة فتح السند والهند
ورد في سُنن النسائي ومسند أحمد حديثان على لسان الرسول مُحمَّد مفادهما أنَّ المُسلمين سيغزون الهند ويفتتحونها، أمَّا الحديث الأوَّل فهو: «عَنْ ثَوْبَانَ مَوْلَى رَسُولِ اللَّهِ ﷺ قَالَ: "قَالَ رَسُولُ اللَّهِ ﷺ: عِصَابَتَانِ مِنْ أُمَّتِي أَحْرَزَهُمَا اللَّهُ مِنْ النَّارِ: عِصَابَةٌ تَغْزُو الْهِنْدَ، وَعِصَابَةٌ تَكُونُ مَعَ عِيسَى بْنِ مَرْيَمَ "»، أمَّا الحديث الآخر: «عَنْ أَبِي هُرَيْرَةَ : "وَعَدَنَا رَسُولُ اللهِ ﷺ غَزْوَةَ الْهِنْدِ، فَإِنِ اسْتُشْهِدْتُ كُنْتُ مِنْ خَيْرِ الشُّهَدَاءِ، وَإِنْ رَجَعْتُ فَأَنَا أَبُو هُرَيْرَةَ الْمُحَرَّرُ"». يعتقد بعض العُلماء أنَّ النُبُوءة تحقَّقت بِالفعل على يد مُحمَّدٍ بن القاسم ثُمَّ على يد السُلطان محمود بن سُبُكْتِكِيْن الغزنوي، بينما يعتقد آخرون أنَّ غزوة الهند المقصودة ستكون في آخر الزمان، وتحديدًا في زمن قُرب نُزُول عيسى بن مريم.

## أوضاع السند قُبيل الفُتُوحات الإسلاميَّة

### الوضع الجُغرافي

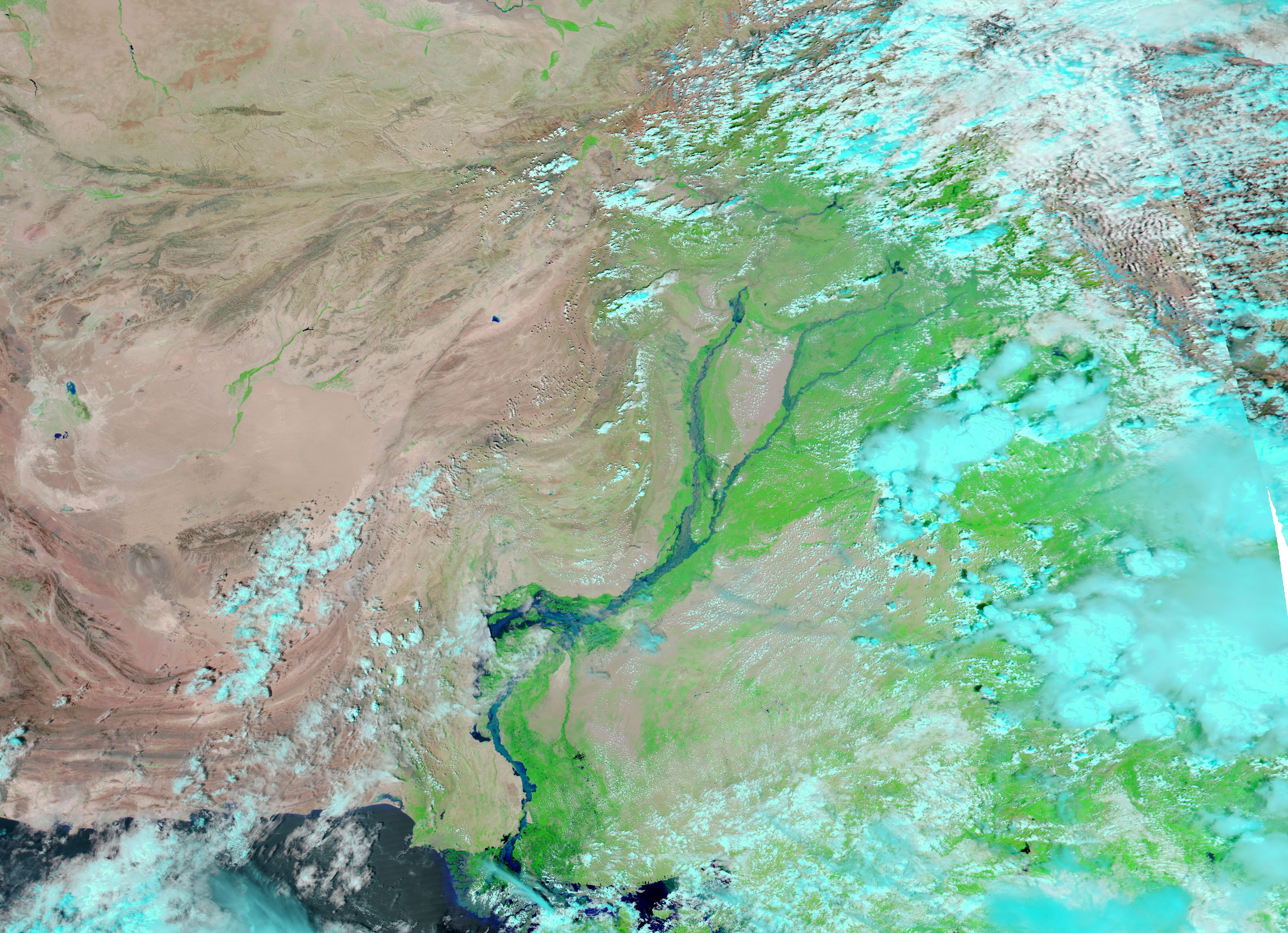
صُورة ساتليَّة تُظهرُ وادي السند وحوض نهره الخصيب خِلال موسم الفيضانات التي أغرقت پاكستان سنة 2010م.

تشتملُ بلاد السند، التي عرفها المُسلمون أيَّام الفتح، على ثلاثة من أقاليم پاكستان المُعاصرة، هي: السند والپُنجاب والحُدُود الشماليَّة الغربيَّة في البلاد، طبقًا لما أوردتهُ المصادر التاريخيَّة الإسلاميَّة الأولى، وكذلك بعض كُتُب المعاجم الجُغرافيَّة الإسلاميَّة، وما يُفهم من بعضها الآخر، فهي ليست مقصورة على إقليم السند الپاكستاني وحده كما يُفهم لِلوهلة الأولى، فهذا الإقليم لا يشمل سوى أراضي وادي نهر السند السُفلى. وفي ذلك يقول الإصطخري: «وَأمَّا بِلَادُ السِندِ وَمَا يُصَاقِبُهَا مِمَّا قَد جَمَعنَاهُ فِي صُورَةٍ وَاحِدَةٍ، فَهِيَ بِلَادُ السِندِ وَشَيءٌ مِن بِلَادِ الهِندِ
وَمُكرَان وَطُورَان وَالبُدَهَة، وَشَرقِيَّ ذَلِكَ كُلُّهُ بَحرُ فَارِسَ، وَغَربِيِّهِ كَرمَان وَمَفَازَة سِجِستَان وَأَعمَالُ سِجِستَان، وشَمَالِيِّهِ بِلَادُ هِندٍ، وَجَنُوبِيِّهِ مَفَازَة بَينَ مُكرَان وَالقَفَص، وَمِن وَرَائِهَا بَحرُ فَارِسَ، وإِنَّمَا صَارَ بَحرُ فَارِسَ يُحِيطُ بِشَرقِيِّ هّذِهِ البِلَادِ وَالجَنُوبِيِّ مِن وَرَاءِ هَذِهِ المَفَازَةِ...». ووادي السند هو جُزءٌ من شبه القارَّة الهنديَّة، وقد عُرفت المنطقة الغربيَّة من شبه القارَّة المذكورة باسم «الهندُستان» عند الفُرس، ويُعتقد أنَّ هذا الاسم اشتُقَّ من نهر السند، الذي كان يعرفهُ الفُرس القُدماء باسم «هندُ» أي «النهر» اشتقاقًا من «سندُ» السنسكريتيَّة، جريًا على عادتهم في إبدال السين السنسكريتيَّة بِالهاء. وسُهُول وادي السند تمتد من كشمير شمالًا إلى بحر العرب جنوبًا، وهي من أخصب بقاع العالم، وهي قليلة الانحدار وبِخاصَّةً قُرب الساحل، وفيها قامت حضارة عظيمة قبل نحو 4500 سنة. وينبع نهر السند من السلاسل الشماليَّة لِجبال الهيمالايا ويتَّجه نحو الغرب مُخترقًا مُرتفعات كشمير مُكوِّنًا واديًا عظيمًا هو أحد أهم أجزاء كشمير، ثُمَّ ينحني إلى الجنوب الغربي ويستمرُّ في اتجاهه مُخترقًا الجبال حتَّى يصبُّ به نهر كابُل الذي ينبع من هضبة أفغانستان، ويستمرُّ النهر مُوازيًا لِلجبال المُمتدَّة في الغرب حتَّى يصبُّ في بحر العرب. ولِنهر السند أربعة روافد عظيمة في الپُنجاب، المعروفة بِأرض الأنهار الخمسة.

### الوضع السُكَّاني

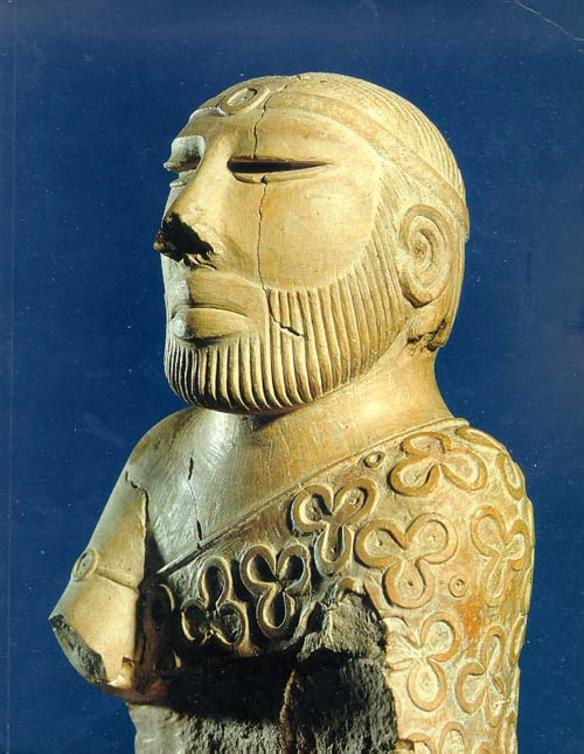
تمثالٌ لِملكٍ سنديٍّ قديم يُعطي لمحة عن هيئة وملابس السنديين قبل الإسلام.

استوطنت جماعاتٌ بشريَّةٌ مُختلفة شبه القارَّة الهنديَّة عشيَّة الفُتُوحات الإسلاميَّة. وقد أتت مُعظم هذه الجماعات عن طريق البر، وخاصَّةً من الشمال والشمال الغربي، كذلك من البحر، وخاصَّةً عن طريق بحر العرب من الجهات الغربيَّة. كان المزيجُ البشريُّ في بلاد الهند والسند قد تكوَّن مُنذُ آلاف السنين نتيجة الحملات العسكريَّة والهجرات السلميَّة لِلقبائل التي استقطبها خصب الأراضي في أحواض الأنهار، فأضحى السُكَّانُ مزيجًا يحوي أخلاطًا كثيرةً من البشر، منها الجنس الصيني المغولي، والمُمتزجون بِالعُنصر التُركي، والإيراني التُركي، والتُركي الذي دخل من جهاتها الغربيَّة واختلط مع العُنصر البشري الذي قطن أطراف قارَّة أوروپَّا من جهاتها الشرقيَّة. أُطلق على العناصر البشريَّة التي كانت تُهاجر، من وقتٍ إلى آخر، إلى بلاد السند والهند، قادمةً من أواسط قارَّة آسيا، اسم «العُنصر الآري»، على الرُغم من أنَّهُ لا يُعلم بِالتحديد أين الموطن الأصلي لِلآريين سوى أنَّهُ خارج الهند والسند. وأطلق العُلماء اللاحقون على المزيج البشري الذي يُشكِّلُ سُكَّان هذه البلاد «العُنصر الهندوآري» أي «الهندي الآري».
تنصُّ بعض المصادر على أنَّ سُكَّان وداي السند وحُكَّامهم كانوا شديدي الكُره والعداء لِلأجانب، ولعلَّ سبب ذلك هو القُيُود والضُغُوط التي تعرَّض لها السنديُّون من قِبل جيرانهم، وخاصَّةً من جانب الفُرس، وذلك بِحُكم موقع وادي السند القريب من الإمبراطوريَّة الساسانيَّة وما سبقها من إمبراطوريَّاتٍ وممالك فارسيَّة، وبُعد مناطق الهند الأُخرى، وما كان يقوم به شواهين الفُرس من عدوانٍ عليهم، الأمر الذي أجبر الكثير من سُكَّان السند إلى الهجرة خارج بلادهم هربًا، إمَّا إلى الجنوب أو إلى الشمال من أرض السند، كُلَّما أحسُّوا بِالخطر الأجنبي. يُوردُ أبو الريحان البيروني روايةً في مُؤلَّفه حامل عنوان «تحقيق ما لِلهند من مقُولة مقبُولة في العقل أو مرذولة»، تُوضحُ إحدى أسباب كره الهندوس لِلأجانب، وذلك أنَّ شاه فارس گُشتاسپ، الذي اعتنق الديانة المجوسيَّة، شرع في العمل على فرضها بِالقُوَّة أو بِالمُعاهدات على جميع رعاياه في مُختلف أنحاء إمبراطوريَّته، بِواسطة ابنه إسفنديار، ممَّا أجبر الكثير من سكَّان وادي السند المُسالمين بِطبيعتهم، إلى الهجرة فرارًا بِدينهم، وخاصَّةً البوذيين، إلى خارج وطنهم. ومُنذُ ذلك الوقت أضحى أهلُ السند يكنُّون كُرهًا ومقتًا شديدين تِجاه أقاليم خُراسان، ولمَّا وصل المُسلمون إليهم زادهم ذلك استيحاشًا، كونهم لم يتوقعوا ممن يأتيهم من الغرب سوى القهر.

### الوضع الديني

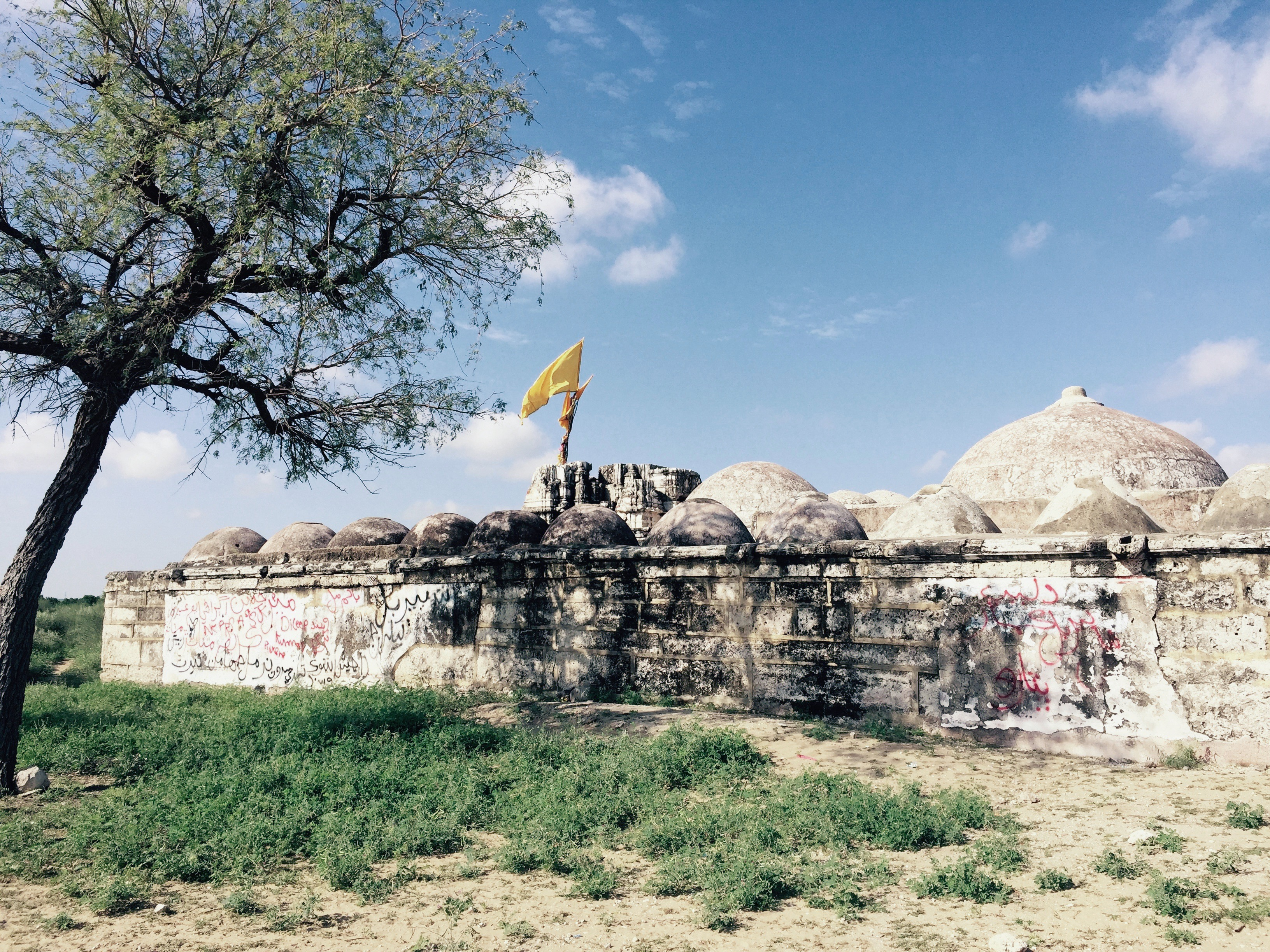
أطلال معبد «گوري مندر» الواقع قُرب بلدة نگر پاركر السنديَّة في پاكستان. كان هذا المعبد أحد أبرز أماكن الحج لِلجاينيين قبل سنة 1947م.

عرفت بلادُ السند العديد من المُعتقدات الدينيَّة قُبيل الفتح الإسلامي، وكان أهم ما دان به السُكَّان هُناك: الهندوسيَّة والبُوذيَّة والجاينيَّة والمجوسيَّة، إلى جانب مُعتقدات قبليَّة ومحليَّة أُخرى غير هذه. أمَّا الهندوسيَّة فكانت الديانة الغالبة على أهل البلاد، وبِحسب إحدى الدراسات فإنَّ أغلب سُكَّان المناطق الحضريَّة كانوا من الهندوس. ويقول المُؤرِّخ الفرنسي گوستاڤ لوبون أنَّ المذهب الوِشْنُوي عُرف في بعض المناطق السنديَّة مثل الگُجرات حيثُ وُجدت بعض القبائل القائلة بِعبادة كريشنا، وكان الكثير من النساء يُمنين أنفُسهُنَّ بأن يُصبحن عاشقاتٍ لِهذا الإله، أي لِمُمثليه من الكُهَّان، المعروفين باسم «المهاراجوات». وشاع في السند أيضًا المذهب البراهمي القائل بٍإلهٍ مُجَّردٍ أَعلى وبِأنَّ الناس طوائف مُغلقة لا يجوز أن تختلط دمائها، وأنَّ البراهمة، أي طبقة الكهنوت، هُم على رأس كُل تلك الطوائف، ويختصُّون بامتيازاتٍ كثيرة، أبرزها تفرُّدهم بِشرح النُصُوص المُقدَّسة ومُباشرة الشعائر الدينيَّة والنظر إلى أحكامهم على أنَّها حُجَّة لا تُنقض، واعتبارهم خُلفاء الله في الأرض، وتحريم قتلهم أو إعدامهم وإن ارتكبوا جُرمًا، وإنَّ لهم الحق في كُل ما هو موجود بما فيه أموال طبقة المنبوذين كونهم عبيد لِلبراهمة، وعدم جواز فرض ضرائب عليهم، وحقهم في ميراث المُتوفى الذي لا ورثة له. كان من نتيجة اختصاص البراهمة بِجميع الامتيازات وتقسيمهم المُجتمع إلى طبقاتٍ مُغلفة أن ثارت الطبقة المُحاربة، وانشقَّ بعض أفرادها عن الهندوسيَّة وأسَّسوا بعض المُعتقدات المُخالفة لها، من أبرزها الجاينيَّة، التي أسَّسها «ڤاردهامانا» المُنتمي لِعشيرة كشاتريا، والذي عُرف لاحقًا باسم «مهاويرا»، وخالف البرهميَّة بِأن رفض القول بِتقسيم الناس إلى طبقات، ولم يعترف بِآلهة الهندوسيَّة الثلاثة: براهما وشيڤا ووِشْنُ (ڤيشنو)، وإن اعترف بِبعض الآلهة الأُخرى ولكن لم يعبدها وأتباعه، وأنكر وُجود خالقٍ أعظم، ولم يعترف بِمسألة تعدُّد الولادة التي يقول بها الهندوس نتيجةً لِفكرة تناسخ الأرواح، فكان الجاينيُّون يتَّجهون في عبادتهم إلى أبطالهم الذي يُعتبر مهاويرا آخرهم، فهم يعبدون الإنسان عوضًا عن الله، ويتَّخذون الأصنام لِلعبادة في معابدهم. وحثَّ مهاويرا أتباعه على ترك اللهو وعلى التفرُّغ لِلحياة الروحيَّة وترك أكل اللُحُوم وقتل النفس مهما تكن حيوانًا أو إنسانًا، كما دعا إلى تجرُّد الإنسان من شُرُور الحياة وشهواتها، فالناسك الحق هو الذي يقهر جميع مشاعره، فلا يحتاج إلى شيءٍ حتَّى اللِّباس، لِأنَّهُ لا يشعُرُ بِحرٍّ ولا بردٍ ولا حياء. ولم تنتشر الجاينيَّة بين جماهير شُعُوب السند والهند انتشارًا واسعًا بِسبب شدَّتها ودقَّة فرائضها.

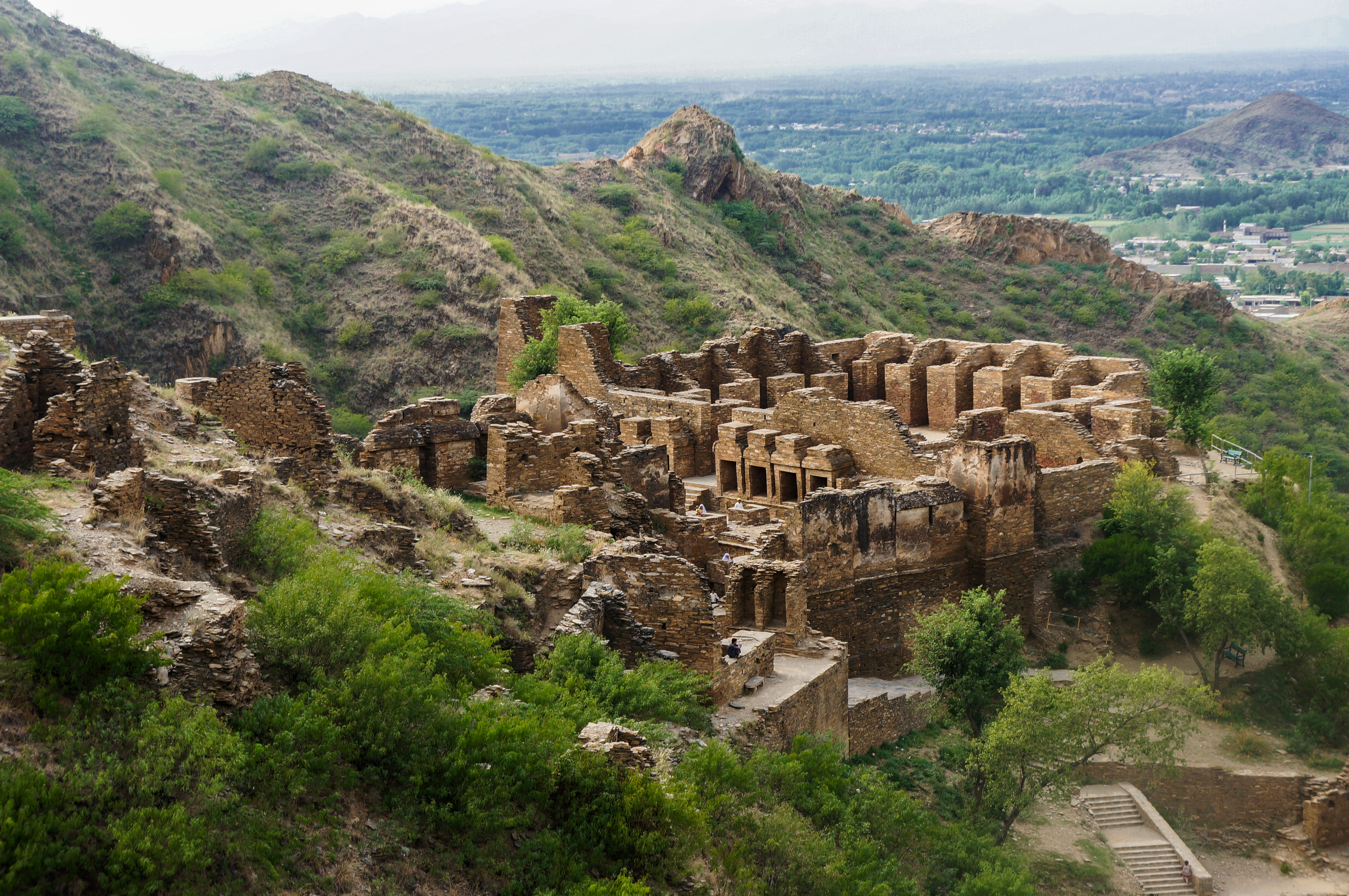
أطلال دير «تختِ باهي» البوذي الواقع في مدينة مردان الپاكستانيَّة، ضمن جبال خيبر پختونخوا. يعود تاريخ تأسيسه إلى حوالي القرن الأوَّل الميلادي.

أمَّا البوذيَّة فقد تأسست على يد ابن زعيم عشيرة «شاكيا» المعروف باسم «سندهارتا گوتمة»، وفيما بعد باسم «گوتمة بوذا» أي المُستنير. وبوذا كمهاويرا، ثار ضدَّ استبداد البراهمة، وترك اللُغة السنسكريتيَّة المُقدَّسة واتخذ لُغة العامَّة التي يتكلَّم بها جُمهُور الشعب، وعمل على تخليص المُجتمع من العقائد العتيقة الجامدة، فأنكر الأساطير والخُرافات الواردة في أسفار كتاب «البهگود گيتا»، ونهى عن التفريق بين الطبقات، وسلك طريق الزُهد والتنسُّك. وقد وجدت البوذيَّة موطئ قدمٍ لها في السند مُنذُ حوالي 2,300 سنة بِفضل الملك أشوكا، المُلقَّب بِحامي البوذيَّة، لكنَّ هذه الديانة قصَّرت عن الوُصُول إلى الوجدان رُغم سُمُوِّها عن الهندوسيَّة في المبادئ الخُلقيَّة، ولم تكن وثيقة الصلة بِالعقيدة الهنديَّة الأصليَّة، فبقيت الهندوسيَّة أقرب إلى عواطف الناس ومشاعرهم، على أنها تأثَّرت كثيرًا بِتعاليم البوذيَّة، وتخلَّصت من كثيرٍ من الجُمُود والقسوة والفساد. ويبدو أنَّ العديد من سكَّان وادي السند البوذيين تعرَّضوا - قُبيل الفتح الإسلامي - لاضهاد حُكَّامهم الهندوسيين، أو أنهم كرهوا أن يتبعوهم بِسبب ميل هؤلاء إلى العُنف، بِعكس أتباع الديانة البوذيَّة الذين يميلون إلى السلم والاستسلام. وتقول الروايات أنَّ أولئك المُلُوك الهندوس كانوا يشعُرون بِالتعالي الطبقي على القبائل البوذيَّة في بلادهم، من شاكلة الزط والميذ والكركيون والويرسيُّون، ففرضوا عليهم الضرائب الباهظة، وسنّوا قوانين وقُيُودًا جائرة، لِتسيير حياتهم اليوميَّة العامَّة. كان من تلك القُيُود، على سبيل المِثال، أن حُرِّم عليهم حمل أي نوع من السلاح، أو ارتداء الملابس الحريريَّة؛ كما أُجبروا على أن لا يركبوا الخُيُول بِسُرُوجها، وأن لا ينتعلوا أحذية، بل يسيروا حُفاة الأقدام، وأن لا يضعوا شيئًا من اللباس على رؤوسهم، بل يسيروا حاسري الرُؤوس. أمَّا المجوسيَّة فقد دخلت السند عن طريق فارس، ويبدو أنها لم تعرف نجاحًا كبيرًا بِسبب مُحاولة فرضها بِالقُوَّة على الناس، فقيت محصورة في بعض الأنحاء بِشكلٍ لا يكادُ يُذكر.

### الوضع السياسي
كان شمال شبه القارَّة الهنديَّة قد تقسَّم إلى عدَّة ممالك مُستقلَّة بِحُلُول أوائل القرن الثامن الميلاديّ بُعيد وفاة الملك هارشاڤاردانا، فسيطر المُلُوك الكاركوطائيُّون في كشمير والهندوشواهين في كابُل على البلاد الشماليَّة الغربيَّة، وسيطر الملك «ياشوڤارمان» على قنَّوج، وسيطر المُلُوك الپالاويُّون على الشمال الشرقي، وتغلَّب المُلُوك الچالوكيُّون على جنوب الهند. أمَّا السند فقد حكمتها السُلالة الرائيَّة، وقد أسَّسها رجلٌ يُدعى «ديوايج»، تمكَّن من مد سُلطانه وتوسيع رُقعة حُكمه حتَّى امتدَّ من مكران شرقًا وُصولًا إلى كشمير غربًا، ومن ثغر الديبُل جنوبًا إلى قندهار شمالًا. دام حُكم هذه السُلالة البُوذيَّة حتَّى سنة 632م، وكان لِآخر مُلُوك هذه الأُسرة، الراجا راءِ سهاسي الثاني، وزيرٌ يُدينُ بِالديانة الهندوسيَّة، من البراهمة المُتطرِّفين، هو «چج بن سيلائج الأروري»، دخل في نوعٍ من التفاهم التآمُريّ، بعد أن تُوفي الملك سالف الذِكر، مع زوجة الأخير «سنها دڤي»، ويبدو أنَّهُ أصبح عشيقها، وتمكَّن نتيجة ذلك من الاستيلاء على الحُكم في بلاد السند، وتمكَّن من توسيع حُدُود مملكته حتَّى سيطر على مناطق وراء نهر السند يُشكِّل البوذيُّون أغلب سُكَّانها، حيثُ حاول أن يفرض عليهم الهندوسيَّة بِالحديد والنار. ظلَّ هذا الملك يحُكم قُرابة ست وأربعين سنة (1 - 46هـ \ 622 - 666م) ثُمَّ خلفه أخوه ويُدعى «چندر بن سيلائج» حيثُ دام حُكمه قرابة أربع سنوات (46 - 49هـ \ 666 - 669م). ثُمَّ جاء داهر بن چچ بن سيلائج، وهو آخر المُلُوك الهندوسيين لِلسند، وحكم قُرابة خمس وخمسين سنة تقريبًا (49 - 94هـ \ 669 - 712م)، وهو الملك الذي وجدهُ المُسلمون لمَّا تقدَّموا فاتحين السند. ومن المعروف أنَّ مملكته كانت قد تعرَّضت لِغزوٍ قنَّوجيٍّ قُبيل الفتح الإسلامي بِفترة، فاستعان على القنَّوجيين بِقائدٍ عربيٍّ اسمه مُحمَّد بن الحارث العلافي، وهو من عرب أهل الشَّام كان قد التجأ إلى السند مع 500 نفرٍ من قومه وبايعوا ملكها داهر، فاستعان بهم ووجَّههم مع جمعٍ من فُرسانه الأشدَّاء لِقتال الأعداء، فحمل العلافي على فيلق الملك القنَّوجي «بنديانرا» في جنح الليل حملةً عظيمة، فاضطرب جيشهُ اضطرابًا كبيرًا وهُزم شرَّ هزيمة، وقُتل وأُسر منه أكثر من خمسين ألفًا، وغنم السنديُّون عدَّة أفيالٍ وأسلحة وعتادًا لا يُحصى، وكان الملك القنَّوجي من جُملة الأسرى، فعفا عنهُ داهر بناءً على نصيحة وزيره «بدهيمن». وبِهذا الانتصار استقرَّت مملكة داهر وقويت شوكتها حتَّى كان زمن الفتح الإسلامي.

### الوضع العسكري
كانت الأنظمة العسكريَّة في الممالك الهنديَّة التي كانت قائمة زمن الفتح الإسلامي لِلسند، هي ذات الأنظمة التي ورثتها تلك الممالك عن سابقاتها التي قامت في البلاد مُنذُ ما قبل الميلاد. فكانت الخيَّالة الثقيلة تُشكِّلُ لُبَّ الجيش، تدعمها العناصر العسكريَّة الهنديَّة التقليديَّة، أي الأفيال الحربيَّة والمُشاة الخِفاف. ويقول الرحَّالة الصيني تشيونتسانغ أنَّ الهُنُود كانوا يسقون فيلتهم الحربيَّة خمرًا قبل انطلاق أي معركة، ولعلَّهم هدفوا من ذلك - إن صحَّت الرواية - إلى جعل الفيلة أشد خطرًا. وكانت الأفيال تتخذ مكانها خلف الفُرسان، وكانت أصواتها ورائحتها ومناظرها المُخيفة تُلقي الذُعر في خيل العدوّ، وكان الفيَّالة يركبون وفي أيديهم اليُمنى سكاكين طويلة المقابض، فإذا ما ذُعر فيل - وكان هذا يحدثُ أحيانًا - فانقلب يتخبَّط في صُفُوف جيشه، فإنَّ الفيَّال يُبادرُ إلى قتله بِأن يُغمدُ السكِّين في عظام رقبته. ومن الواضح أيضًا أنَّ سلاح الجاسوسيَّة كان معروفًا لدى الممالك الهنديَّة القروسطيَّة، كما تشهد بِذلك الروايات والأحداث المُوثَّقة، كرواية استعانة الراجا داهر بِالجواسيس لِتقفِّي أثر أخيه «دهرسيه» الذي نازعهُ المُلك.

## العلاقات العربيَّة الهنديَّة قبل الفُتُوح

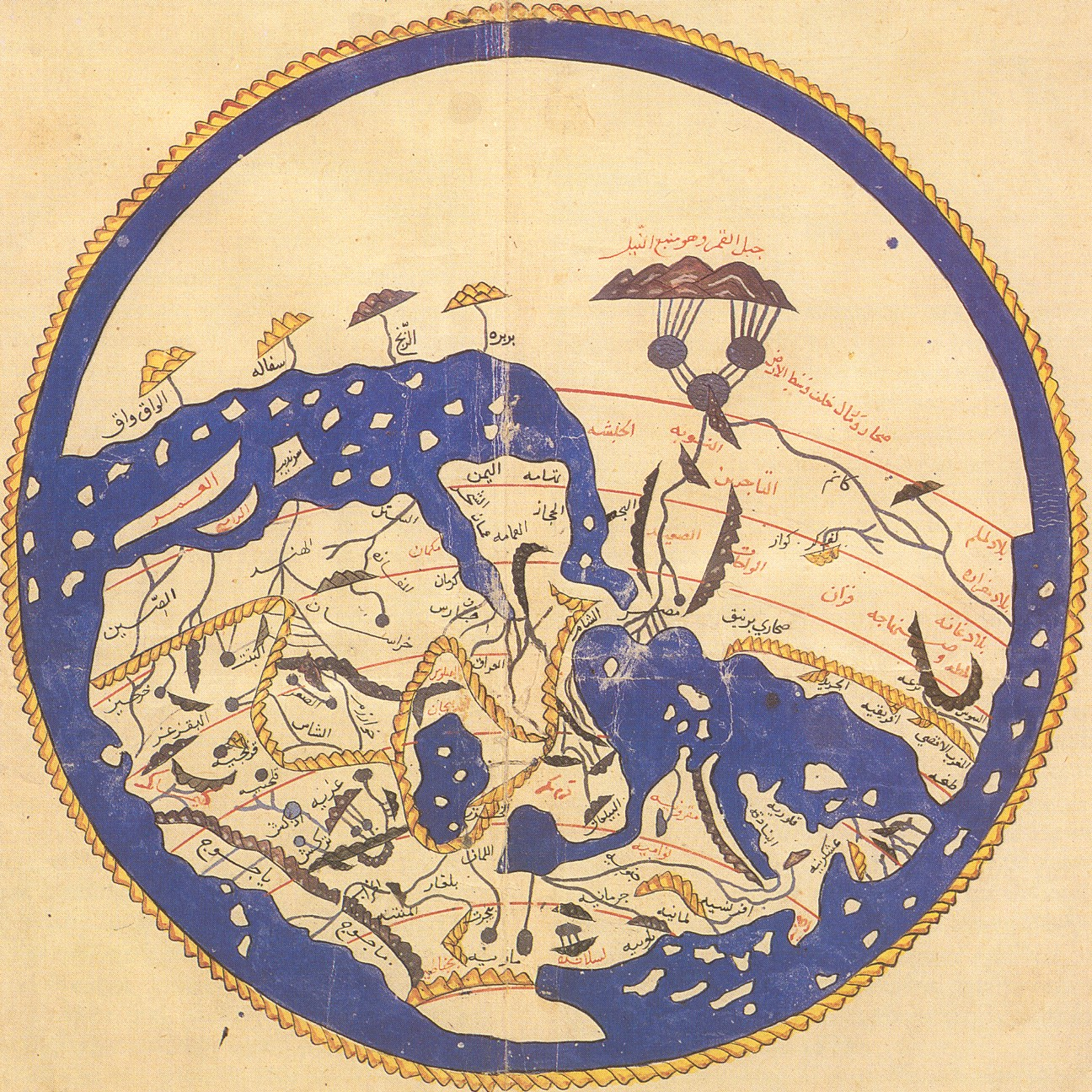
خريطة مقلوبة وضعها الجُغرافي المُسلم مُحمَّد بن مُحمَّد الإدريسي يظهر فيها موقع الهند جنوب آسيا.

تعودُ العلاقات العربيَّة الهنديَّة إلى قُرُونٍ قبل البعثة النبويَّة المُحمَّديَّة، فلقد عرف العرب الهند في الجاهليَّة من خلال الرحلات التجاريَّة البحريَّة التي كانت سُفنهم تنقل خلالها البضائع المُتبادلة بين الجانبين، وهو ما أدَّى إلى أن اختلط العرب بِسُكَّان المُدن وأسواقها على سواحل الهند والسند. فقد كان العرب وحدهم قبل الإسلام، واسطة مُقايضات التجارة الهنديَّة، ما ورد منهُ برًّا عن طريق فارس، فتولَّاهُ المناذرة والغساسنة لِيبلغوا به موانئ الشَّام، أو بحرًا عن طريق المُحيط الهندي وبحر القلزم (الأحمر)، فحملهُ اليمنيُّون من أبناء سبأ القديمة، فمنهُ ما كان من نصيب القُرشيين في رحلة الشتاء التي ورد ذكرُها في القُرآن، لِيسيروا بِدورهم بِأكثره من رحلة الصيف إلى الشَّام، ومنهُ ما كان من نصيب تُجَّار مصر لِيُقايضوا عليه تُجَّار الرومان والإغريق بِموانئهم على ربحٍ طائلٍ وفير. وهكذا، فقد كان العرب قديمًا على معرفةٍ غير قليلة بِالهند وأحوالها عن طريق تُجَّارهم الذين نزلوا بِهذه البلاد في غربها، فاختلطوا بِأهلها ولقوا في الغالب حفاوة وعناية من حُكَّامها، لِيعودوا إلى بلادهم في كُلِّ مرَّة، فيُدهشوا الناس بما يروونه لهم عن ثراء الهُنُود الطائل وما لهم من غرائب العادات والمُعتقدات، ويُبهروا أنظارهم بِما يعرضونه عليهم من لآلئ الهند ونفيس معادنها ومنسوجاتها وعُطُورها وثمارها ثُمَّ سُيُوفها التي اشتهرت بها. لِذلك، أطلق العرب على الهند اسم «بلاد العجائب والغرائب»، ونتيجة العلاقات التجاريَّة القائمة بين الطرفين، انتقلت العديد من الكلمات والمُصطلحات الهنديَّة إلى اللُغة العربيَّة مثل «موز» وهي في السنسكريتيَّة «موجا» وكذلك «كافور» وأصلها «كارپورا» و«الصندل» وهي «جندن»، فضلا عن أسماء أنواع الطيب التي كانت ومازالت لها شهرة واسعة بين العرب، وأسماء الأحجار الكريمة والسُيُوف.
كذلك وقف العرب القُدماء على جانبٍ من حضارة الهند وأخبارها وما فيها من عُلُومٍ وآدابٍ وفُنُونٍ عن طريق المدارس العلميَّة في بلاد الرافدين، مهد الحضارات القديمة ومجمعها، التي كانت على اتصالٍ وثيقٍ بِالهند تردُ إليها بضائعُها ويفدُ إليها عُلماؤها. ويُروى أنَّ الحارث بن كلدة الثقفي، طبيبُ العرب قبل الإسلام، الذي قام على علاج الناس بِفارس، وطبَّب بعض أجلَّاء الفُرس، تخرَّج على أيدي الهُنُود بِمدرسة جُنديسابور الساسانيَّة. إضافةً إلى الروابط التجاريَّة، كان هُناك روابط دينيَّة تربط سُكَّان الهند والسند بِشبه الجزيرة العربيَّة على وجه الخُصُوص. فهُناك إشاراتٌ عابرة إلى أنَّ سُكَّان الهند والسند وسرنديب كانوا يذهبون إلى مكَّة لِيُقدِّموا القرابين لِمعبوداتهم، ويتقرَّبون إلى الأصنام بها.
استمرَّ الوضع على حالته تلك، من الناحيتين التجاريَّة والدينيَّة حتَّى جاء الإسلام، وبُعث الرسول مُحمَّد في شبه الجزيرة العربيَّة، فزاد من ذلك، لِدرجة أنَّ تُجَّارًا من العرب الداخلين في الإسلام نقلوا معهم الدين الجديد إلى جُزر محلديب وسرنديب، فهاجر إليها أُناسٌ واستوطنوا هاتيك الجُزر، وتزوَّجوا من نسائها. كذلك امتدَّ الإسلام إلى شبه القارَّة الهنديَّة، فوصل أولًا إلى إقليميّ الگُجرات وكوتش، ووُجدت أطلال مساجد ومُستوطنات إسلاميَّة سابقة على الفتح في سواحل الدكن والملبار، ويبدو أنَّ السبب الذي سمح بِدُخُول الإسلام خِلال تلك الفترة كان الصلات والروابط الطاعنة في القِدم، والمصالح المُتبادلة التي ربطت بين ساكني شواطئ بحر العرب الشرقيَّة والغربيَّة، فوصلت معها ثقة بعضهم في بعض لِدرجةٍ سمح فيها بعضُ حُكَّام هاتيك البقاع لِلمُسلمين بِالدعوة إلى الإسلام بين مُواطنيهم ومُمارسة شعائر دينهم بِحُريَّةٍ تامَّة، كما سمحوا لهم بِأن يُقيموا مُستوطناتٍ في الدكن والگُجرات على وجه الخُصُوص.
وكان من أولئك الحُكَّام ملكُ الگُجرات، ويُدعى «ولبهري» أو «ڤالبهري»، وقد سمح لِلمُسلمين بِبناء مُستوطناتٍ ومساجد لهم داخل مملكته، وترك لهم كامل الحُريَّة في أن يُمارسوا شعائرهم الدينيَّة. أمَّا الوضع في بلاد وادي السند فكان يختلف تمام الاختلاف - على ما يبدو - في علاقته بِسُكَّان السواحل الشرقيَّة لِشبه الجزيرة العربيَّة، فلا توجد إشارات واضحة تدُل على أنَّ العرب كانت لهم صلات تجاريَّة قويَّة، كتلك التي تمتعوا بها في جنوب مصبِّ نهر السند، مع ممالك تلك النواحي. ولعلَّ السبب وراء ذلك هو انعدام الأمن الملاحي قُرب سواحل بلاد السند، حيثُ كان لِلقراصنة نشاطٌ كبير، فكانوا يترصَّدون السُفُن التجاريَّة التي تقترب من سواحل موانئها، فيستولون على ما تحمله، ويقتُلُون ويسرقون رُكَّابها. اقترح بعض المُؤرِّخين أن يكون عداء حُكَّام وادي السند وكراهيتهم لِلأجانب هي السبب وراء ذلك، بينما قال آخرون أنَّ بعض سُكَّان ذلك الوادي كانوا يسعون وراء الربح الذي لا يُكلِّفهم عناء سوى إرسال قراصنتهم لِترصد سُفُن التُجَّار العرب وسلبها، ممَّا أعدم وُجُود أي علاقة ود ومحبَّة وتجارة على المُستوى نفسه لِموانئ بحر العرب الجنوبيَّة الشرقيَّة، تربطُ بين حُكَّام وادي السند ورعاياهم، وخاصَّةً الجنوبيين منهم، وبين العرب.

## الغزوات في العصر الراشدي

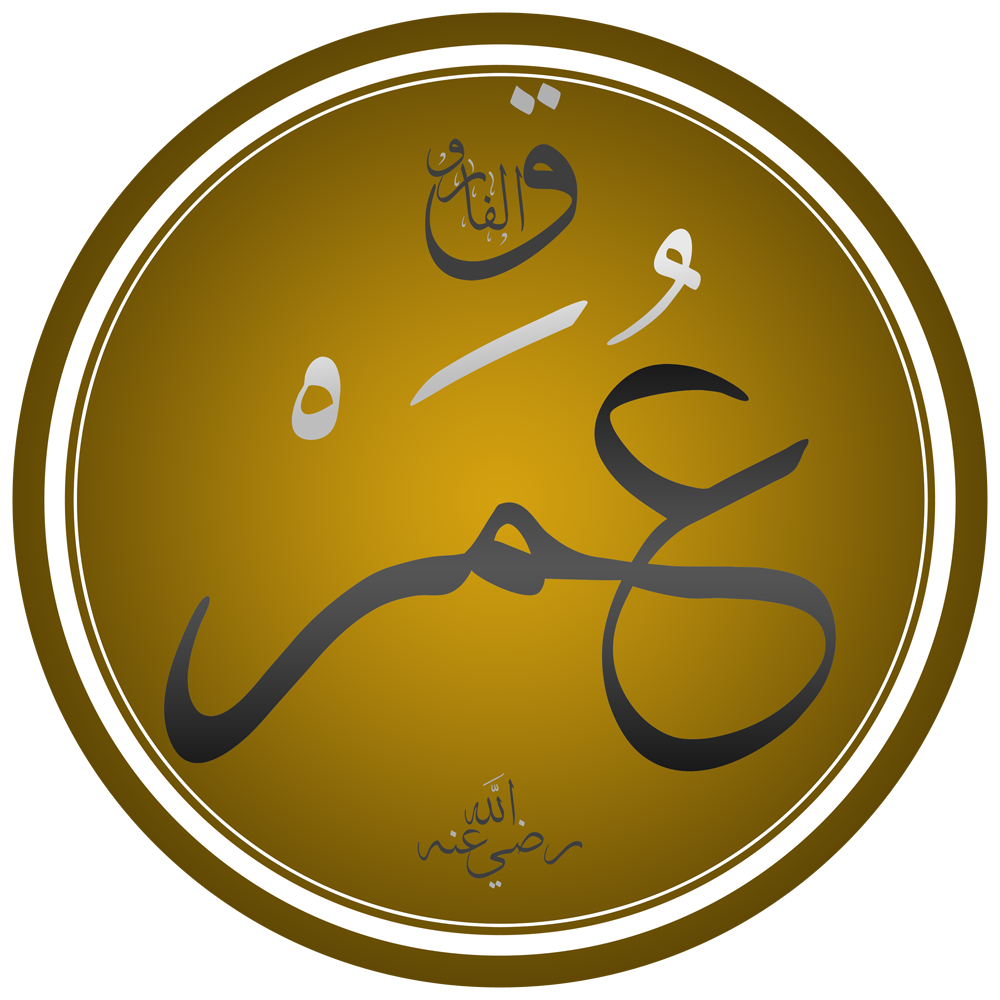
تخطيط اسم ثاني الخُلفاء الراشدين عُمر بن الخطَّاب. بدأت أولى مُحاولات فتح السند في عهده.

قال رُواةُ الأخبار ومُتتبعو الآثار أنَّ أوَّل ما اقتُرح على جيش الإسلام غزو الهند والسند، كان أيَّام خِلافة عُمر بن الخطَّاب، وكان ذلك بعد الهجرة النبويَّة بِخمسة عشر سنة، عندما ولَّى عُمر عُثمان بن أبي العاص الثقفي البحرين وعُمان سنة 15هـ المُوافقة لِسنة 636م، فوجَّه أخاه الحكم بن أبي العاص إلى البحرين ومضى إلى عُمان وسيَّر جيشًا إلى تانة (الواقعة شمال مدينة مومباي المُعاصرة على بُعد خمسة عشر ميلًا منها)، فلمَّا رجع الجيش كتب إلى عُمر بن الخطَّاب يُعلمه ذلك، فكتب إليه عُمر: «يَا أَخَا ثَقِيف! حَمَلتَ دُودًا عَلَى عُودٍ، وَإِنِّي أَحلِفُ بِالله لَو أُصِيبُوا لَأَخّذتُ مِن قَومِكَ مِثلَهُم». ووجَّه الحكم بن أبي العاص أيضًا إلى بروص، ووجَّه أخاه المُغيرة بن أبي العاص الثقفي إلى خُورُ الديبُل، فلقي العدوُّ وظفر به. وروى أحد الرجال من بني ثقيف أنَّهُ حينما تقابل جيشُ المُسلمين وجيش الديبُل واحتدم القتال، رأى المُغيرة بن أبي العاص شاهرًا سيفهُ وهو يقول: «بسم الله وفي سبيل الله» حتَّى قُتل. وهكذا، كان عُثمان بن أبي العاص أوَّل من حاول فتح السند من قادة المُسلمين، فغزا ثلاثةً منها، ومن الواضح أنَّ الجيش الذي وجَّهه إلى تانة والحملة التي وجَّهها بِقيادة أخيه الحكم إلى بروص، والحملة التي وجَّهها بِقيادة أخيه المُغيرة إلى الديبُل كانت غاراتٍ بِقُوَّاتٍ خفيفةٍ محمولةٍ بحرًا على السُفُن هدفها الاستطلاع تمهيدًا لِلفتح ولم يكن هدفها تحقيقُ فتحٍ مُستدام، لِأنَّ عُثمان لا يُمكنُ أن يُقدم على الفتح بِدُون مُوافقة عُمر بن الخطَّاب، كما لا يُمكنُ بِهذه القُوَّات الخفيفة السريعة أن يقوم بِالفتح، ويبدو أنَّ هذه الحملات أُرسلت بِأوقاتٍ مُقاربةٍ قبل أن يُصدر عُمر أوامرهُ بِإيقاف هذه المُحاولات. ويبدو من كتاب عُمر لِواليه أنَّهُ كان يخشى على المُسلمين من رُكُوب البحر لِما في رُكُوبه من مُجازفة، وقد منع مُعاوية بن أبي سُفيان واليه على الشَّام من رُكوب بحر الروم (المُتوسِّط) لِفتح قبرص كما هو معروف. ولا شكَّ أنَّ عُثمان بن أبي العاص قد استعان في توجيه حملته إلى الهند بالسُفُن العربيَّة وبحَّارتها المُسلمين الذين كانوا يعرفون جيِّدًا هذه البلاد، وكانوا سادة البحر في هذا الناحية من القِدم، ولم يكن هُناك ما يُخشى منهُ على المُسلمين لكنَّ الخليفة كانت لهُ هذه الفكرة الخاصَّة. وأُضيف سببًا آخر لِامتناع عُمر عن رُكُوب البحر، هو أنَّ الفتح الإسلامي توسَّع في أيَّامه توسُّعًا عظيمًا، فكان هذا التوسُّع بِالمُقارنة بِقُوَّات المُسلمين التي حملت أعباء الفتح يُعتبر مُجازفةً كبيرة، وكان عُمرًا يخاف على المُسلمين من الابتعاد عن مركز الخِلافة ووُجود مسافات وحوائل، رُبَّما تحول بينه وبين إمدادهم حين يحتاجون لِلمدد، فحرص على كبح جماحهم وألَّا يزج بهم في فتحٍ جديدٍ قبل استقرار أوضاعهم.

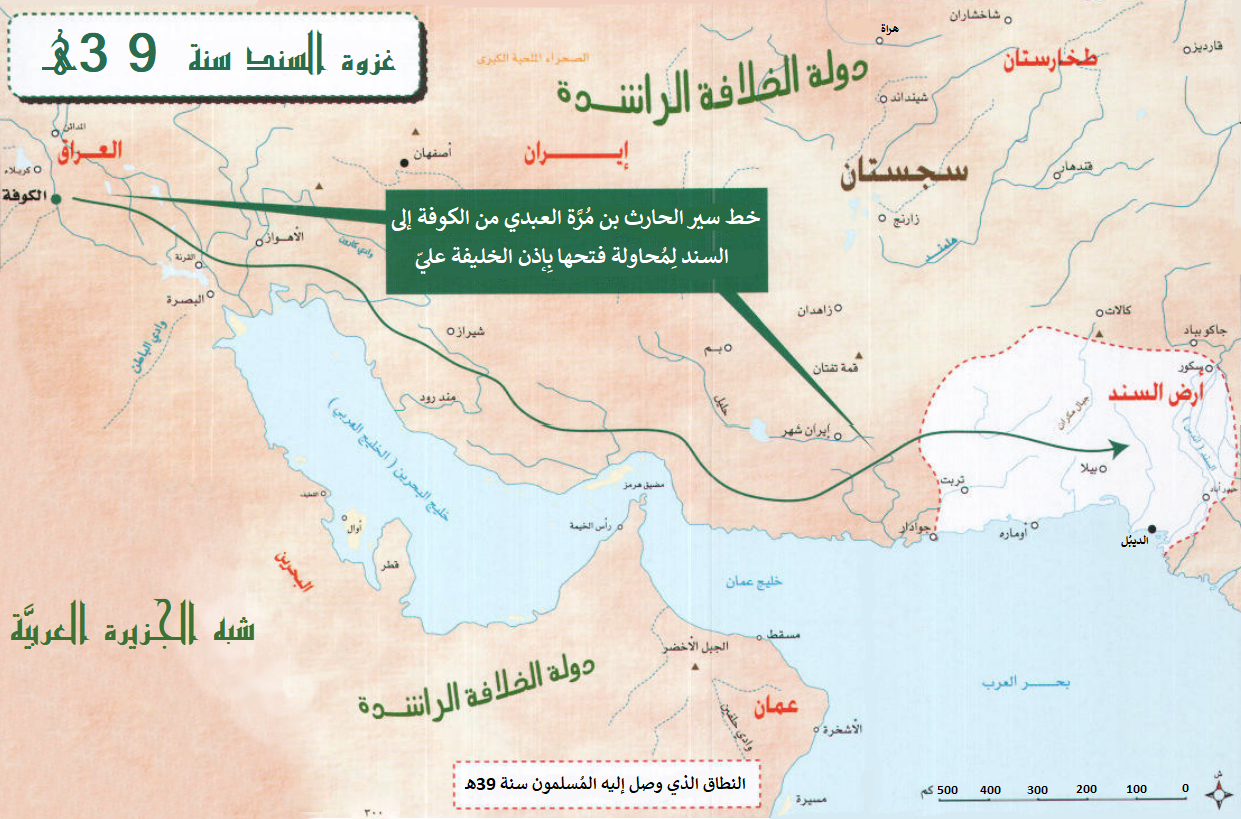
خريطة تُظهرُ خط سير الحارث بن مُرَّة العبدي من الكوفة إلى السند بعدما استحصل على إذن الخليفة عليّ بن أبي طالب.

ولمَّا وُلِّي عُثمان بن عفَّان أمر المُسلمين وولَّى عبد الله بن عامر بن كُريز العراق، كتب إليه يأمرهُ أن يُوجِّه إلى ثغر الهند من يعلم علمه وينصرف إليه بِخبره، فوجَّه حكيم بن جبلة العبدي، فلمَّا رجع أوفدهُ إلى عُثمان، فسألهُ عن حال البلاد وأن يصفها له، فقال: «يَا أمِيرَ المُؤمِنِين، أرضُ سَهلِهَا جَبَلٌ، وَمَاؤهَا وَشَلٌ، وَتَمْرُهَا دَقَلٌ، وَعَدُوِهَا بَطَلٌ، وَخيرُهَا قَلِيلٌ، وَشَرُّهَا طَوِيلٌ، وَالكَثِيرُ بِهَا قَلِيلٌ، والقَلِيلُ بِهَا ضَائِعٌ، وَمَا وَرَاءُهَا شَرٌّ مِنهَا»، فقال لهُ عُثمان: «أخابرٌ أو ساجع؟»، فقال: «بل خابر»، فلم يُغزها أحدًا. ويقول المُؤرِّخ الكبير الإمام مُحمَّد بن جُرير الطبري إنَّ هذه الحادثة وقعت في خِلافة عُمر أثناء فُتُوحات مكران، وهو الذي أصدر أمر المنع بعدما توجّس على المُسلمين، وأمر قادة الجيش بِألَّا يجوزوا نهر السند. ويبدو أنَّ حكيم بن جبلة نزل أحد الموانئ البحريَّة التي تعتمد في حياتها على التجارة لا على الزراعة، فعمَّم بِتقريره ولم يُخصِّص، ولم يكن تقريره عن مُهمَّته مُتكاملًا وسليمًا. ولمَّا كان آخر سنة 38هـ المُوافقة لِسنة 658م وأوَّل سنة 39هـ المُوافقة لِسنة 659م، في خِلافة عليّ بن أبي طالب، توجَّه إلى الهند الحارث بن مُرَّة العبدي مُتطوِّعًا بِإذن عليّ، فظفر وأصاب مغنمًا وسبيًا، لكنَّهُ لم يستطع ورجاله أن يُديموا انتصارهم، لِقلَّة عددهم ولِبُعدهم عن قواعدهم، ولِعدم إدامتهم بِالعدد والعُدد من الدولة، فقُتل أغلبهم بِأرض القيقان، وهي من بلاد السند ممَّا يلي خُراسان. وخِلال هذا الفتح، سمع المُسلمون بِمقتل الخليفة عليّ بن أبي طالب، فرجعوا إلى الكوفة، ولمَّا وصلوا إلى مكران بلغهم أنَّ مُعاوية بن أبي سُفيان أصبح الخليفة.

## الغزوات الأولى في العصر الأُموي

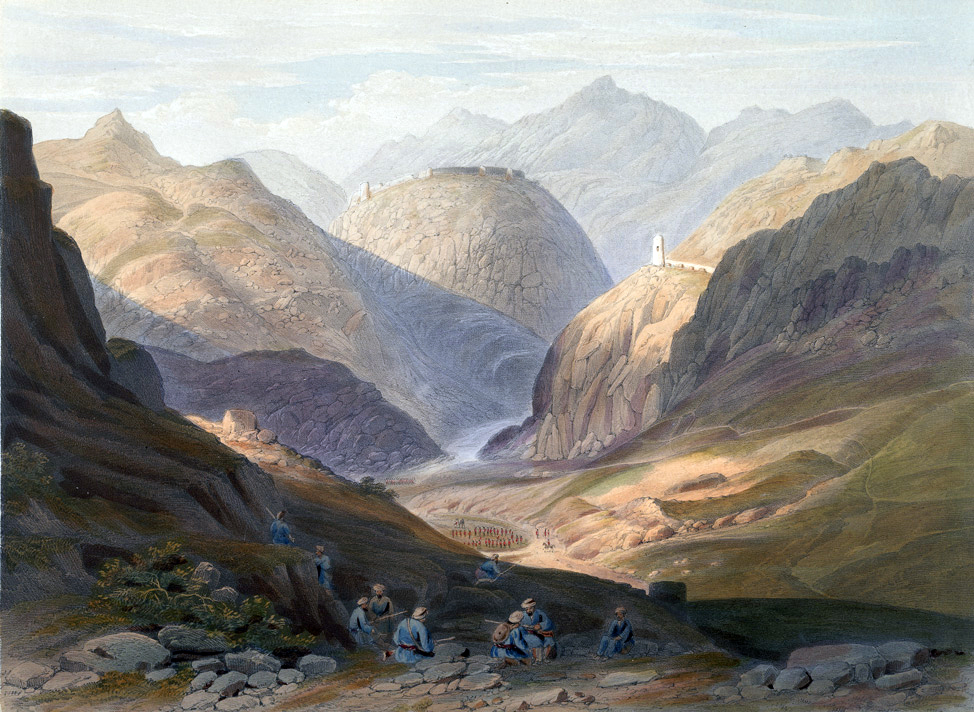
ممر خيبر الذي عبر منهُ المُسلمون برًّا إلى الهند.

بدأت خِلافة مُعاوية بن أبي سُفيان في الأشهر الأولى من سنة 44هـ المُوافقة لِسنة 664م، ولمَّا تولَّى أرسل إلى عبد الله بن عامر بن كُريز أن يُتابع الحملات العسكريَّة على الهند، فأرسل الأخير المُهلَّب بن أبي صُفرة الأزديّ على رأس جيشٍ لِغزو ثغر السند، فأتى مدينتا بنَّة ولاهور، وهُما بين بلاد كابُل والمُلتان، فلقيه العدوّ، فكبَّدهُ المُهلَّب خسائر فادحة، فقال بعضُ الأزد:
كانت تلك الغزوة أولى غزوات المُهلَّب، وقد لقي خلالها بِبلاد القيقان ثمانية عشر فارسًا من الهياطلة التُرك يمتطون خُيُولًا محذوفة(1) فقاتلوه فقُتلوا جميعًا. وقد سلك المُهلَّب في هذه الحملة الطريق الرئيس الذي يربطُ أفغانستان بِالهند عبر ممر خيبر، وهو الطريق الذي سلكهُ الإسكندر الأكبر في غزو الهند، وهو الشريان الرئيس الذي يربطُ أفغانستان وإيران بِالهند. مهَّدت حملة المُهلَّب لِأوَّل مرَّة لِفتح الهند، ويُمكن اعتبار هذه الحملة أوَّل حملة كبيرة نسبيًّا سلكت الطريق البرِّي، في مُحاولةٍ جديَّةٍ لِفتح الهند، ولكنَّها لم تنجح النجاح المطلوب في ضمِّ جُزءٍ من الهند إلى بلاد المُسلمين وترسيخ أقدامهم فيها، على أنَّها نجحت في مُهمَّتها الاستطلاعيَّة.
ثُمَّ ولَّى عبد الله بن عامر في خِلافة مُعاوية بن أبي سُفيان عبد الله بن سوَّار العبدي، ويُقال: ولَّاهُ مُعاوية من قِبله ثغر الهند، فغزا القيقان بِأربعة آلاف مُقاتل، فأصاب مغنمًا، ثُمَّ وفد إلى مُعاوية وأهدى لهُ خيلًا قيقانيَّة، وهذه الخُيُول من أجود الأنواع وقد تمتَّعت بِشُهرةٍ تاريخيَّة. وبعدما أقام ابن سوَّار عند مُعاوية قليلًا، رجع إلى القيقان لِيجد أنَّ الهياطلة استجاشوا، فسدُّوا منافذ الجبال وممرَّاتها، فاحتدم القتال أشدُّ من السابق بين الفريقين، فوقف عبد الله بن سوَّار يخطبُ في جيشه قائلًا: «يَا  أَبنَاءَ المُهَاجِرِينَ وَالأَنصَار، لَا تُدِيرُوا وُجُوهَكُم عَنِ الكُفَّارِ حَتَّى لَا يَتَشَتَّت إِيمَانُكُم وَتَنَالُوا الشَّهَادَة». فتشجَّع المُسلمون وحمي وطيسُ المعركة، إلَّا أنَّ جيش الهياطلة برز كُلَّهُ إلى الساحة، فهُزم المُسلمون وامتلأت ممرَّات الجبال بِجُثث القتلى، الذين كان عبد الله بن سوَّار من جُملتهم، ورجع من رجع من جيش المُسلمين إلى مكران. ويُمكنُ اعتبار حملة ابن سوَّار من الغارات الاستطلاعيَّة أيضًا، وقد خسر حياته لِاندفاعه عُمقًا وقلَّة قُوَّاته وبُعده عن قواعده. ويُلاحظ أنَّهُ عدل عن الاهتمام بِالمناطق الشماليَّة من الهند لِوُعُورتها، خِلافًا لِما فعلهُ المُهلَّب بن أبي صُفرة من قبله، فسلك ابن سوَّار الطريق الساحليّ وتخلَّى عن المناطق الجبليَّة.

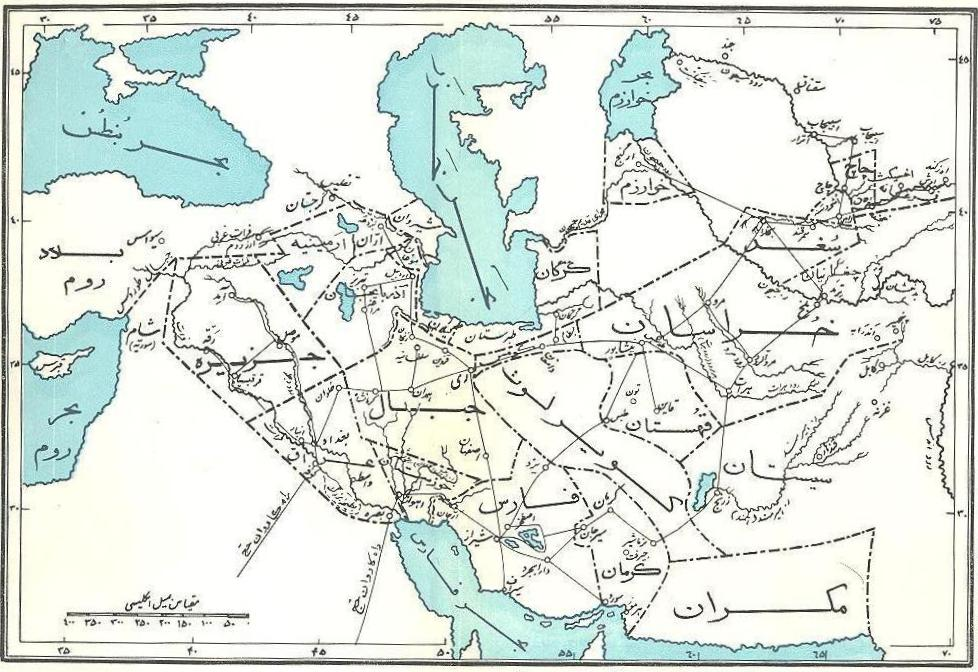
خريطة تُظهر موقع مكران (أقصى الجنوب الأيمن)، التي كانت قاعدة انطلاق الحملات العسكريَّة الإسلاميَّة نحو السند عن طريق الساحل.

بعد مقتل عبد الله بن سوَّار، بعث مُعاوية رسالةً إلى زياد بن أبيه واليه على العراق، يسأله فيها أن يختار رجُلًا بارزًا لِثغر الهند، فولَّى سنان بن سلمة بن المُحبِّق الهُذلي الثغر المذكور، فرحل بدايةً إلى مكران التي يظهر أنَّها كانت قد انتفضت، فأعاد فتحها عنوةً ومصَّرها وأقام بها وضبط البلاد. وكما كانت عُمان والبحرين قواعد انطلاق الحملات البحريَّة لِغزو الهند، كانت مكران قاعدة انطلاق الحملات البريَّة لِغزو الهند بِالنسبة لِلطريق الساحلي، كما شكَّلت مع كابُل قاعدتيّ انطلاق الحملات البريَّة أيضًا لِغزو الهند التي تسلك عبر ممر خيبر وتُؤدِّي إلى شمال شبه القارَّة. لِذلك كان لِمكران أهميَّة بالغة بِالنسبة لِلحملات البريَّة التي تسلك الطريق البرِّي الساحلي، فالسيطرة على مكران ضروري لِلغاية لِتحقيق هدف فتح الهند. عُزل سنان بن سلمة بعد أن أمضى في ولايته سنتين وشهرٌ واحد، واستعمل زياد بن أبيه على ثغر الهند راشد بن عمرو الجُديدي الأزدي، فأتى مكران ثُمَّ غزا القيقان حيثُ بقي عامًا واحدًا حصَّل فيه جميع الأموال والغنائم التي نهبها العُصاة، ثُمَّ رجع من هُناك عن طريق سجستان حتَّى وصل إلى جبل مُنذر وبهرج حيثُ اجتمع أهالي تلك المنطقة الجبليَّة وشكَّلوا جيشًا قوامه خمسون ألف مُقاتل، وسدُّوا الطريق في وجه المُسلمين والتحموا معهم في معركةٍ عظيمة قُتل فيها راشد بن عمرو، فرجعت الولاية بِذلك مرَّة أُخرى إلى سنان بن سلمة. والظاهر أنَّ سنانًا كان محدود النشاط في عمليَّات الغزو خِلال ولايته الثانية، فاكتفى بِالدفاع، ورضي من الغنيمة بِالسَّلامة، مما قد يعني أنَّ مُقاومة الهُنُود اشتدَّت وطأتها وانتظمت، فأصبح المُسلمون يحسبون لها ألف حساب.
وبعد سنتين، ولَّى زياد بن أبيه ابنه عبَّاد ثغر الهند، فانطلق من سجستان، فأتى نهر سناروذ ثُمَّ أخذ على بئر كهك إلى نهر الروذبار من أرض سجستان إلى نهر الهندمند، فنزل مدينة كش في ما وراء النهر، وقطع المفازة حتَّى أتى قندهار، فقاتل أهلها وهزمهم وفتحها بعد أن أُصيب رجالٌ من المُسلمين. ويبدو أنَّ إعداد هذه الحملة كان أفضل من الحملات السابقة، ومع ذلك كان نجاحها محدودًا ومُؤقتًا، فكان انتصار المُسلمين في هذه الحملة انتصارًا تعبويًّا. وبعد عبَّاد بن زياد تولَّى ثغر الهند المُنذر بن الجارود العبدي، فغزا البوقان والقيقان، فظفر المُسلمون وغنموا، وبثَّ السرايا في بلادهم، وفتح مدينة قُصدار، وكان سنان قد فتحها إلَّا أنَّ أهلها انتقضوا، وبها مات المُنذر بعد أن أصابهُ ألمُ وإعياء. ثُمَّ ولَّى عُبيد الله بن زياد، الذي تولَّى العراق بعد أبيه، ثغر الهند حريٍّ بن حريّ الباهليّ، فأعاد فتح البوقان والقيقان بعدما انتفضت، ورسَّخ أقدام المُسلمين فيها. ولمَّا وُلِّي الحجَّاج بن يُوسُف الثقفي العراق، ولَّى سعيد بن أسلم بن زُرعة الكلابي مكران وثغر الهند، ثُمَّ أتبعهُ بِمُجَّاعة بن سعر التميمي، فغزا وفتح مناطق من قندابيل، ويذكر المُؤرِّخون أنَّ كُلًا من الهند والسند وقندابيل أصبحت حينذاك تحت ولاية الحجَّاج، وكان ذلك سنة 85هـ.

## الفُتُوحات المُستدامة

### دوافع الفتح المُستدام لِلسند

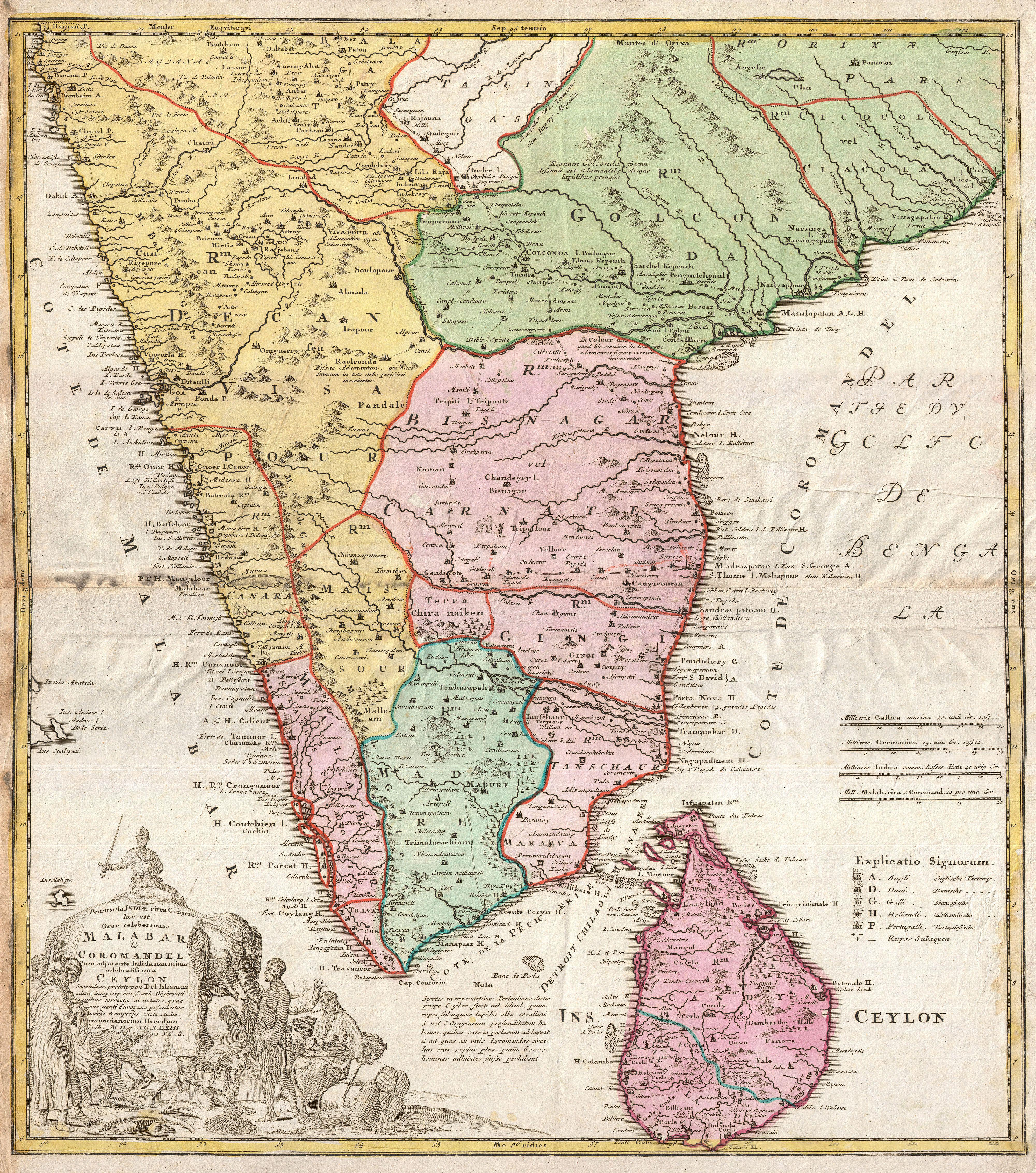
خريطة لِجزيرة سرنديب، التي يغلب الظن أنها جزيرة الياقوت المذكورة في المصادر العربيَّة والإسلاميَّة، التي أرسل ملكها مجموعة من الهدايا والتُحف إلى الخليفة في دمشق.

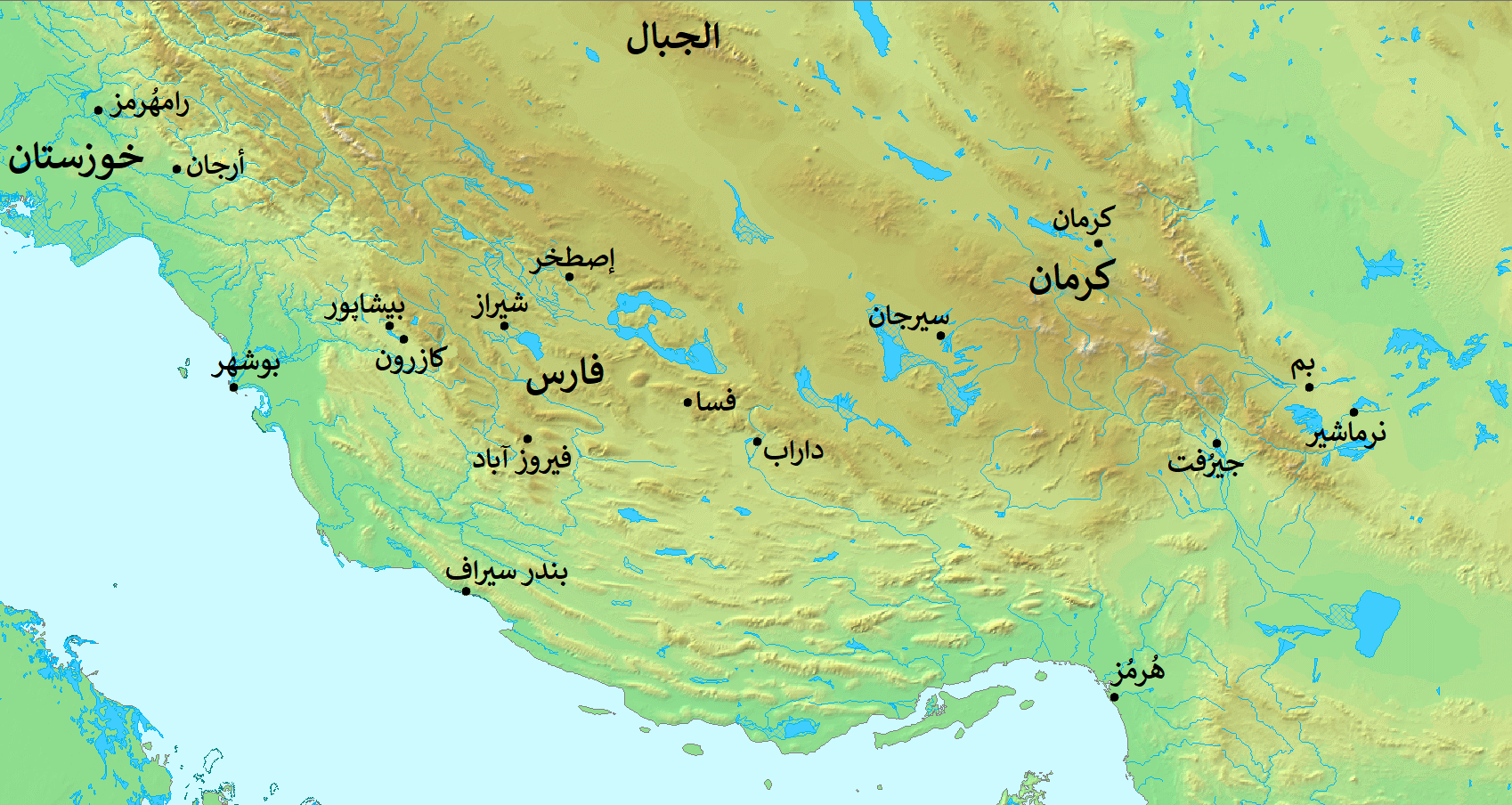
ساحل بلاد كازرون (يُقابله ساحل مُحافظة فارس المُعاصرة)، حيثُ جرفت الرياح سُفُن المُسلمين إلى الديبُل فأغار عليها القراصنة، الأمر الذي سرَّع في توجيه حملة عسكريَّة لِفتح بلاد السند، وفق رأي مُؤرخين مُعاصرين.

مات مُجَّاعة بن سعر بِمكران بعد سنةٍ من توليته ثغر الهند، فاستعمل الحجَّاج مُحمَّد بن هٰرون بن ذراع النمريّ على المنطقة، وأعطاه كامل الاختيار في الأوامر والنواهي، وأوصاه حول جباية أموال الديوان وإخضاع العلافيين الذين خرجوا على المُسلمين وانضموا إلى ملك السند كما أُسلف، لا سيَّما بعدما قُتل الوالي سعيد بن أسلم بن زُرعة الكلابي على أيديهم لِثأرٍ قبليّ. استمرَّت ولاية مُحمَّد بن هٰرون خمس سنوات تمكَّن خلالها من إخضاع مكران فعليًّا، وتتبع العلافيين وقاتلهم وبعث بِرؤوس من قتلهم إلى الحجَّاج في العراق، وفتح عدَّة فُتُوحات في البرِّ والبحر. كما عمل مُحمَّد بن هٰرون على تطوير العلاقات مع مُلُوك الهند والدُول المُجاورة لِولايته باسم الخليفة في دمشق، فكانت بين الدولة الأُمويَّة وبين المُلُوك الهُنُود علاقات وديَّة وروابط تجاريَّة، وكان من أهم هؤلاء المُلُوك ملك «جزيرة الياقوت»، التي يغلب الظن أنها جزيرة سرنديب (سريلانكا المُعاصرة). وبِحسب المصادر العربيَّة والإسلاميَّة، فإنَّ ملك سرنديب المذكور، أرسل إلى الحجَّاج سفينةً مُحمَّلةً بِالتُحف والهدايا من الدُّرِّ والياقوت والجواهر الثمينة والغلمان والعبيد الأحباش، كما أرسل لِدار الخِلافة - إضافةً إلى ذلك - تُحفًا وطرائف مكنونة لا نظير لها، وتوجَّهت نساءٌ مُسلمات مع الهدايا لِزيارة البيت الحرام ولِيُشاهدن دار الخِلافة الإسلاميَّة.
ويقول البلاذري أنَّ أولئك النسوة كُنَّ بنات تُجَّار مُسلمين أقاموا في سرنديب وتزوَّجوا وأنجبوا بها، ثُمَّ وافتهم المنيَّة، فأراد ملك الجزيرة التقرُّب من المُسلمين من خِلال تلك البنات اليتيمات، فأرسلهنَّ إلى بلاد المُسلمين، كما يُحتمل أن يكون بعض أيتام التُجَّار هُم من أرادوا العودة إلى بلاد آبائهم، فطلبوا ذلك بِأنفسهم. ويُقال أيضًا أنَّ ملك سرنديب أرسل خطابًا وديًّا إلى الخليفة الأُمويّ في دمشق وإلى واليه على العراق، الحجَّاج بن يُوسُف الثقفيّ، مع بعض التُجَّار المُسلمين العائدين إلى ديار الإسلام، ومعهم أرامل ويتامى من كانوا قد تُوفوا في بلاده من المُسلمين.
تُجمعُ المصادر العربيَّة والإسلاميَّة أنَّ السُفن السرنديبيَّة لمَّا وصلت ساحل بلاد كازرون هبَّت رياحٌ هوجاء وقذفتها إلى سواحل الديبُل، فهاجمها جمعٌ من القراصنة يُقالُ لهم «نكامره» وقتلوا بعض رُكَّابها وبحَّارتها وأخذوا الباقين من النساء والرجال والأطفال أسرى وعبيدًا، كما صادروا جميع الموجودات من التُحف والجواهر والأموال، ولم ينجُ من تلك الغارة إلَّا فئة قليلة، سارعت بِالتوجُّه إلى العراق حاملةً الخبر إلى الحجَّاج بن يُوسُف. ويُقال إنَّ امرأةً من بين الجمع صاحت بِأعلى صوتها: «يا حجَّاج يا حجَّاج أغثني أغثني»، وبحسب البلاذري كانت تلك المرأة من بني يربوع، ولمَّا وصلت هذه الحادثة إلى مسامع الحجَّاج عن طريق الذين فرُّوا من السفينة، وعن طريق تُجَّار الديبُل، وعلِم باستغاثة المرأة به، نهض وقال: «يا لبَّيكِ».
إضافةً إلى هذه الرواية هُناك روايةٌ أُخرى، تُفيد أنَّ الخليفة عبد الملك بن مروان كان قد بعث لهُ وُكلاء إلى بلاد الهند لِيشتروا لهُ غلمانًا وجواري، وفي أثناء رحلة العودة هاجمتهم سُفن القراصنة بِالقُرب من الديبُل، فقُتل عددٌ من المُسلمين وأُخذ الباقون أسرى، ولم ينجُ إلَّا من نقل خبر تلك الكارثة. ورواية تقول بِأنَّ أولئك القراصنة هاجموا سُفن بحَّارة المُسلمين وهي تحملُ حُجَّاجًا قادمين من جزيرتيّ محلديب وسرنديب. وفي جميع الأحوال فإنَّ الحجَّاج كتب إلى الراجا داهر يطلب منهُ تخلية النسوة، فقال: «إِنَّمَا أَخَذَهُم لُصُوصٌ لَا أَقدِرُ عَلَيهِم». فأرسل الحجَّاج عُبيد الله بن نبهان لِيغزو الديبُل، فقُتل أثناء حصارها. وكتب الحجَّاج إلى بُديل بن طهفة البجليّ، وهو عاملهُ على عُمان، يأمرهُ أن يسير إلى الديبُل، فلمَّا لقي العدوّ هُناك، نفر به فرسه، فطوَّقهُ العدوّ وقتله. هُناك تبدَّى لِلحجَّاج مدى الإهانة التي تلحق بِهيبة المُسلمين وخُطُورتها إن هو سكت على هذا الأمر، فما زال بِالخليفة حتَّى أذن لهُ بِتسيير الجُند لِفتح السند.
يستبعدُ المُؤرِّخ الهندي مُمتاز حُسين پاثان قصَّة سطو القراصنة على سُفُن المُسلمين، وقال بأنها رواية مُصطنعة اختلقها المُؤرِّخون المُسلمون لِتبرير حملتهم العسكريَّة على بلاد السند. والسبب الحقيقي عند پاثان مسألة ذات شقين: الشق الأوَّل هو ما يتعلَّق بِتمرُّد العلافيين واحتمائهم بِملك السند الذي آواهم وأكرمهم، فما كان أمام الخليفة وواليه على العراق إلَّا إرسال حملة لِغزو الراجا داهر لِعقابه ومن في دياره من عُصاة المُسلمين. أمَّا الشق الثاني حسب رأي پاثان فهو السياسة التوسُّعيَّة التي انتهجها الحجَّاج. ردًا على هذه الرواية، قال بعض المُؤرخين المُسلمين المُعاصرين أنَّ أسباب فتح السند فتحًا مُستدامًا تتلخَّصُ في:
- القضاء على الحلف السندي الهيطلي: اكتشف المُسلمون أنَّ هُناك حلفًا قائمًا بين السند والتُرك الهياطلة مُنذُ أن لقي المُهلَّب بن أبي صُفرة ثمانية عشر فارسًا تُركيًّا بِبلاد القيقان، خِلال عهد مُعاوية بن أبي سُفيان، لِذلك تلاحقت حملات مُعاوية على تلك البلاد.[50] وفي ولاية الحجَّاج كان المُسلمون يتقدَّمون لِفتح بلاد ما وراء النهر، وهي موطن التُرك، ولاقوا في ذلك عناءًا كبيرًا، فكان لازمًا عليهم حرمان التُرك أيضًا من أي حليفٍ خارجيّ.
- القضاء على أعمال القرصنة البحريَّة: كانت أعمال القرصنة في بحر العرب تُهدد تجارة المُسلمين، ويُحتمل أن يكون ملك السند نفسه قد رتَّب لها أو لِبعضها على الأقل لِكي يُرهب الأجانب من الاقتراب من أرضه، وقد تكون تلك سياسة الحُكَّام الهندوس في تلك البلاد لِعدم ترك الفُرصة لِمُواطنيهم، وبِالأخص البوذيين، لِلاتصال بِأي شعبٍ أجنبيٍّ، لكي يظلُّوا مُستعبدين تحت حُكم طبقة البراهمة، ورُبَّما كان هذا إحدى أسباب ما أُشيع عن سُكَّان السند بِأنهم يكرهون الأجانب.[20]

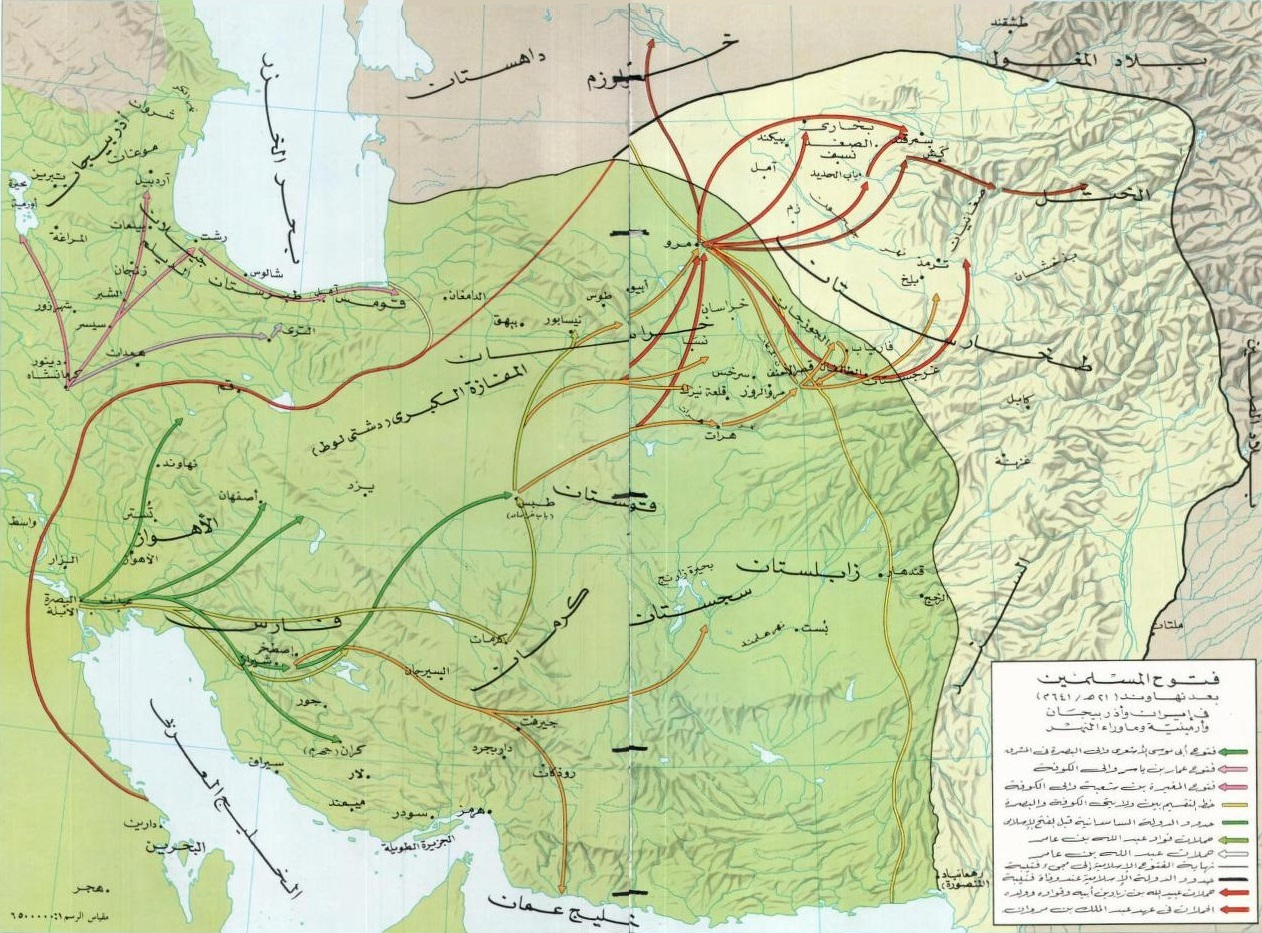
مسار المُسلمين في فُتُوحات فارس ثُمَّ ما وراء النهر.

- حتميَّة الفتح والرغبة بِنشر الإسلام: كانت فُتُوحات المُسلمين قد وصلت إلى حُدُود الصين شرقًا، كما كانت تسيرُ سيرًا حثيثًا مُرضيًا إلى جنوب غرب أوروپَّا. فكان فتح السند نتيجةً طبيعيَّةً وحتميَّة خاصَّةً بعد أن فُتحت بلاد فارس وأقاليمها. إذ أنَّهُ بعد أن دخل إقليما كرمان ومكران، من أراضي فارس، تحت المظلَّة الإسلاميَّة، كان لا بُدَّ أن تدخل الأقاليم المُجاورة لهما هي الأُخرى تحت المظلَّة نفسها أيضًا، سواء عاجلًا أم آجلًا. كما أنَّ الإيمان القويّ المتين للمُسلمين الأوائل ورغبتهم بِنشر الإسلام، كونه أُنزل لِلناس أجمعين وفق المُعتقد الإسلامي، دفعهم قُدُمًا. وبِذلك، تكون مسألة السطو على سُفن المُسلمين وانتهاك محارمهم قد عجَّلت ذلك الفتح الحتمي.[47]
- احتمال اتصال بعض البوذيين بِالمُسلمين: يعتبر الدكتور سعد بن مُحمَّد الغامدي، الأُستاذ في جامعة الملك سعود، أنَّ بعض البوذيين من الزط والميذ لا يُستبعد أن يكونوا قد دخلوا في مُراسلاتٍ سريَّةٍ مع المُسلمين، وقاموا بِتشجيعهم على فتح بلادهم، لِيتخلَّصُوا من طُغيان طبقة الهندوس الحاكمة؛ خاصَّةً وأنَّهم لا بُد قد سمعوا عن عدم تعرُّض المُسلمين لِأهالي البلاد المفتوحة في دينهم.[47] تُؤيِّدُ بعض المصادر الأجنبيَّة القول بِأنَّ داهر ومن معه من الحُكَّام الهندوس كانوا مبغوضين من قِبل رعاياهم البوذيين الذين اعتبروا هذا السُلالة غاصبة، وأنَّ الحق في الحُكم يرجع لِلسُلالة الرائيَّة البوذيَّة.[ْ 18][ْ 19]

### الاستعدادات العسكريَّة الإسلاميَّة

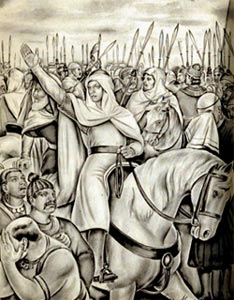
رسمٌ تخيُّليّ لِمُحمَّد بن القاسم الثقفيّ على رأس جيش المُسلمين.

ما أن وصلت رسالة الخليفة إلى الحجَّاج حتَّى عاد الأخير وكتب إلى الخليفة رسالةً أُخرى يطلب فيها ستَّة آلاف مُقاتل من أشراف الشَّام وأبنائهم مع عدَّتهم الكاملة من السلاح والعتاد، كما طلب ذِكر أسمائهم فردًا فردًا حتَّى يعرفهم شخصيًّا، ويصمدوا في الحرب رجالًا أشدَّاء. ولمَّا وصلت تلك الجُنُود إلى الحجَّاج أضاف إليهم مجموعة من المُتطوعين من العراق عامَّةً والبصرة خاصَّةً، ووقف الحجَّاج يوم الجُمُعة في جُمُوع المُقاتلين وقال:«إنَّ الأَيَّامَ ذَاتَ دُوَل وَالحَربُ سِجَالٌ، يَومٌ عَلَينَا وَيَومٌ لَنَا، فَعَلَينَا أَن نَصمِدَ فِي اليَومُ الذِي هُوَ عَلَينَا وَنَشكُرَ البَارِي  فِي اليَومِ الَذِي هُوَ لَنَا، حَتَّى يَزِيدَ الله النِّعمَةَ عَلَينَا، وَعَلَينَا دَائِمًا أَن نَذكُرَ الله  وَنَشكُرَهُ عَلَى نِعمَائِهِ وآلَائِهِ، وَأَنَّ نِعَمَ الله أَبوَابُهَا مَفتُوحَةٌ لَنَا، وَلن يُغلَقُ أَيُّ بَابٍ بِوَجهِنَا مَا دُمنَا مَعَ الله وَفِي سَبِيلِ الله، وَمَا زَالَ فُرَاقُ بُدَيلَ يَحِزُّ فِي نُفُوسِنَا وَيَستَصرِخُ ثَأرَنَا، وَأَنَا أَقُولُ دَائِمًا لَبَّيكِ لَبَّيكِ يَا بُدَيل، والله لَو أَعطُونِي أَموَالَ العِرَاقِ كُلَّهَا عَلَى أَن لَا أَنتَقِم لِهَذَا العَارٍ لَمَا قَبِلتُ وَلَن تَنطَفِئ لَظَى نَارُ غَضَبِي.»
اختار الحجَّاج ابن عمِّه مُحمَّد بن القاسم، وكان بِفارس وقد أُمر بِأن يسير إلى الري، فردَّهُ إليه وعقد لهُ على ثغر السند، وضمَّ إليه الجُنُود الشوام الستة آلاف ومُتطوِّعة العراق، وجهَّزهُ بِكُلِّ ما احتاج إليه من العتاد، حتَّى الخُيُوط والمسال، وأمرهُ أن يُقيم بِشيراز حتَّى يجتمع إليه أصحابه ويُوافيه ما عُدَّ له. ولمَّا أنهى الحجَّاج خطبته سالِفة الذِكر، أركب مُحمَّد بن القاسم فرسه ووزَّع الصدقات على الفُقراء والأموال على أتباعه، وبارك لِمُحمَّد بن القاسم غزوه وسفره وترحاله، وأنشد قائلًا:
سار مُحمَّد بن القاسم إلى شيراز وعسكر بها ريثما يصله المدد. ثُمَّ أمر الحجَّاج أن يُجمع كُلُّ ما هو موجود من المجانيق والسِّهام والرِّماح ووضعها في السُفُن الحربيَّة، وعيَّن خُريم بن عمرو المرِّي على رأس القُوَّة البحريَّة وأوصاه إذا حصل خللٌ في السُفُن أن يُجاهد ويجتهد في إصلاحها. وعمد الحجَّاج إلى القُطُن المحلوج، فنُقل بِالخلِّ الحاذق، ثُمَّ جُفِّف في الظل، فقال: «إِذَا صِرتُم إِلى السِّندِ فَإِنَّ الخَلَّ بِهَا ضَيِّقٌ، فَانقَعُوا هَذَا القُطنَ فِي المَاءِ، ثُمَّ اطبُخُوا بِهِ واصطَبِغُوا». أُرسلت المُؤن والعتاد إلى شيراز بِواسطة قافلةٍ كبيرةٍ من الجمال ذات السنامين، وكتب الحجَّاج إلى والي ثغر السند مُحمَّد بن هٰرون بن ذراع النمريّ أن يلتحق بِالحملة مع جميع من كان معهُ من الرجال، والقائد العام لها مُحمَّد بن القاسم. بناءً على ذلك، تجمَّعت تحت إدارة مُحمَّد بن القاسم قُوَّاتٌ تُقدَّرُ بِحوالي خمسة عشر إلى عشرين ألف رجُلٍ تقريبًا. وفي أواخر سنة 92هـ المُوافقة لِسنة 711م، سارت الحملة من شيراز، مُتجهةً من الشرق، وسالِكةً الطريق نفسها التي سلكها الإسكندر الأكبر أثناء رحلة العودة من حملته الشرقيَّة المشهورة، أي عبر الصحراء الگدروزيَّة، حيثُ سارت، كما يبدو، مُحاذيةً لِمياه بحر العرب، حتَّى لا تكون بعيدة عن السُفُن الإسلاميَّة التي سلكت هي الأُخرى البحر، بِالقُرب من اليابسة، على مرأى من القُوَّات البريَّة.

### فتح فنزبور وأرمائيل
زحف مُحمَّد بن القاسم مع مُحمَّد بن هٰرون حتَّى وصلا بلدة فنزبور، فوجدا أهلها قد جمعوا لهم، فحاربوهم شُهُورًا حتَّى افُتتحت بلدتهم، وغنم المُسلمون منها وسبوا. ثُمَّ تابعوا الزحف حتَّى وصلوا أرمائيل، فحاربوا حاميتها العسكريَّة أيَّامًا حتَّى فتحوها. ويذكر ابن مُنظر البحري أنَّ مُحمَّد بن هٰرون لاقى مصاعب ومشقَّات كثيرة من عناء السفر وعناء الرُكُوب، فما أن وصل إلى أطراف أرمائيل حتَّى زُهقت روحه، فدُفن هُناك. وحدَّد البلاذري موضع دفن مُحمَّد بن هٰرون، فقال أنَّهُ دُفن بِقُنبُل، بين أرمائيل والديبُل. ولمَّا فُتحت أرمائيل، وصلت مُحمَّد بن القاسم رسالةً من الحجَّاج، وكانت تتضمَّن وصايا حربيَّة هامَّة أشار فيها إلى أنَّهُ إذا وصل المُسلمون منازل الديبُل وسوادها، أن يحذروا تلك المنازل ويحفروا الخنادق أينما وصلوا لِتكون ملاذًا وحمايةً لهم، وأن يُكثروا من تلاوة القُرآن والدُعاء وطلب النصر من الله. وأوصى الحجَّاج أيضًا أن يحفر المُسلمين الخنادق بِعرض اثنيّ عشر ذراعًا وبِعُمق ستَّة أذرع، وأن يتريثوا عند مُقابلة العدوّ، وإذا رفع أولئك عقيرتهم بِالصياح والقول البذيء وخرجوا لِلقتال، فلا يُقابلهم المُسلمون ولا يُقاتلوهم حتَّى يصلهم أمر الحجَّاج، فيتصرَّفون بِما يُمليه عليهم حتَّى تتكلَّل مُهمتهم بِالنجاح والتوفيق.

### فتح الديبُل

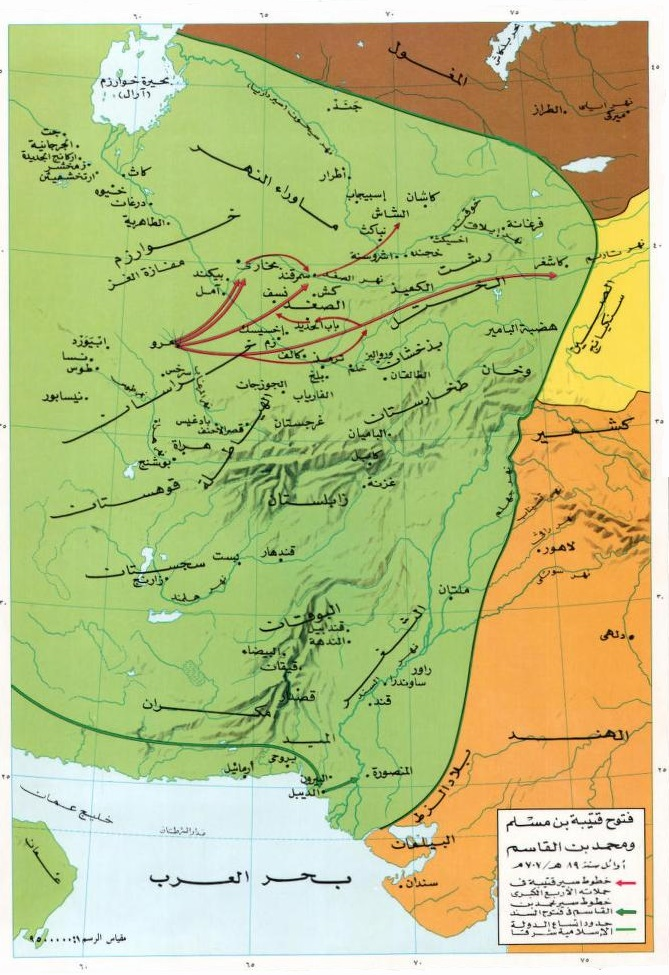
خريطة تُصوِّرُ خط سير جيش المُسلمين بِقيادة مُحمَّد بن القاسم نحو الديبُل.

بعد تمام فتح فنزبور وأرمائيل، توجَّه مُحمَّد بن القاسم بِجيشه الجرَّار إلى مدينة الديبُل، وهي هدفه الأكبر. وكان آنذاك «جيسيه بن داهر» أميرًا على النيرون، فكتب رسالةً إلى أبيه يُخبره بِقُدُوم المُسلمين، ويسأله السماح له بِقتالهم. استدعى داهر أعيان العلافيين العرب واستشارهم في الأمر، فقالوا له إنَّ مُحمَّد بن القاسم هو ابن عم الحجَّاج، وقد جاء بِجيشٍ قوامه الشُجعان من أبناء الشَّام، وقد جُهِّزوا بِكُلِّ أنواع السلاح، وإنَّهم قادمون لِقتاله، وأنَّهم (أي العلافيين) يُفضِّلون ألَّا يتقابلون معهم. فلمَّا سمع داهر أقوال العلافيين، منع ابنه جيسيه من مُقاتلة مُحمَّد بن القاسم وأتباعه. بعد خُرُوج مُحمَّد بن القاسم من أرمائيل، جعل مُحمَّد بن مُصعب بن عبد الرحمٰن على مُقدِّمة الجيش، وجهم بن زحر الجعفي على مُؤخرة الجيش، وعطيَّة بن سعد العوفي في الميمنة، وموسى بن سنان بن سلمة الهذلي على الميسرة، ثُمَّ جلب باقي المُقاتلين من الرُماة والخواض والسيَّافين معهُ إلى قلب الجيش حتَّى جاء يوم الجُمُعة من سنة 93هـ المُوافقة لِسنة 712م.

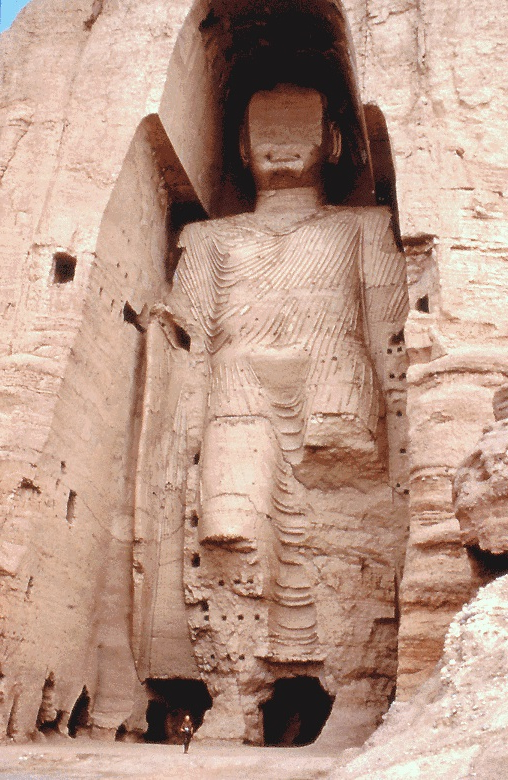
تمثالٌ بوذا باميان الواقع بِولاية باميان بِأفغانستان قُبيل تدميره سنة 2001م. شاهد المُسلمون تمثالًا شبيهًا بِحسب الظاهر في مدينة الديبُل.

ويبدو أنَّ مُحمَّد بن القاسم بقي في أرمائيل مُدَّةً طويلة لأنَّهُ قد وافته فيها إمداداتٌ بريَّة وعلى رأسها جهم بن زحر الجعفي سالف الذِكر، كما وصلته الإمدادات البحريَّة التي فيها الرجال والسلاح، وعلى رأسها خُريم بن عمرو، ومعهُ عددٌ من كبار الأشراف والأعيان، منهم: عبدُ الرحمٰن بن سُليم الكلبي الذي عُرف بِشجاعته ورُجُولته وتجاربه القتاليَّة، إذ كان قد تولَّى بيروت وإمارة ساحل الشَّام وردَّ غارةً بيزنطيَّة على مدينة طرابُلس الشَّام، وكان مع عبد الملك بن مروان ضدَّ عمرو بن سعيد بن العاص حين عصى الأخير بِدمشق سنة 69هـ، كما كان مع الحجَّاج في حربه مع ابن الأشعث في وقعة دير الجماجم سنة 82هـ. ومنهم أيضًا سُفيان بن الأبرد الكلبي المشهور بِالجَلَد وسداد الرأي والعفَّة، وقطن بن مُدرك الكلابي المعروف عنهُ المُعاونة في الشدائد والمُدلهمات وصدق القول، والجرَّاح بن عبد الله الحكمي صاحب الخبرة الواسعة في فُنُون القتال والحرب، ومشاجع بن نوبة الأزدي. وصل المُسلمون سواد الديبُل خلال شهر رجب سنة 93هـ المُوافق فيه شهر نيسان (أبريل) 712م، فأمر مُحمَّد بن القاسم بِحفر خندقٍ كما نصح الحجَّاج، ورفع الرايات والأعلام وأنزل الناس على راياتهم، وأخرج المجانيق ونصبها، وكان منها منجنيقٌ ضخم خاصٌ بِالخليفة تُعرف بِـ«العروس»، قيل أنَّ نصبه احتاج إلى خُمسُمائة رجل. وكان في وسط الديبُل معبدٌ بوذيٌّ كبير فيه تمثالٌ هائلٌ لِبوذا (المعروف في المصادر الإسلاميَّة بِـ«البُدّ») بلغ ارتفاعه أربعين ذراعًا، وكان لِلمعبد قبَّة عالية تُرفرف عليها راية خضراء ترتفعُ أربعون ذراعًا أيضًا، ولِلراية هذه أربعةُ ألسُنٍ تتطايرُ في الهواء.
حاصر المُسلمون الديبُل وأخذوا يقذفونها بِالحجارة والنيران، وقاتلوا حُماتها بِشدَّة، فخرجوا إليهم ولكنَّهم انهزموا ورُدُّوا إلى البلد. وكان لِمنجنيق العروس أثره البالغ في النيل من الروح المعنويَّة لِلمُدافعين، حيثُ كسرت إحدى قذائفه دقلًا كبير الحجم كان يحملُ رايةً حمراء. ويُروى أنَّ مُحمَّد بن القاسم دعا أمير جُند منجنيق العروس، وهو جُعُونة بن عقبة السُّلمي، وقال له أنَّهُ سيُعطيه عشرة آلاف درهم إن كسر رأس معبد البُدّ وعمود الراية التي تُرفرف فوقه، وفي اليوم التاسع من الحصار استدعى مُحمَّد بن القاسم جُعُونة المنجنيقي وأعطاه الأوامر بِضرب المعبد والعدوّ، كما أنَّهُ هيَّأ الجيش لِلقتال، على أن يبدأ الرُماة أولًا ثُمَّ يرميهم الفُرسان.
وبدأ جُعُونة بِضرب المعبد بِالمنجنيق، فرماه بِالحجر الأوَّل فطارت رايته وبعض قاعدته، ثُمَّ رمى الحجر الثاني فأصاب قبَّة المعبد فانهارت تمامًا، وفي الحجر الثالث أصبح أنقاضًا مع الأرض سواء، ثم قُرعت الطُبُول في الديبُل، وبدأ هُجُوم الجيش الإسلامي هجمةً واحدة، وثلم المنجنيق سور الديبل فوصل المُسلمون إلى أعلى السور وأبراجه، ورفعوا راية التوحيد في أعلى قلعة المدينة مكان الراية الحمراء، وبِهذا أصبحت الديبُل أوَّل حلقة في سلسلة مُدن وادي السند التي فتحها المُسلمون.
ويُروى أنَّ «جاهين بن برسايد راوت»، والي الديبُل، ألقى بِنفسه من سور الحصن وفرَّ هاربًا، وسارع أهل المدينة إلى طلب الأمان، وتوجَّه مُحمَّد بن القاسم إلى السجن الذي ضمَّ الأسرى المُسلمين الذين قُبض عليهم في الغارة البحريَّة، فحرَّرهم ووضع بدلًا عنهم مجموعة من قراصنة الديبُل. ويُقال أن سجَّان المُسلمين كان شخصًا يُدعى «قيله بن مهترائج»، وهو رجلٌ عاقلٌ داهية عُرف بِالأدب والكتابة البارعة وفعل الخير، فلمَّا حرَّر مُحمَّد بن القاسم الأسرى سألهم عن كيفيَّة مُعاملته إيَّاهم، فقالوا أنَّهُ لم يُعاملهم إلَّا بِطيبةٍ خالصة، وكان يُواسيهم دائمًا، فالتفت القائد المُسلم إلى قيله المذكور وعرض عليه الإسلام، فقبل ونطق بِالشهادتين. بعد ذلك فرز مُحمَّد بن القاسم الغنائم والعبيد، فأرسل خُمسُها إلى الخزانة العامَّة وبيت المال عند الحجَّاج، ثُمَّ وزَّع ما بقي على المُجاهدين والمُقاتلين حيثُ أعطى كُل فارس ضعف سهم راكب الجمل أو الماشي، ثُمَّ رتَّب أُمُور المدينة وأهلها، وأنزل فيها أربعة آلافٍ من المُسلمين، وبنى مسجدًا، فكان أوَّل مسجدٍ بُني في هذه المنطقة، وعيَّن وداع بن حميد البحري عاملًا عليها وأوصاه بِأن يترك قيله بن مهترائج سالف الذِكر يقوم بِأعمال الحسابات والنفقات ويمسك سجلَّات الديوان، وخرج يُريدُ مدينة النيرون.

### فتح النيرون
لمَّا وصل خبر فتح الديبُل على يد جيش الإسلام إلى الراجا داهر، وعلم أنَّ والي المدينة فرَّ إلى جيسيه في النيرون، وأنَّ أهالي الديبُل خضعوا لِلمُسلمين الذين عاملوهم بِالحُسنى، كتب إلى ولده جيسيه يقول له أن يتوجَّه إلى مدينة بُرهمناباد ويترك أمر النيرون إلى راهبٍ بوذيٍّ يُعيِّنهُ واليًا عليها، ويُوصيه بِالحفاظ على المدينة بِكُلِّ قُوَّة. وفي الوقت نفسه، كتب داهر إلى مُحمَّد بن القاسم يُهدده ويتوعَّده وجيشه بِالفناء فيما لو واصل التقدُّم، لأنَّ الديبُل لم تكن سوى مدينة يعمل أهلها بِالصناعة والتجارة، وما يليها أشدُّ بأسًا وقُوَّة. ولمَّا وصل القائد المُسلم إلى تُخُوم النيرون وصلته رسالة داهر، ونصُّها:
بسم الله العظيم ذي الوحدانيَّة وربِّ سيلائج:
من داهر بن چچ ملك السند وراي الهند وقائد البر والبحر إلى المغرور والمفتون بِنفسه مُحمَّد بن القاسم الذي يهوى القتل والحرب بدون رحمة، حتَّى أنَّهُ لا يغفرُ لِجيشه وجعل الجميع في محرقة الموت.
وكان قبل ذلك من رأى في منامه الغرور، وتوجَّه إلى منطقتنا، وقد بايعه أبو العاص بن الحكم على ذلك، لِأنَّهُ تصوَّر في ذهنه المريض أنَّهُ سيفتح ولاية الهند والسند ويستقر فيها. فذهب إلى نفرٍ قليلٍ من أتباعنا فقتلوه في سواد الديبُل وهُزم تمامًا جيشه الضعيف، والآن جاءنا مُحمَّد بن القاسم بِذهنه المريض أيضًا لِيلقى هو وجيشه المصير نفسه، وهو عندما فتح الديبُل، وهي مدينة التجارة والصناعة، عليه أن يعلم أنَّها ليست قلعة حربيَّة، وليس فيها المُقاتلون الأشدَّاء الذين سيُلاقيهم وسيكون فناؤه على أيديهم، وأنا لو أشرت بِإصبعي إلى جيسيه بن راي داهر لَمحا جيشك من الوُجُود وجاء بك أسيرًا إليَّ، جيسيه الذي قهر المُلُوك، وقاتل جبابرة الزمان، ذو الحسب والنسب من الرُهبان الأكابر، والذي حنا لهُ مُلُوك الهند رؤوسهم، وأصبحت الهند والسند تُدينان لهُ بِالولاء والطاعة، كما أعلن مُلُوكُ مكران وطوران التبعيَّة له، وهو صاحبُ مائة حلقةٍ من الأفيال، إنَّهُ سيركب الفيل الأبيض الذي لم ولن يُقابلهُ لا فرس ولا فارس.
وإنِّي أُحذرك بِأنَّهُ لن يتمكَّن أيُّ مليكٍ أو جيشٍ - حتَّى انصرام العالم - من مُجابهته حتَّى في المنام. وإنَّ مصيرك هو مصير بُديل نفسه، وإنَّك لن تسطيع مُواجهتنا في القتال، فاسلم بِجلدك وجيشك.(2)
يُلاحظ أنَّ في هذه الرسالة إشارة إلى الحملة الإسلاميَّة الأولى ضدَّ الديبُل التي أرسلها سنة 15هـ المُوافقة لِسنة 636م عُثمان بن أبي العاص والي البحرين وعُمان، لكنَّ المعلومات عن مصير الحملة كما ذكرها داهر في رسالته غير صحيحة كما أُسلف. كما احتوت على إشارةٍ إلى بُديل بن طهفة البجليّ الذي أرسلهُ الحجَّاج ضدَّ الديبُل قبل نحو ست سنوات من إرسال مُحمَّد بن القاسم، فقُتل خِلال الحملة، كما أُسلف أيضًا. ولمَّا وقع كتاب داهر بِيد مُحمَّد بن القاسم، استدعى مُترجمه وأملى عليه الرسالة التالية:

من مُحمَّد بن القاسم الثقفي قاتل الكُفَّار والآخذ بِثأر المُسلمين من المُتمردين والمُعاندين، إلى الكافر الجاهل المُنكر المُتكبِّر المغرور بِسُلطان أيَّامه والزمان، الذي لا يعرف الوفاء ومُرور الأيَّام التي يتخلَّلها الجفاء، المغرور داهر بن چچ البرهمي الغدَّار
أمَّا بعد: فلا بُدَّ لك من العِلم بِأنَّ ما سطَّرته من الجهالة وغاية الحماقة وافتتانك بِرأيك الركيك قد وصلنا. وعلمنا مضمون أحوالك ومقالك، وفهمنا كُل ما سطَّرته من الحديث عن القُوَّة والشوكة والعدَّة والآلة والأهبة بِالأفيال والحشم والجيش. ونحنُ بِقُوَّة الله وحوله قد وُهبنا القُوَّة والعدَّة والأهبة، ولا حول ولا قُوَّة إلَّا بِالله العليّ العظيم. ﴿فَيَكِيدُوا لَكَ كَيْدًا﴾ ثُمَّ لا ينظرون، ﴿إِنِّي تَوَكَّلْتُ عَلَى اللَّهِ رَبِّي وَرَبِّكُمْ﴾، ﴿وَمَكَرُوا وَمَكَرَ اللَّهُ ۖ وَاللَّهُ خَيْرُ الْمَاكِرِينَ﴾، ﴿وَلَا يَحِيقُ الْمَكْرُ السَّيِّئُ إِلَّا بِأَهْلِهِ ۚ﴾، ﴿كَم مِّن فِئَةٍ قَلِيلَةٍ غَلَبَتْ فِئَةً كَثِيرَةً بِإِذْنِ اللَّهِ ۗ وَاللَّهُ مَعَ الصَّابِرِينَ﴾.
أيُّها العاجز، ماذا ينفعك رُكُوبُ الفيل وكثرة العدد والعدَّة؟ ولعلمك أنَّ الفيل ذليل وعاجزٌ أيضًا وهو أضعفُ العُدد ولا يستطيع أن يُبعد الذُبابة عنه التي هي أضعف المخلوقات. ونحنُ نفتخرُ بِفُرساننا وهُم من حزبُ الله ﴿فَإِنَّ حِزْبَ اللَّهِ هُمُ الْغَالِبُونَ﴾ وخيلُ الله وفُرسانها هُم المنصورون. ولتعلم بِأننا جئنا لِقتالك بِسبب أفعالك السيِّئة وخصالك غير المُرضية، وبِسبب استكبارك حيثُ أوقفت سُفن سرنديب وأسرت المُسلمين.
وإنَّك تعلم بِأنَّ أوامر دار الخلافة خلافة النُبُوَّة مُطلقة ونافذة في جميع أنحاء الدُنيا، وأنت تُعلن التمرُّد والعصيان، وتأخذ أموال بيت مال المُسلمين التي كان الوُلاة والمُلُوك السابقون يُعطونها ويعتبرونها حقًا بِذمَّتهم فيُرسلونها إلى دار الخِلافة، ولِأنَّك لوَّثت نفسك بِهذه الخِصال الدنيئة، وتمرَّدت على الطاعة والقيام بِالواجب، فقد جاءنا الأمر الإلٰهي من دار الخِلافة كي أنتقم من تلك الأفعال، وأتوجَّه لِقتالك، ولسوف أقهرك وأهزمك أينما واجهتك بِعون الله تعالى، وسأبعثُ بِرأسك بِمشيئة الله إلى العراق، أو أُضحِّي بِروحي في سبيل الله، وأعتبر هذا الجهاد واجبًا عليّ لِقوله تعالى: ﴿جَاهِدِ الْكُفَّارَ وَالْمُنَافِقِينَ﴾ وقبلتُ الجهاد في سبيل مرضاة الله تعالى، وإني آمل الكثير من كرم الله ونصرته لِجُنُوده إن شاء الله تعالى.
كُتب في سنة ثلاث وتسعين من الهجرة(2)

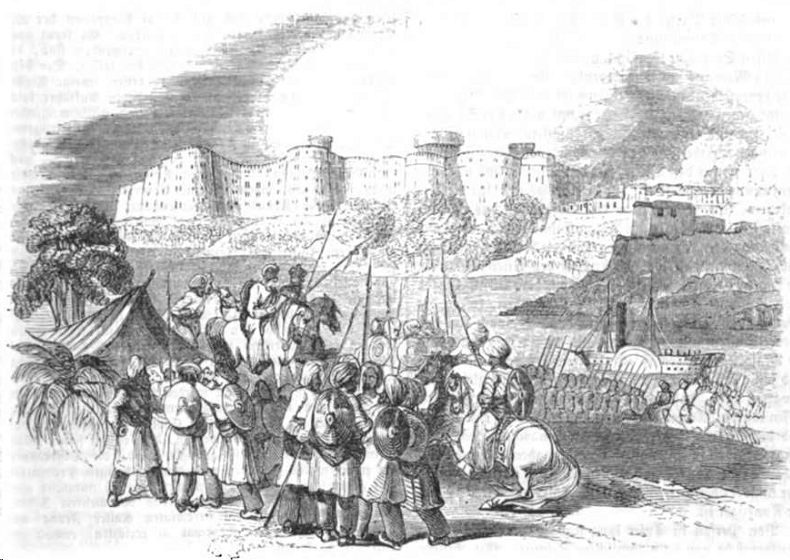
رسمٌ لِمدينة النيرون وهي حيدر آباد السند المُعاصرة.

يُروى عن أبي الليث التميمي عن جُعُونة بن عقبة السُّلمي أنَّ مُحمَّد بن القاسم وصل إلى سواد النيرون في اليوم السابع لِمُغادرته الديبُل، بعد أن قطع بِالجيش مسافة خمسةٍ وعشرين فرسخًا. ولمَّا وصل المُسلمون إلى منطقة ولهار العُشبيَّة الخضراء حيثُ يُوجد نهر السند وجدوه جافًا خاليًا تمامًا من الماء، وكان الجيش قد أنهكه التعب وأخذ منه العطش مأخذًا كبيرًا، فوقف مُحمَّد بن القاسم وصلَّى ركعتين قائلًا: «يَا دَلِيلَ المُتَحَيِّرِين وَيَا غَيَّاثَ المُستَغِيثِن، أَغِثنِي بِحَقِّ بِسمِ الله الرَّحمٰنِ الرَّحِيمِ». انهمرت الأمطار بعد ذلك حتَّى امتلأت الوديان بِالمياه الوفيرة، كما امتلأ حوض نهر السند بِالماء، أمَّا أهل النيرون فقد أغلقوا الحصن على أنفُسهم، فحاصرهم مُحمَّد بن القاسم طيلة ستَّة أيَّام، نقُصت خلالها المُؤن الغذائيَّة لِلمُسلمين وأعلاف حيواناتهم من الخيل والجِمال، فبعث الراهب البوذيّ، الذي عُيِّن واليًا على المدينة، بِرسولين مُحمَّلين بِالغذاء والأعلاف إلى مُحمَّد بن القاسم ومعهُما رسالةً يقول فيها أنَّهُ ومن معهُ من الخدم والحشم والرعيَّة في خدمة دار الخِلافة، ثُمَّ فتح باب المدينة وسمح لِلمُسلمين بِدُخُولها، وأخذ يبيع ويشتري البضائع معهم. وأرسل أعيان المدينة كتاب صُلحٍ إلى الحجَّاج بن يُوسُف يُعلنون فيه دُخُولهم تحت جناح دولة الإسلام، فكتب الحجَّاج إلى مُحمَّد بن القاسم يُعلمه بِضرورة مُعاملة الأهالي بِالحُسنى وإكرامهم وتأمينهم واحترام علية القوم منهم، فأجابهُ إلى ذلك وأقرَّ الصُلح، ووزَّع العُلُوفة على الجيش، ثُمَّ أمر ببناء مسجدٍ في المدينة، وعيَّن لها حاكمًا وإمامًا، ثُمَّ غادرها بعد عدَّة أيَّامٍ إلى حصن سيوستان الواقع على قمَّة جبلٍ إلى الغرب من نهر السند.

### فتح سربيدس وسهبان وسدوستان وسيويس

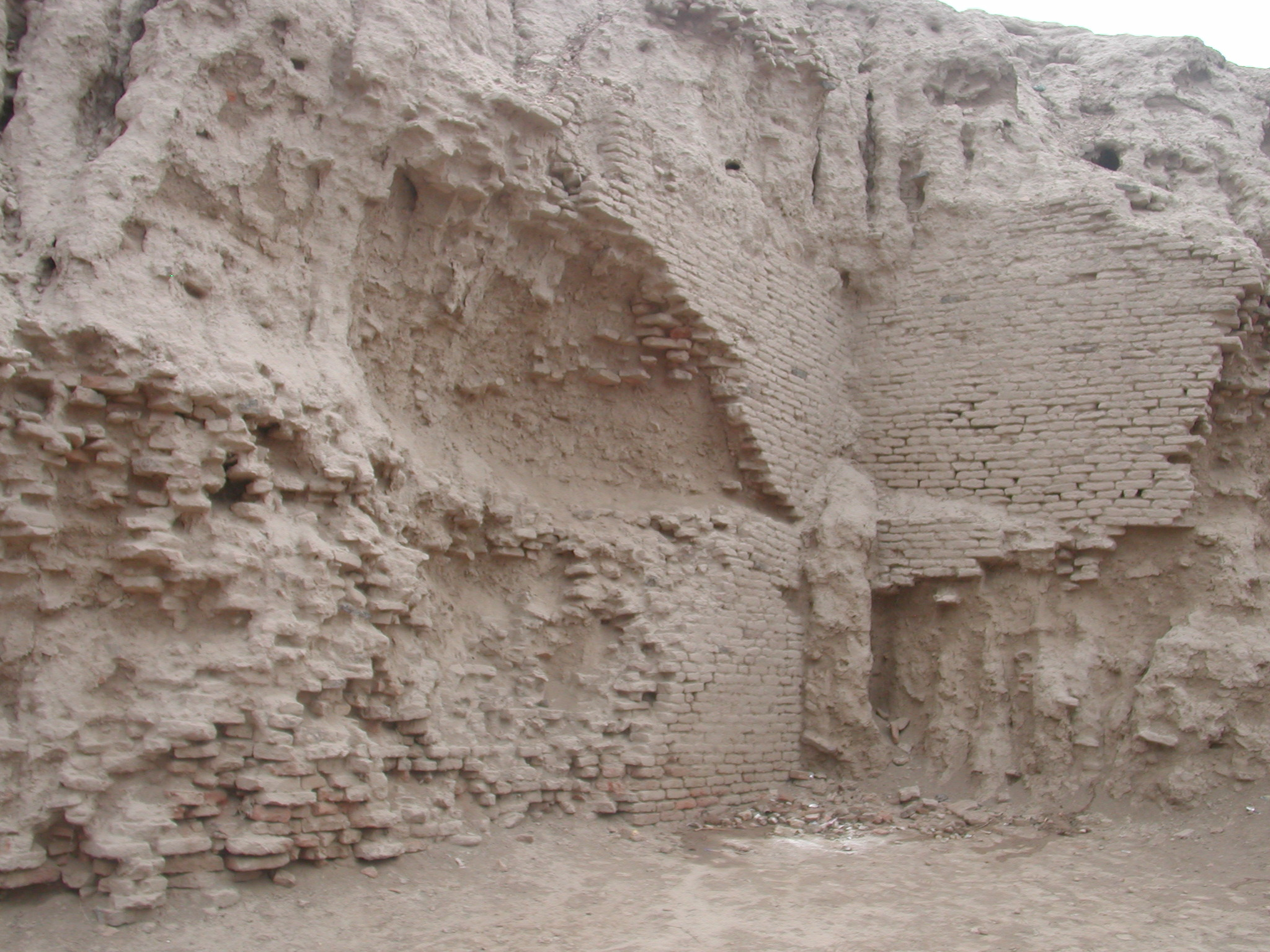
أطلال أسوار سدوستان القديمة.

اتجه الجيش الإسلامي من النيرون إلى الشمال الغربي، وجعل لا يمُرُّ بِمدينةٍ أو بلدةٍ إلَّا فتحها، ومن الجدير بِالذِكر أنَّ أغلب البلدات والمُدن الواقعة على طريق المُسلمين افتُتحت سلمًا دون قتال في تلك المرحلة. فقد اعترض كبار الكهنة البوذيين الجيش أثناء سيره وأعلنوا لِمُحمَّد بن القاسم استسلام مدينة سربيدس ودُخُولها في طاعة الخِلافة، فصالحهم ووظَّف عليهم الخِراج، وسار عنهم إلى مدينة سبهان ففتحها، ثُمَّ سار إلى نهر السند فنزل في وسطه، وبعث جيشًا إلى مدينة سدوستان، فحاصرها أُسبوعًا حتَّى طلب أهلها الأمان والصُلح، فأمَّنهم القائد المُسلم ووظَّف عليهم الخِراج أيضًا. وكانت مدينة سدوستان تُعتبر بِمثابة مفتاح لِبقيَّة مُدن وادي السند، خاصَّةً وأنَّ استسلامها جاء على وجهٍ سلميٍّ، وعن طواعيَّةٍ واختيارٍ من قِبل الأهالي، بعد أن هرب واليها الهندوسي لمَّا صالح أهلها المُسلمون بِغرض التخلُّص من الحُكم الجائر الذي كان يُمارسه الهندوسيُّون عليهم. وكان وفد أهالي المدينة قد أخبروا قائد المُسلمين بِأنَّهم لا يُكنُّون أي ولاءٍ لحاكمهم، ويُدعى «بجهرا بن چندرا بن چچ» وهو ابنُ أخي الراجا داهر. وقد سبق لِهذا الحاكم بأن قرَّر الدفاع عن مدينته، في أوَّل الأمر، فاجتمع الرُهبان البوذيُّون وذهبوا إليه وقالوا له أنَّهم لا يرغبون بِحرب وقتال المُسلمين، وأنَّهم يخشون أن يُقتَّلون وتُسلب أموالهم فيما لو انتصر المُسلمون ودخلوا المدينة، على اعتبار أنهم (أي الكهنة والعامَّة) أتباع الحاكم المذكور. وعرضوا عليه التوسُّط بينه وبين المُسلمين كي لا يحصل قتال، لا سيَّما وأنَّ المُدن التي أعلنت طاعتها أمَّنها المُسلمون وتركوها على حالها، كما أنَّ أوامر الحجَّاج والخلافة في دمشق كانت قد بلغت مسامع الناس، ومفادها إعطاء الأمان لمن يطلبه. لكنَّ بجهرا بن چندرا لم يستمع إلى أقوال الكهنة، واستعدَّ لِقتال مُحمَّد بن القاسم، وأعلن التعبئة والاستعداد لِذلك. ثُمَّ أرسل مُحمَّد بن القاسم بعضًا من أصحابه لاستطلاع الأحوال ومعرفة إن كان الأهالي والأعيان مُوافقين على الصُلح والطاعة أم مُنافقين مُتعنتين، وحينما علم أنَّ جماعة بجهرا يستعدُّون لِلحرب، استعدَّ هو الآخر لِقتالهم، فنصب المجانيق وهيَّأ الفُرسان والرُّماة وبدأ بِحصار سدوستان. لمَّا بدأ الرُماة بِضرب المدينة بِالمنجنيق والسهام والرِّماح، توجَّه الرُهبان البوذيُّون إلى بجهرا ونصحوه مُجددًا أن يستسلم، ولكنَّهُ لم يُصغِ لهم. فما كان من الرُهبان إلَّا أن بعثوا رسولًا إلى مُحمَّد بن القاسم يحملُ كتابًا قالوا فيه: إنَّ الزُرَّاع والصُنَّاع والتُجَّار لا يُؤيدون بجهرا وأنَّهُ بِجيشه وعدَّته لن يستطيع الوُقُوف أمام جيش المُسلمين، فأمر مُحمَّد بن القاسم بِمُواصلة القتال ليلًا ونهارًا، ولمَّا تأكَّد بجهرا من الهزيمة وتضييق الحصار عليه وعلى جيشه، فرَّ من الباب الشماليّ في ظلام الليل، وعبر النهر مُتوجهًا إلى مدينة «سيويس» التي كان يحكمها آنذاك «كاكه بن كوتك الجناني». بعد هُرُوب بجهرا وإعلان الرُهبان الطاعة والولاء لِجيش المُسلمين، استقرَّت الأوضاع واستتبَّ الأمن والأمان وبدأ العُمَّال والنُوَّاب بِأمرٍ من مُحمَّد بن القاسم القيام بِمُهمَّة الولاية والنواحي، ثُمَّ صادر الجيش الفاتح جميع الأموال والذهب والفضَّة والنُقُود والأملاك من المُعاندين العُصاة الذين وقفوا في وجه تقدُّم الجيش الإسلامي، فيما عدا الرُهبان الذين أعلنوا الولاء قبل وُصُول الجيش الفاتح، ثُمَّ وُزِّعت الغنائم على الجيش بعد إخراج الخُمس وإرساله إلى بيت المال. كما أرسل مُحمَّد بن القاسم الهدايا والعبيد والسبايا إلى الحجَّاج واستقرَّ في المدينة عدَّة أيَّامٍ أُخرى.

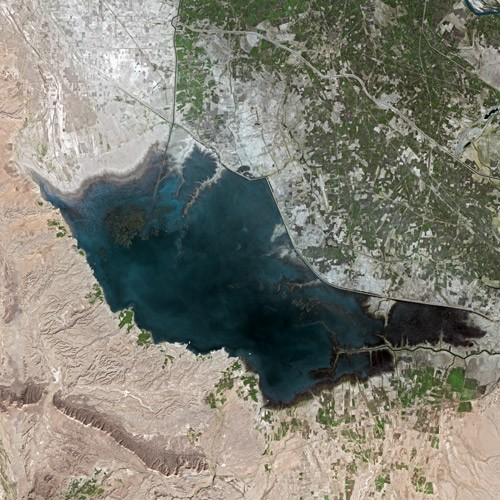
صُورة ساتليَّة لِبُحيرة منچھر التي عسكر المُسلمون على إحدى ضفافها تمهيدًا لِفتح مدينة سيويس المُجاورة.

توجَّه المُسلمون بعد ذلك إلى حصار مدينة سيويس، ولمَّا بلغوا موضعًا يُقالُ له «بُندهان» على ضفَّة بُحيرة منچھر العظيمة إلى الشمال من سدوستان، عسكروا استعدادًا لِلهُجُوم. وكان أهلُ المنطقة لمَّا رأوا جيش الإسلام يتقدَّم في بلادهم، تفرَّقوا في الأرياف والبوادي لِتأليب الناس وحثِّهم على القتال. وجاء أعيان وأشراف المدينة إلى كاكه بن كوتك لِيتدبروا الأمر ولِيطلبوا منه بِأن يُقاتل المُسلمين ويسفك دمائهم. وبحسب رواية كتاب «فتحنامه سند» فإنَّ كاكه اعتبر بأن لا جدوى من المُحاولة، لأنَّ الرُهبان والمُنجمين قالوا بِأنَّ الجيش الإسلامي سيفتح كامل المنطقة ولن يتمكن أحد من إيقافه. لكنَّ الأعيان أصرُّوا على مُباغتة المُسلمين ليلًا وأخذهم على حين غرَّة، فجمعوا جيشًا وتسلَّلوا تحت جنح الظلام لِمُقاتلة جيش الإسلام، غير أنهم تاهوا في الطريق بسبب الظلام الدامس، وانقسموا إلى أربعة ألوية لم تتمكَّن من الاتصال ببعضها، فاضطرُّوا إلى التراجع نحو المدينة مع شُرُوق الشمس. وبِجميع الأحوال فإنَّ كاكه بن كوتك عاد وتوجَّه على رأس وفدٍ من كبار الأشراف والمُعتمدين إلى جيش المُسلمين لِمُقابلة مُحمَّد بن القاسم، حيثُ أعلن طاعته وخُضُوعه، فأُعطي الأمان مع عشيرته وأتباعه، وانضمَّ إلى فيلقٍ من المُسلمين الأشدَّاء بِقيادة عبد الملك بن قيس العبدي لِمُلاحقة فُلُول العُصاة والقضاء عليهم، وقد نال كاكه بن كوتك من الغنائم التي أفضت عنها تلك المُلاحقة الشيء الكثير. بع ذلك توجَّه مُحمَّد بن القاسم نحو مدينة سيويس وقاتل حاميتها لمُدَّة يومين حتَّى هزمهم وفتح المدينة، فهرب منها بجهرا بن چندرا ومعهُ عدد من القادة العسكريين، فالتحق بعضهم بِحصن «بهطلور» الواقع بين سالوج وقندابيل، ومن هُناك أرسلوا يطلبون الأمان من جيش المُسلمين، وأعلنوا ولاءهم وطاعتهم. توالت قُرى وبلدات وادي السند السُفلى تُعلن خُضُوعها لِلفتح الجديد، ولم يقف دون خُضُوع ما تبقَّى منها سوى وُجًود الراجا داهر مُتحصنًا في قلعة بُرهمناباد، ثُمَّ أخبار كانت تصل إلى سُكَّان تلك المنطقة، وشائعات، ترد هُنا وهُناك، عن الاستعدادات التي بدأ يتخذها ذلك الملك الهندوسي، لِمُنازلة المُسلمين، في معركةٍ مفتوحةٍ لِطردهم من تلك الديار.

### معركة الراور

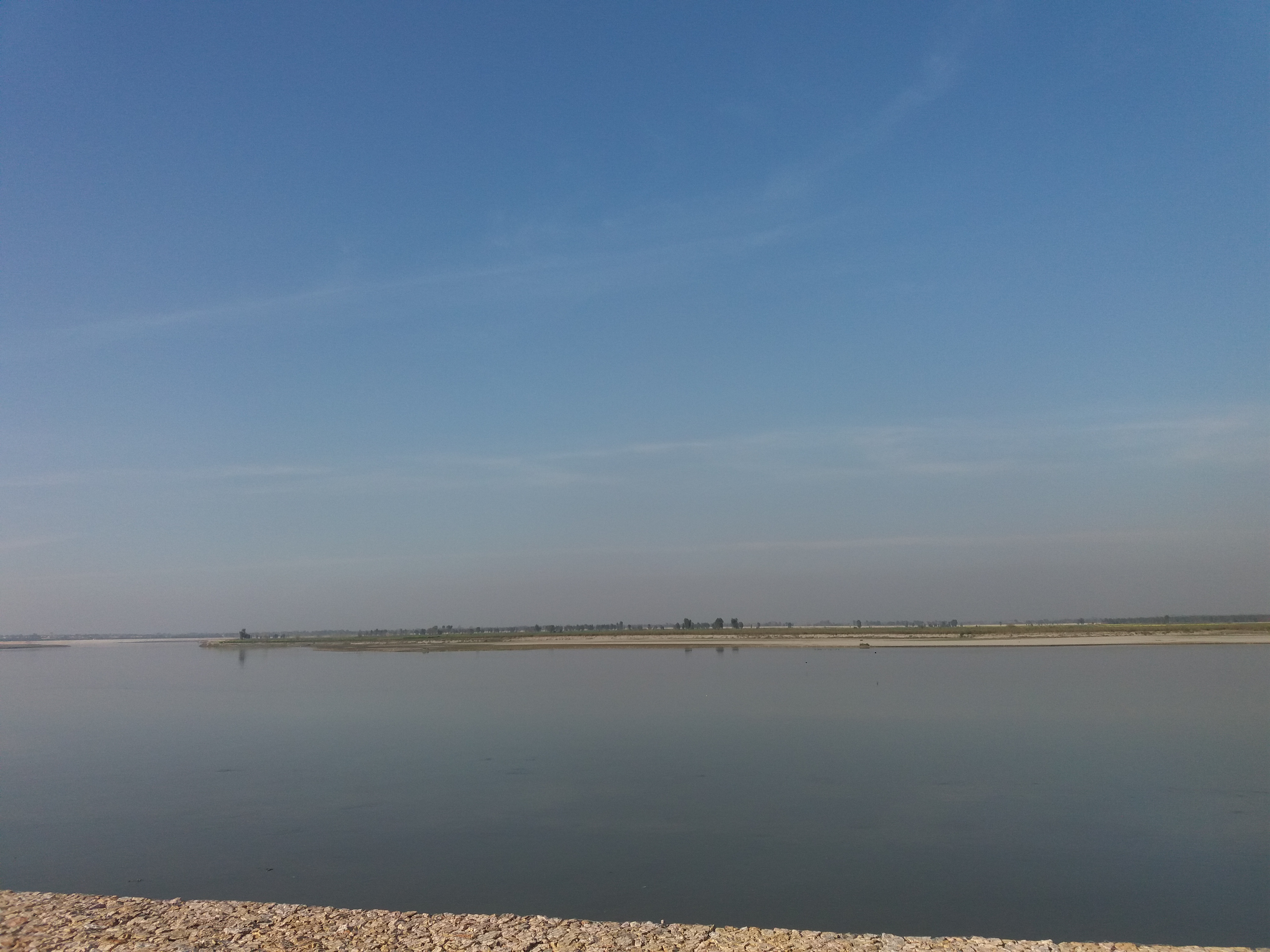
جانبٌ من نهر السند الذي شكَّل حاجزًا حال دون تقدُّم المُسلمين لِفترةٍ من الزمن.

بعد أن استقرَّت الأوضاع ووُزِّعت الأموال والغنائم والأرزاق، عمد مُحمَّد بن القاسم إلى تعيين ودَّاع بن حميد البحري، وعبد الملك بن قيس بن الجارود مُمثلين عن دار الخِلافة على المنطقة لِنشر الأمن والأمان والرفاهيَّة بين الرعيَّة، وبعدها وصلت رسالة من الحجَّاج يأمر فيها بِترك المنطقة والرُّجوع إلى النيرون وعُبُور نهر السند لِمُقاتلة داهر، طالبًا من الله النصر لِجُند المُسلمين مُذكرًا قائدهم مُحمَّد بن القاسم بِأنَّهُ إذا تمَّ لهُ ذلك الفتح والقضاء على داهر فإنَّ جميع المناطق ستُدين بِالطاعة والولاء لِلإسلام وجُنده.
يعتبر الدكتور سعد بن مُحمَّد الغامدي أنَّ المُسلمين توغَّلوا في فُتُوحاتهم شمالًا بدل أن يسعوا في القضاء على داهر المُتحصِّن في بُرهمناباد ويُنهوا كُلَّ مُقاومةٍ قد تقف أمام الزحف الإسلامي لِثلاثة أسبابٍ رئيسيَّة:
- صُعُوبة عُبُور نهر السند الكبير، وخوف الترصُّد لِلمُسلمين، من قِبل داهر ورجاله، أثناء فترة العُبُور، فخشي المُسلمون أن يُؤخذوا على غرَّة، وهُم مشغولون بِالعُبُور.
- النجاح الكبير الذي لاقاه المُسلمون في زحفهم إلى الشمال، وأنَّ ذلك سيجعل روح داهر ورجاله تضعف يومًا بعد يوم، كُلَّما نجح المُسلمون في توغُّلهم داخل أراضيه.
- رُبَّما أنَّ مُحمَّدًا رأى أن يتوغَّل حتَّى يجد الفُرصة مُواتية لِعُبُور النهر، ثُمَّ يأتي إلى بُرهمناباد من الشمال فيكون بِذلك قد حصر ملكها في منطقةٍ ضيِّقةٍ، تتكوَّن من هذه المدينة وما حولها، فلا يصل إليه مددٌ من الشمال، وكان المُسلمون قد ضمنوا الجنوب منها، والغرب في أيديهم، وبِذلك يقطع أي أمل لِنجاح مُقاومة داهر أو هربه، إن هو حاول ذلك.

ومهما كانت أسباب تقدُّم مُحمَّد بن القاسم إلى الشمال فقد جاءته حينها أوامر الحجَّاج، وهو القائد المُدبِّر، والمُخطِّط لِفتح السند، بِأن يرجع جنوبًا إلى النيرون، ثُمَّ يبدأ منها في مُناجزة داهر. وبعد أن قرأ مُحمَّد بن القاسم رسالة الحجَّاج، توجَّه مُباشرةً إلى النيرون، فقطع المنازل والمراحل حتَّى وصل إلى حصنٍ يقع على جبل النيرون، فعسكر هُناك لِفترة، ثُمَّ توجَّه إلى حصن «أشبهار»، ولمَّا وصل إلى جواره وجده حصنًا حصينًا، وقد صمَّم أهله على الحرب والقتال، وحفروا خندقًا حوله وجاؤوا بِالفلَّاحين والقرويين والزط من أطراف الحصن وأدخلوهم فيه لِيزداد عدد مُقاتليهم. ضرب المُسلمون الحصار على الحصن المذكور، وأمر مُحمَّد بن القاسم بِقذفه بِالمجانيق، واشتدَّت الحرب مُدَّة أُسبُوع شعر أهل الحصن بعدها بِالضعف والوهن، وبِقُوَّة الجيش الإسلامي، فأعلنوا الاستسلام وطلبوا الأمان، فأجابهم مُحمَّد بن القاسم، فأعلنوا الطاعة والولاء. أمَّا الباقون الذين كانوا يُساعدون المُعاندين والمُقاتلين، فقد جاؤوا بالأموال والتُحف والهدايا وفتحوا أبواب الحصن، فدخل جيش الإسلام المُنتصر، وأخذ مُحمَّد بن القاسم مفاتيح المدينة ووضعها بِيد أحد أتباعه المُخلصين وعيَّن شحنةً(3) لِلمدينة، ثُمَّ بقي مُدَّةً في الحصن وبعدها توجَّه إلى شواطئ نهر السند حتَّى وصل «الراور» على الجانب الغربي وعسكر هُناك. ولمَّا نزل مُحمَّد بن القاسم بِشط السند، قاتله «جاهين» صاحب حصن جزيرة بيت، الذي يبدو أنَّ داهر عيَّنهُ على ولاية تلك المنطقة كونه كان من القادة الموثوقين المُقرَّبين إليه، رُغم أنَّ تلك الولاية كان يحكمها «بساية بن سربند»، وكانت وراثيَّةً في نسله، مع حفاظه على تبعيَّته لِلراجا داهر، لكنَّ الأخير يظهر أنَّهُ أوكل حُكم الولاية إلى قائده جاهين وجعلهُ فوق بساية بِغية التصدِّي لِمُحمَّدٍ بن القاسم أثناء عُبُوره لِنهر السند، لكنَّ جاهين هُزم على يد المُسلمين، ومنح مُحمَّد بن القاسم حُكم ولاية بيت إلى «موكه بن بسايه» الذي صار حليفه ضدَّ داهر، وعندما سمع داهر بِمُحالفة موكه لِمُحمَّدٍ بن القاسم قام بِتعيين ابنه جيسيه لِلسيطرة على قلعة بيت الاستراتيجيَّة، وأمرهُ بِعدم الثقة بِالحاكم القديم «بسايه».

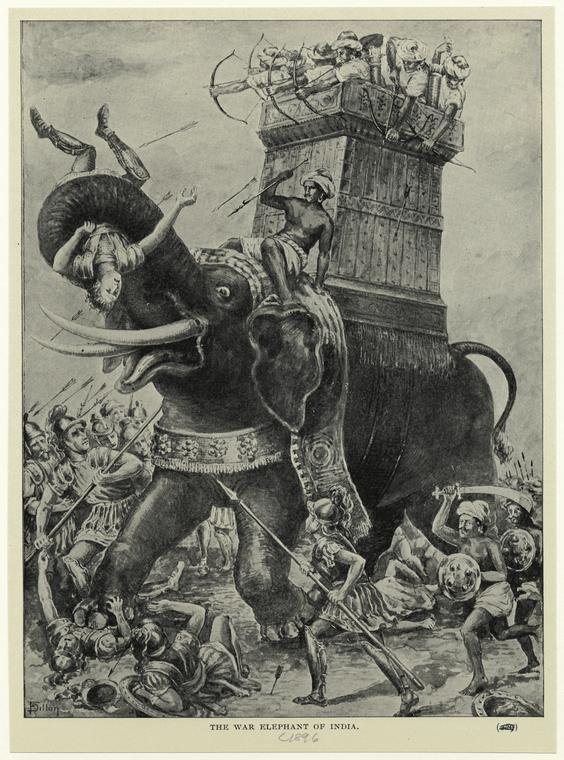
رسمٌ توضيحيّ لِفيلٍ حربيٍّ هنديٍّ من النُويعة التي استعملها الراجا داهر في جُيُوشه لِقتال المُسلمين في معركة الراور. هذا الرسم لا يعود لِفيل داهر أو لِأحد أفيال جيشه، والغاية منه توضيحيَّة فقط لِإبراز ما واجهه المُسلمون خِلال المعركة المذكورة.

خِلال ذلك الوقت، أرسل مُحمَّد بن القاسم أحد كبار الرجال الشاميين في جيشه مع أحد السنديين الذين اعتنقوا الإسلام، ويُدعى «ديبلي»، إلى الراجا داهر لِتخييره بين الإسلام والسلام أو الجزية أو الحرب. فاستشار داهر وزيره «سيساكر» وأحد العرب العلافيين المُلتحقين بِخدمته، ويُدعى مُحمَّد العلافي، فأشار عليه الأوَّل أن يترك المُسلمون يعبرون النهر حتَّى تنقطع عنهم طريق الإمدادات فتتناقص مؤونتهم يومًا بعد يوم ويقعون لُقمةً سائغةً بِيد جيش داهر. أمَّا العلافي فأشار بأن لا يُسمح لِلمُسلمين بِالعُبُور كونهم قادمون لِلنصر أو الشهادة، وإنَّ الصواب مُحاصرتهم بِالسُفن نهرًا وبِالجُنُود برًّا، ومُصادرة ما يأتيهم من مُؤن عبر الطريقين، فيموت قسمٌ كبيرٌ منهم وينسحب بعضهم الآخر، ويتفرَّق ويتشرذم الباقون. رُغم ذلك، قرَّر داهر تحدِّي المُسلمين لِإظهار قُوَّته، فاستدعى الرسول الشَّاميّ وقال له: «إِرجِع إِلَى أَمِيرِك وَقُل لَهُ إِنَّنِي قَد خَيَّرتُهُ فِي العُبُورِ، وَإنَّنَا عَلَى استِعدَادٍ لِقِتَالِكُم، فَإِذَا أَرَادَ فَليَعبُر، وَإِلَّا فِإِنَّنَا نَحنُ العَابِرُون». بناءً على ذلك، رجع الرسولان إلى مُحمَّدٍ بن القاسم وأخبراه بما أجاب به داهر على رسالته، فكتب إلى الحجَّاج يشرح لهُ الوضع، ويطلب منه الاستشارة، وبقي مُنتظرًا حتَّى أتاه جواب الأخير يأمرهُ بِعُبُور نهر السند ومُعاملة الجُنُود المُسلمين بِالرفق واللين، والتعامل مع أهالي المنطقة بِالحُسنى كي لا يخونوه، وضرورة رسم مواقع العُبُور على مسافة أربعة فراسخ. ولمَّا وصل خبر استعداد المُسلمين لِلعُبُور إلى مسامع داهر حتَّى أمر أن يُجهِّزوا فيله الأبيض، وتقدَّم مع وزيره وعدد من أتباعه حتَّى أصبح قبالة جُيُوش مُحمَّد بن القاسم. اختار القائد المُسلم أضيق مكانٍ لِلعُبُور في منطقة جزيرة بيت ثُمَّ أمر بِإحضار السُفُن وربطها مع بعضها بعضًا لِيُصنع منها جسرًا يعبر فوقه الجُنُود، ويبدو أنَّ موكه بن بسايه ساهم بِجلب سُفُنٍ ومعابر خشبيَّة إلى مُحمَّدٍ بن القاسم، ممَّا أثار حفيظة أخيه «راسل» الذي كان يُعارض سياسة التقارب مع المُسلمين، فذهب إلى مُعسكر داهر وأعلن طاعته وولائه له، ففوَّض إليه ولاية جزيرة بيت، وأمر جيسيه باقتحام القلعة وخلع موكه، الذي هرب إلى المُسلمين لِلقتال معهم. وذُكر أنَّهُ لمَّا جمع مُحمَّد بن القاسم السُفن والمراكب وضمَّها إلى بعضها لِيعمل منها جسرًا، جمع راسل بن بسايه جيشه ومعارفه من القادة وحملوا على جيش المُسلمين في سبيل منعهم من ربط أجزاء الجسر وعُبُور النهر، فأمر مُحمَّد بن القاسم بِسحب جميع السُفُن إلى الضفَّة الغربيَّة من النهر حتَّى تُربط على عرضه تمامًا، ثُمَّ تحرَّكت السُفُن مرَّةً واحدةً على شكل قوسٍ لِربط الضفَّتين وإيصال المُقاتلين المُسلمين إلى الضفَّة الشرقيَّة. ولمَّا وصلت طلائع السُفُن على مقرُبةٍ من الساحل الشرقيّ، بدأ المُقاتلون المُسلمون بِرمي السهام والرِّماح بِكثافةٍ غزيرة ممَّا أدَّى إلى تعثُّر جُنُود راسل بن بسايه في الجانب الشرقي وإصابتهم بِالذُعر ثُمَّ فرُّوا مُدبرين لا يلوون على شيء، ممَّا سهَّل عُبُور الجيش الإسلامي وجوازه إلى البر الثاني، ولحق بِالأعداء هزيمة شنعاء، وتشجَّع المُسلمون فلاحقوهم حتَّى أبواب مدينة جهم، وبقيت فُلُول الأعداء تنسحب هاربةً حتَّى وصلت إلى جيش داهر وانضمَّت إليه.
كان داهر حتَّى تلك اللحظة يستخفُّ بِمُحمَّد بن القاسم لاهٍ عنه، فصُعق لمَّا أدرك أنَّ المُسلمين أصبحوا قاب قوسين أو أدنى، وأرسل ابنه جيسيه على رأس جيشٍ من المُقاتلين الأشدَّاء على الأفيال لِقتال المُسلمين، فلقوهم على مقرُبةٍ من مدينة «طلاية» حيثُ حمل المُسلمون على عساكر كوكبة جيسيه وأعملوا فيهم تقتيلًا، وكاد جيسيه أن يقع في قبضة المُسلمين لولا أن استعان بِفيلٍ هائج خرق به صُفُوفهم وفرَّ هاربًا إلى أبيه داهر. ولمَّا هُزم جيسيه، أرسل راسل بن بسايه إلى مُحمَّد بن القاسم يطلب فيها البيعة ويُعلن ولاءه، فأجابه مُحمَّد بن القاسم، وانضمَّ راسل إلى المُسلمين وأصبح مُرشدًا لِلجيش، وأشار عليهم النُزُول في مكانٍ يُدعى «جيور» بِالقُرب من قرية الراور على مجرى مائي يُسمَّى «ددهاواه»، حتَّى يكونوا على مقرُبةٍ من داهر، فاعتمد مُحمَّد بن القاسم هذه المشورة. وما أن بلغ داهر خبر نُزُول المُسلمين في جيور حتَّى قرَّر القتال، فقام بِقضه وقضيضه، راكبًا فيله الأبيض، وسائر على رأس جيشه بِفيلتهم وخُيُولهم ورجالهم حتَّى قابل الجيش الإسلامي يوم الخميس 6 رمضان 93هـ المُوافق فيه 16 حُزيران (يونيو) 712م، فالتحم الجمعان من بداية الصباح حتَّى انصرام الرواح، واستمرَّ القتال طوال الأيَّام الخمسة التالية، أي حتَّى يوم الإثنين 10 رمضان المُوافق فيه 20 حُزيران (يونيو). وفي اليوم الأخير أحاطت ثُلَّةٌ من خيَّالة المُسلمين بِفيل داهر الأبيض وأشعلوا النيران في هودجه، فخاف الفيل وهرب إلى النهر وألقى بِنفسه فيه، ولم يستطع سائسه السيطرة عليه، وكاد أن يغرق مع داهر، ولمَّا حاول الفيل الخُرُوج من الماء أمطره المُسلمون بِوابلٍ من السهام، وفي تلك اللحظة صوَّب أحد الرُماة المهرة من المُسلمين سهمه إلى داهر وأصابه، فوقع من الهودج إلى الماء. وتمكَّن الفيل من الخُرُوج من النهر وهجم على الموجودين على الضفَّة، وسحق في هياجه عشرات الجُنُود المُقاتلين من أتباع داهر، وتفرَّق الباقون لِلنجاة بِأنفُسهم، وتمكَّن داهر من الظُهُور في هذه اللحظة من الماء، وتقابل وهو يسيرُ مُترنحًا مع أحد المُقاتلين المُسلمين، (قال البلاذري أنَّهُ القاسم بن ثعلبة بن عبد الله الطائيّ، وسمَّاه ابن دُريد في كتاب الاشتقاق القشعم بن ثعلبة الطائيّ)، فرفع الأخير سيفه وضرب الراجا فقتله، وأنشد قائلًا:
واستمرَّ القتال بين المُسلمين وبقايا السنديين المهزومين، حتَّى فرُّوا جميعًا من ساحة المعركة، فلاحقهم المُسلمون حتَّى حصن الراور. وكان بعض البراهمة قد تخفُّوا في الماء أثناء المعارك، فخرجوا لمَّا خلت الساحة من المُقاتلين وأخذوا جُثمان داهر وأخفوه في طيَّات التُراب والأعشاب على شاطئ النهر. تذكر الروايات التاريخيَّة أنَّ معركة الراور لم تكن بِأقل من معركة القادسيَّة ضراروةً وبسالةً من جانب الخصمين المُتحاربين، ولا من حيث النتائج التي تمخَّضت عنها المعركة من ناحيةٍ أُخرى. فإن كانت القادسيَّة، بِقيادة سعد بن أبي وقَّاص قد فتحت الباب على مصراعيه لِفتح بلاد فارس ودُخُول أهلها إلى الإسلام، فقد جعلت الراور بقيادة ابن القاسم، أراضي السند مُمهدة أمام الفتح الإسلامي.

### فتح الراور
بعد ذلك الانتصار الحاسم، اتجه مُحمَّد بن القاسم بِجيشه إلى قلعة الراور وضرب حولها الحصار. وكان في القلعة المذكورة جيسيه بن داهر بعد أن هرب مع جميع أبناء المُلُوك والأُمراء الذين نجوا من المعركة واعتصموا في داخل الحصن، وكان مع جيسيه زوجة أبيه «راني بائي»، وهي أخته أيضًا. ولمَّا سمع المذكور بِزحف المُسلمين نحوه استشار وزيره ومُحمَّد العلافي ما إذا كان عليه التصدِّي لِلزحف أو الانسحاب، فأشارا عليه الذهاب إلى حصن بُرهمناباد كونه مسقط رأس داهر والأُسرة الرائيَّة، وفيه خزائن الملك القتيل وأتباعه وأمواله، ولِأنَّ سُكَّان المنطقة مُوالون لِلعائلة الحاكمة ومُستعدون لِلقتال في صفِّها إذا بلغها المُسلمون. وهكذا وافق جيسيه على هذا الرأي وكذلك بقيَّة الأعيان والأُمراء وانتقلوا إلى بُرهمناباد، وبقيت راني بائي زوجة داهر في حصن الراور لِمُقاتلة المُسلمين ومعها جيش تعداده خمسة عشر ألف مُقاتل، وقفوا جميعًا لِلدفاع عن المدينة حتَّى الموت، ولمَّا سمع مُحمَّد بن القاسم بِمُقاومة بائي مع جيشها، تقدَّم بِجيشه وحاصر الحصن وبدأت المجانيق ترمي الأحجار الضخمة وكذلك رُماة السهام والرماح. ثُمَّ عبَّأ مُحمَّد بن القاسم جيشه وجعله فوجين والكُل يرمي الحجارة والسهام والرماح والمشاعل النفطيَّة، فاندلعت الحرائق من كُلِّ حدبٍ وصوب، وبدا لِبائي أنَّ الهزيمة واقعة لا محالة، فجمعت نساء الحصن وأمرتهنَّ بِإحضار الأخشاب والقُطن والحطب، وأضرمن النار فيها وألقين بِأنُفسهُنَّ في اللهيب المُشتعل. بعد ذلك فُتحت أبواب الحصن ودخله مُحمَّد بن القاسم وأقام فيه ثلاثة أيَّام استصفى خلالها أموال داهر وسلاحه، وأسر العديد من جُنُوده، وأرسل خُمس هذه الغنائم كُلُّها إلى الحجَّاج في العراق، وأرسل معها رأس الملك السابق بعدما عُثر على جُثَّته.

### فتح بهرور ودهليلة
عمد جيسيه، بِمُجرِّد علمه بِسُقُوط الراور، إلى كتابة الرسائل إلى المُلُوك والأُمراء والأتباع يحُضُّهم على القتال والوُقُوف بِوجه المُسلمين، فبعث بِرسائل إلى أخيه «قوفي بن داهر»، وكان مُقيمًا في حصن أرور، وأُخرى إلى ابن أخيه «چچ بن دهرسيه» صاحب باتيه، وثالثة إلى ابن عمِّه «دهول بن چندرا» ملك بُدهيه والقيقان. ولمَّا سمع مُحمَّد بن القاسم نبأ استعداد جيسيه لِلقتال والحرب، صمَّم على فتح بُرهمناباد، فتوجَّه بِجيشه إليها، وكان في الطريق إليها حصنان هُما «بهرور» و«دهليلة»، فوصل أولًا إلى بهرور، وكان في هذا الحصن عددٌ كبيرٌ من المُقاتلين، ولمَّا وصل مُحمَّد بن القاسم إلى هُناك حاصره حوالي الشهرين أبقاه فيهما تحت رحمة المجانيق والمشاعل النفطيَّة المُحترقة والمُبارزات الفرديَّة لِلفُرسان، حتَّى قُتل جميع جُنُود المدينة، فدخلها المُسلمون وأصابوا فيها غنائم كثيرة. ولمَّا وصل خبر فتح بهرور إلى دهليلة، علم أهلها أنَّ مُحمَّد بن القاسم مُصمِّمٌ على فتح مدينتهم، ولا أمان لهم فيها، ففرَّ التُجَّارُ منهم إلى الهند، وبقي الرجال المُقاتلين في المدينة لِلدفاع عنها. ثُمَّ وصل إليها مُحمَّد بن القاسم وحاصرها مُدَّة شهرين حتَّى ضاقت السُبُل بِأهلها وقلَّ غذائهم ومؤونتهم، وإذ أدركوا بِأنَّ العون والمدد لن يأتيهم بِأيَّة حال، مال بعضهم إلى التسليم فيما هرب قسمٌ من الأعيان في ظلام الليل، فلحق المُسلمون ببعضهم أثناء عُبُورهم أحد الأنهار وقتلوا منهم فريقًا وأسروا آخر، فيما فرَّ الآخرون إلى الهند. وأعطى مُحمَّد بن القاسم الأمان للذين استسلموا من أهل المدينة، ودخلها وأرسل خُمس ما غُنم فيها إلى دار الخِلافة، ويُروى أنَّهُ أرسل في طلب نوبة بن هٰرون، وقيل نوبة بن داهر (أحد أبناء الملك السابق)، وأخذ العهد عليه وعيَّنهُ واليًا على منطقة دهليلة بما فيها معابرها المائيَّة، التي عهد لهُ بِإدارة سُفُنها. ورأى مُحمَّد بن القاسم أن يستميل قُلُوب أهالي الأراضي المفتوحة حديثًا، أكثر فأكثر، فعيَّن وزير داهر «سيساكر»، الذي كان ممن استجاب لِدعوة القائد المُسلم، لِلدُخُول في طاعته، وزيرًا ومُستشارًا لِنوبة سالف الذِكر.

### فتح بُرهمناباد
أدَّت السياسة الحكيمة لِمُحمَّد بن القاسم إلى سحب البساط تمامًا من تحت جيسيه بن داهر، فحال بِذلك بين الأخير وبين اتحاد سُكَّان أواسط وأعالي وادي السند تحت لوائه. وقد أثمرت هذه السياسة، فأخذ الناس يفدون إلى المُسلمين، ويُعلنون خُضُوعهم تحت سُلطة الإسلام. وبِذلك لم تُثمر صرخات الاستنجاد وخطابات الدعوة التي وجَّهها جيسيه إلى حُكَّام السند لِلوحدة والوُقُوف أمام المُسلمين بِقيادته. ولمَّا وصل الخبر إلى جيسيه بِأنَّ جيش الإسلام خرج يُريدُ بُرهمناباد، وتبيَّن لهُ أنَّ أحدًا لن يستجيب لِنداءاته وصيحات الاستغاثة، جمع ماله وعياله وأتباعه وهجر المدينة، وذهب عن طريقٍ صحراويٍّ إلى منطقةٍ تُدعى «جنكن وعوراأوكايا» وهي من بلاد جترور، كما انفصل عنهُ مُحمَّد العلافي قاصدًا ملك كشمير لِيكون في خدمته. ترك مُحمَّد بن القاسم مدينة دهليلة وتوجَّه بِجيشه إلى بُرهمناباد حتَّى وصل إلى نهر «جلوالي» شرقيّ المدينة المذكورة، وعسكر بِجُنده هُناك وبعث بِرسوله إلى المدينة عارضًا على أهلها الإسلام أو الجزية أو القتال، فاختاروا القتال. ولمَّا وصل المُسلمون إلى أطراف بُرهمناباد أمر مُحمَّد بن القاسم بِحفر خندقٍ عظيمٍ حولها، ثُمَّ بدأ القتال يوم السبت 1 رجب 94هـ المُوافق فيه 2 نيسان (أبريل) 713م، واستمرَّ ستَّة أشهر، فكان المُحاصرون يخرُجون يوميًّا لِلقتال والمُبارزة قارعين الطُبُول، مُواصلين الحرب من الصباح حتَّى المساء، ثُمَّ يعودون إلى حصنهم والمُسلمون إلى خندقهم. عندما طال حِصار المدينة، ورأى أعيانها أنَّ لا قُوَّة أو اقتدارٍ لهم على مُواصلة القِتال، بعثوا بِرسولٍ إلى مُحمَّد بن القاسم لِيُعطيهم الأمان، فوافق على ذلك وفُتح أحد أبواب المدينة، وهو باب «جريطري» لِيدخل الجيش الإسلامي منه، لكنَّ قسمًا من البُرهمناباديُّين انقضُّوا على المُسلمين بِمُجرَّد دُخُولهم من الباب المذكور، فتقاتل الطرفان لِفترةٍ قصيرة حتَّى انهزم البُرهمناباديُّون، فلاذوا بِالفرار عبر البوَّابة الشرقيَّة لِلمدينة، ودخل مُحمَّد بن القاسم وأعطى الأمان لِكُلِّ الأهالي غير المُقاتلين، كما أُعطي الأمان لِلصُنَّاع والتُجَّار، وتقرَّر ترك بعض الأسرى ممن امتشقوا السلاح ضدَّ المُسلمين، بعدما تشكَّلت محكمة لِردِّ المظالم ومُحاكمة الذين قاتلوا الجيش الإسلامي. ويُروى أنَّ ستَّة آلاف من أرباب الحرب حُوكموا وأُعدموا، وأُفرج عن الباقين، وقيل أنَّ من قُتلوا بلغوا ثمانية آلاف.
وفي اليوم التالي من الفتح، قَدِم على مُحمَّد بن القاسم عددٌ من البراهمة مُستسلمين مُتخضِّعين، فأعطاهم الأمان على أنفسهم شريطة أن يجلبوا له كُلُّ من يقع في أيديهم من أتباع داهر، فوافقوا وسلَّموه إحدى زوجات الملك السابق وجمعٌ من رعاياه وأتباعه ممن اعتكفوا في المعابد. فعاملهم مُحمَّد بن القاسم بِالحُسنى، وترك لهم ضياعهم وخيلهم وأموالهم، وفرض عليهم الجزية، إلَّا من اعتنق الإسلام منهم. وقسَّمهم إلى ثلاثة أفواج حسب مُستوياتهم الماليَّة والاجتماعيَّة، فكان الفرد من الفوج الأوَّل رفيع المُستوى يدفع أربعين درهمًا، والفوج الثاني أربعة وعشرين درهمًا، والثالث اثنيّ عشر درهمًا. بعد ذلك عمد مُحمَّد بن القاسم إلى تعيين البراهمة الذين ساعدوه، كُلٌّ حسب اختصاصه واستحقاقه، في المناصب، وأجزل لهم العطاء. ثُمَّ نُودي على العوام المُتضرِّرين بِالحرب، والذين نُهبت أموالهم أثناء القتال من الصُنَّاع والتُجَّار والكسبة الصغار وتقرَّر إعطاء كُلٌ منهم اثنيّ عشر درهمًا، كما عُيِّن الدهاقنة ورؤساء المنطقة جُباةً لِأموال الدولة لِيضبطوا الأموال في المُدن والقُرى والأرياف. ثُمَّ أعطى مُحمَّد بن القاسم الأمان لِعامَّة الناس في بُرهمناباد في مُمارسة طُقُوسهم الدينيَّة البوذيَّة والهندوسيَّة كما يُؤدِّي اليهود والنصارى والمجوس طُقُوسهم في البلاد المفتوحة بِالعراق وفارس والشَّام ومصر.

### فتح أرور

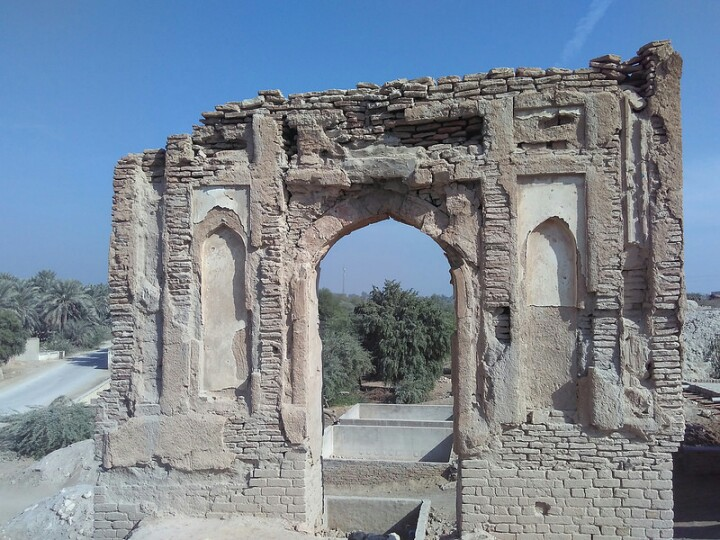
أطلال المسجد الجامع العتيق في خرائب أرور القديمة.

بعد أن انتهى المُسلمون من القضاء على داهر وقتله في معركة الراور وما نتج من جرَّاء ذلك، حيثُ فُتحت كافَّة أراضي السند السُفلى، وعلى رأسها عاصمتها الإقليميَّة بُرهمناباد، كان لا بُدَّ من السير شمالًا، على الاتجاه نفسه، لِفتح عاصمة الهندوس الكُبرى في وسط أراضي السند، لِأنَّ فتحها يعني دُخُول تلك الأراضي، من وسط مملكة داهر، تحت سُلطان الإسلام. لِذلك، فقد سار مُحمَّد بن القاسم من منطقة بُرهمناباد بعد أن رتَّب إدارة المناطق المفتوحة، في يوم الخميس 3 مُحرَّم 95هـ المُوافق فيه 8 تشرين الأوَّل (أكتوبر) 713م، واتَّجه بِالقُوَّات الإسلاميَّة شمالًا، ونهرُ السند إلى يسارها، أي إلى الغرب، وفي الطريق استقبلهُ سُكَّان منطقة «ساوندي» بِالترحاب والرقص والغناء الشعبيين، وأعلنوا خُضُوعهم تحت سُلطة الإسلام. وتابع المُسلمون زحفهم حتَّى وصلوا منطقة أرور، التي كانت قد أصبحت دار مُلك البلاد بعد مقتل داهر واستقلال ابنه «قوفي» بها. وبحسب الروايات التاريخيَّة، كان قوفي بن داهر قد أشاع في الأوساط الشعبيَّة أنَّ والده ما زال على قيد الحياة، وأنَّهُ ذهب إلى الهند لِيأتي بِالمدد والعون والسلاح في سبيل دفع المُسلمين بعيدًا. ويُحتمل أنَّ قوفي المذكور أشاع ذلك لِإدخال الطُمأنينة والاستقرار في قُلُوب مُقاتليه لِيتمكنوا من صدِّ الجيش الإسلامي، أو أنَّه كان يُؤمن بِذلك فعلًا. ولمَّا وصل مُحمَّد بن القاسم إلى أطراف أرور وأصبح على مسافة ميلٍ واحدٍ، عسكر هُناك وأقام السرادق وبنى مسجدًا لِلمُسلمين. دافع سُكَّان أرور (الهندوس خاصَّةً) عن مدينتهم بِروحٍ معنويَّةٍ كبيرةٍ لِاعتقادهم بِأنَّ ملكهم آتٍ في طريقه لِإنقاذهم ممَّا هم فيه، وكانوا يصرخون كُلَّ يومٍ من فوق الحصن بِالمُسلمين ويحُثُّوهم بِأن يهربوا قبل أن يصل ملكهم فيقضي عليهم. استمرَّ المُدافعون على ذلك الوضع، ولم ينصاعوا لِلنداءات التي أرسلها مُحمَّد بن القاسم إليهم لِلاستسلام بِالتي هي أحسن، فأخرج لهم إحدى زوجات داهر الأسيرات لدى المُسلمين، وتُدعى «لادي»، فأركبها على بعيرٍ أسود وتقدَّم بها مع مجموعةٍ من الفُرسان الشُجعان إلى الحصن، ولمَّا وصلت هُناك رفعت صوتها وأعلمت أصحاب المدينة بِصدق أنباء موت زوجها. تُشيرُ إحدى الروايات أنَّ الأهالي لم يُصدِّقوا بدايةً قول زوجة داهر، ولم يقتنعوا بِعكس ذلك حتَّى قالت لهم إحدى ساحرات المدينة أنَّها لم تجد أثرًا لِداهر بِـ«علمها ومعارفها وسحرها»، مما يعني أنَّهُ ليس على الأرض وقد مات. وسواء صحَّت رواية الساحرة أم لم تصح، فمن المُتفق عليه أنَّ المُدافعون شرعوا، بعد ذلك بِقليل، في فتح باب المُفاوضات السلميَّة، فقرَّر الأعيان من حرفيين وصُنَّاع وتُجَّار أنَّ الاعتماد على الملكيَّة السابقة لم يعد مُمكنًا بعدما أنزل المُسلمون المُلُوك من على عُرُوشهم، وأنَّ الحكمة تقضي تسليم المدينة لِلمُسلمين بعد طلب العُهُود والمواثيق من قائدهم. ولمَّا رأى قوفي بن داهر اجتماع كلمة الأعيان وتردُّد العوام في الحرب بعدما علموا بِموت أبيه، جمع جُملة أهل بيته ورعاياه وأتباعه، وهرب ليلًا إلى بلاد جترور حيثُ أخيه جيسيه. وأرسل أهلُ المدينة إلى مُحمَّدٍ بن القاسم يُعلنون طاعتهم وولائهم، شريطة ألَّا يُقتل أحدٌ منهم ولا يُتعرَّض لِبُدِّهم (معبدهم ومُقدِّساتهم)، فوافق مُحمَّد بن القاسم وقال لهم: «مَا البُدُّ إِلَّا كَكَنَائِسِ النَّصَارَى وبَيْعُ اليَهُودِ وَبُيُوتُ نَارِ المَجُوسِ». وهكذا دخل المُسلمون المدينة صُلحًا، ونصَّب مُحمَّد بن القاسم رواح بن أسد، أحد أحفاد الأحنف بن قيس، واليًا على أرور، وعهد بِالشُؤون الشرعيَّة ودار القضاء والخطابة إلى الإمام موسى بن يعقوب بن طائي الثقفي، ودعاهما إلى استمالة الرعيَّة ورعاية الشعب والحرص على تطبيق أحكام الشريعة الإسلاميَّة، كما وضع الخِراج على المدينة وبنى بها مسجدًا.

### فتح حصن باتيه
بعد تسوية أوضاع المدينة، ترك مُحمَّد بن القاسم أرور وتوجَّه إلى حصن باتيه الواقع على الطرف الجنوبي من نهر بياس، وهو أحد روافد نهر السند. وكان هذا الحصن القديم يحكمه «كاكسة بن چندرا بن سيلائج»، ابن عم داهر. وكان كاكسة المذكور قد شارك إلى جانب داهر بِحرب المُسلمين، وبعد أن هُزم الجيش وقُتل داهر، فرَّ كاكسة إلى هذا الحصن وأقام فيه. ولمَّا وصل جيش الإسلام قريبًا منه، أرسل كاكسة الأموال والهدايا والرهائن والعبيد إلى مُحمَّدٍ بن القاسم، وذهب الأعيان وأكابر الحصن إليه مُعلنين الولاء والطاعة له، فأعطاهم مُحمَّد بن القاسم الأمان وقدَّرهم أحسن تقدير، وأعلمهم أنَّ أميرهم كاكسة وسائر أفراد أُسرة داهر آمنين مُكرَّمين طالما أتوا إليه مُستسلمين عن طواعيَّةٍ واختيار. أتت هذه السياسة الحكيمة ثمارها، حيثُ شجَّعت كاكسة على المجيء إلى المُسلمين وإعلان استسلامه، فاستقبلهُ مُحمَّد بن القاسم ورحَّب به وعفا عنه، يدفعهُ في ذلك رغبته باستمالة قُلُوب السُكَّان إلى المُسلمين من جهة، ولِأنَّ كاكسة كان أحد فلاسفة الهند ومن كبار حُكمائها، فرغب مُحمَّد بن القاسم أن يستعين به في إدارة البلاد المفتوحة، لِذا عيَّنهُ مُستشارًا، وأخذ بِرأيه في كُلِّ صغيرةٍ وكبيرة، وعُهد إليه بِجباية الأموال. وفوق ذلك تذكر الروايات بِأنّ كاكسة أصبح أوَّل من أخذ السلاح من بقيَّة الأُمراء وكبار القادة، ويحملهُ مُقاتلًا إلى جانب المُسلمين.

### فتح أعالي وادي السند وعاصمته المُلتان

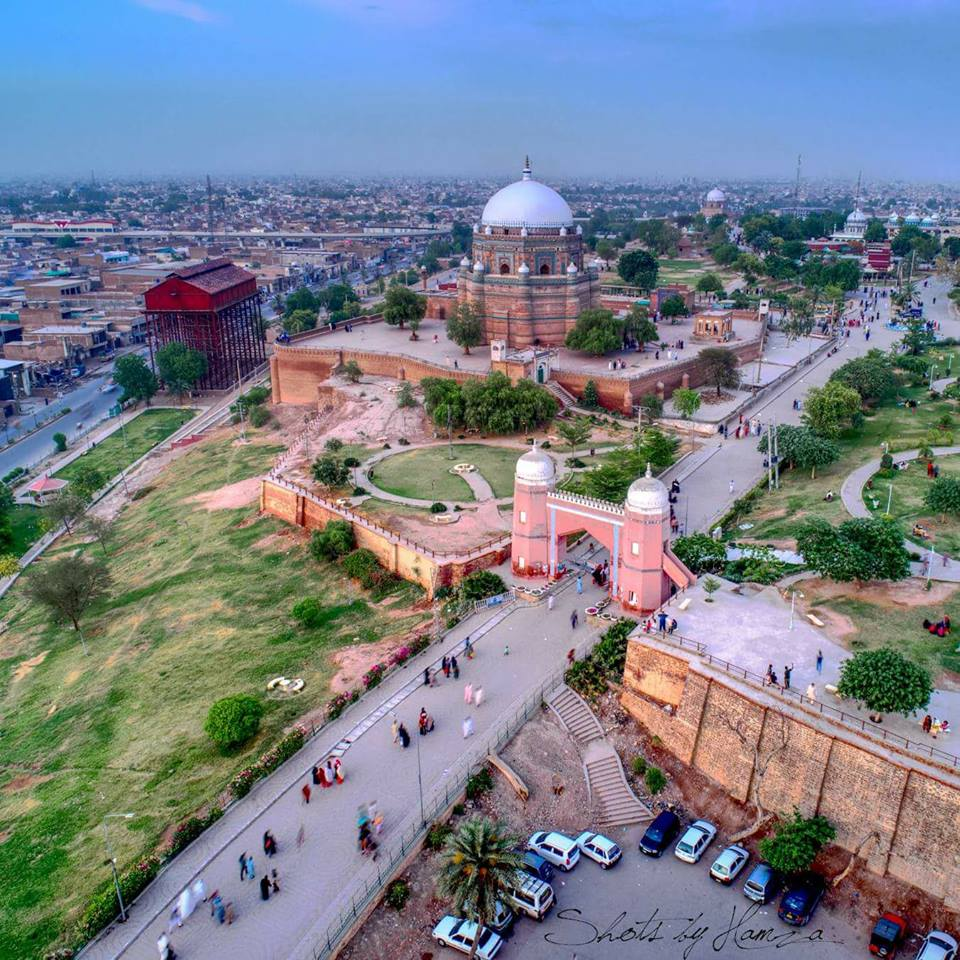
صُورة جويَّة حديثة لِحصن المُلتان.

بعد أن رتَّب أُمُورُ المناطق الوُسطى لِوادي السند، بِمُساعدة أهلها ومُشاورتهم، وعلى رأسهم كاكسة، ترك مُحمَّد بن القاسم حصن باتيه وعبر مياه نهر بياس سائرًا بِاتجاه الشمال الشرقي نحو أراضي وادي السند العُليا، وتحديدًا صوب عاصمتها العريقة «المُلتان». وفي الطريق حاصر المُسلمون حصن «اسكلندة»، فخرج إليهم أهله لِقتالهم، لكنَّ المُسلمين حملوا حملة رجُلٍ واحدٍ وهُم يُكبِّرون ويُهلِّلون، فهُزم أصحاب الحصن وارتدُّوا إلى داخله، وأخذوا يرمون المقذوفات وحجارة المنجنيق على الجيش الإسلامي، واستمرَّ الفتال الشديد سبعة أيَّام. وكان ابن أخي أمير المُلتان، المدعو «رائي بجهرا» يتولَّى الحصن المذكور، وقد حرَّض الجُمُوع وقاتل قتالًا مريرًا حتَّى نفذت المؤونة عند جيشه، ولمَّا شعر بِقُرب الهزيمة، ترك الحصن في ليلةٍ ظلماء وتوجَّه إلى حصن «السكَّة» الواقع على الجهة الجنوبيَّة من المُلتان. ولمَّا ترك بجهرا حصنه، اجتمع الأعيان وأرسلوا كتابًا إلى مُحمَّدٍ بن القاسم يطلبون فيه الأمان، فأجابهم ودخل الحصن حيثُ أمر بإعدام بعض المُقاتلين وسبي آخرين، وعيَّن عُتبة بن سلمة التميمي واليًا على اسكلندة. ثُمَّ توجَّه المُسلمون إلى حصن السكَّة، ولمَّا وصل خبر وُصُولهم إلى أطرافه، استنفر الأهالي بِقيادة رائي بجهرا وتهيَّؤوا لِلقتال والمُجابهة، وخرجوا إلى خارج الحصن والتحموا في قتالٍ شديدٍ مع المُسلمين. استمرَّت المعارك الدامية قُرابة سبعة عشر يومًا، وقُتل من المُسلمين قُرابة مائتين وأربعين، بين قائدٍ وجُنديٍّ، لكنَّ الغلبة كانت في النهاية لِلجيش الإسلامي المُتفوِّق، فانكسر المُحاصرون، وهرب بجهرا عبر النهر نحو المُلتان. ويقول صاحب «چچ نامه» أنَّ مُحمَّد بن القاسم دمَّر هذا الحصن انتقامًا لِلمُسلمين الذين سقطوا أثناء حصاره، بعد أن أقسم أنَّهُ سيفعل ذلك.

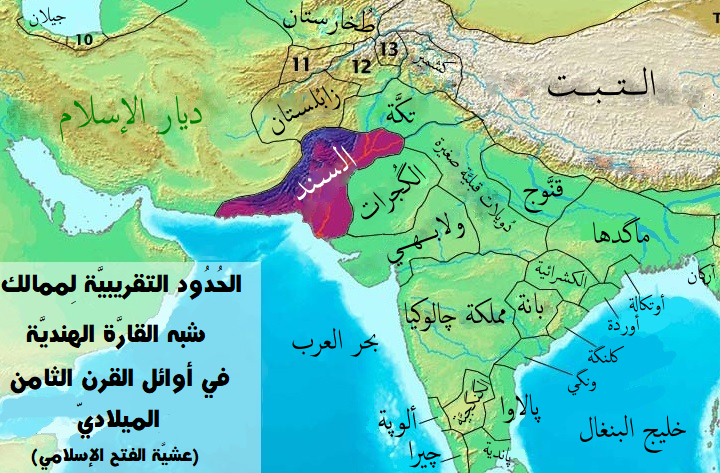
الحُدود التقريبيَّة (بِاللون البنفسجيّ) لِلبِلاد التي افتتحها المُسلمون في شبه القارَّة الهنديَّة عشيَّة السيطرة على المُلتان.

بعد ذلك عبر المُسلمون نهر بياس نحو المُلتان حيثُ لجأ رائي بجهرا، وحرَّض ملك المدينة «راجاكندا» على مُناجزة المُسلمين. ويبدو أنَّ الملك المذكور كان ينوي ذلك بِكُلِّ الأحوال ظنًا منهُ بِأنَّهُ سيُحرزُ نصرًا عليهم، ولعلَّ بعض الأسباب التي جعلتهُ يتخذ ذلك القرار تتمثَّل في: حصانة أسوار المُلتان، وقُرب هذه المملكة من حُدُود مملكة كشمير ووُجود صلات وديَّة بين الطرفين، حيثُ راسل راجاكندا الملك الكشميري طالبًا منهُ إرسال نجداتٍ عسكريَّةٍ ضدَّ المُسلمين، الذين سيُهاجمون أراضيه دون شك بِمُجرَّد انتهائهم من أراضي المُلتان. لم يتلقَّ ملك المُلتان استجابةً من جاره الشماليّ كما كان يتوقَّع، لِذلك لم يرَ جدوى لِلخُرُوج من معقله الحصين لِمُقابلة المُسلمين، فأخذ يشجن قلعته بِالمُؤن والذخائر، ما يستطع معها مُقاومة حصار المُسلمين مهما طال. وفعلًا فقد طال حصارهم له، والذي ضربهُ مُحمَّد بن القاسم ورجاله حول قلعة المُلتان المنيعة لِأكثر من شهرين دون الوُصُول إلى النيل منها. وكان مُحمَّد بن القاسم مُصرًّا أشد الإصرار على فتح المدينة المذكورة لِما لها من التقديس عند أهل السند والهند بما يفوق أيُّ مدينةٍ هنديَّة، ففيها البُدُّ العظيم، الذي تُهدى إليه الأموال والنُذُور، ويأتي الناس إليه من كُلَّ فجٍ عميق، وتهوى إليه الأفئدة، ويحلقون رؤوسهم ولحاهم عنده، فهو مدينة في مدينة، وبلدٌ في بلد، فالمُلتان لم تكن مُجرَّد مدينة عاديَّة بل كانت أشبه بعاصمةٍ دينيَّةٍ كبيرة، لِذلك استمرَّ مُحمَّد بن القاسم يُحاصر المدينة رُغم انهمار الحجارة والرماح والسهام على الجيش الإسلامي، ورُغم تراجع موادهم التموينيَّة والغذائيَّة منها على وجه الخُصُوص، لِدرجةٍ لجأوا معها إلى أكل الحُمر، حتَّى أنَّ ثمن رأس الحمار ارتفع حتَّى بلغ خُمسُمائة درهم. ولمَّا رأى راجاكندا أنَّ عزيمة المُسلمين لم تُقهر، وما زالوا مُستمرين ومُصرِّين على فتح المدينة، خاف عاقبة الأمر وقرَّر الهرب، فدُبِّر له أمره ونجح في ذلك، فخرج من المدينة وهرب إلى ملك كشمير دون عِلم المُحاصرين له. أدَّى تصرُّف ملك المُلتان هذا إلى أنَّ بعض سُكَّان المدينة خرجوا إلى قائد المُسلمين وطلبوا منهُ الأمان في سبيل إعلامه بِالطريقة التي يُمكنهُ معها اقتحام المدينة. وحول هذه المسألة يقول مُصنِّف «چچ نامه» بِأنَّ رجُلًا (لم يذكر اسمه) خرج إلى مُحمَّدٍ بن القاسم مُستأمنًا، ودلَّهُ إلى مكانٍ يُمكنُ نقبه في الناحية الشماليَّة من المدينة، فعمد جيشُ المُسلمين إلى نقب السور طيلة ثلاثة أيَّام حتَّى أفلحوا في خرقه واجتاحوا الحصن فاتحين. أمَّا البلاذري، فيذكر بِأنَّ ذلك الرجل، الذي جاء إلى مُحمَّدٍ بن القاسم، قد دلَّ المُسلمين إلى مجرىً لِماءٍ كان يدخل المدينة فيُغذيها باحتياجاتها من الشُرب، فغوَّر المُسلمون مجراه حتَّى لم يعد يصل إلى المدينة الحصينة شيءٌ منه، فأخذ منهم العطش كُلَّ مأخذ، فنزلوا على حُكم ابن القاسم، فدخل المُسلمون المدينة، وأمر مُحمَّد بن القاسم بقتل مُقاتلتها.

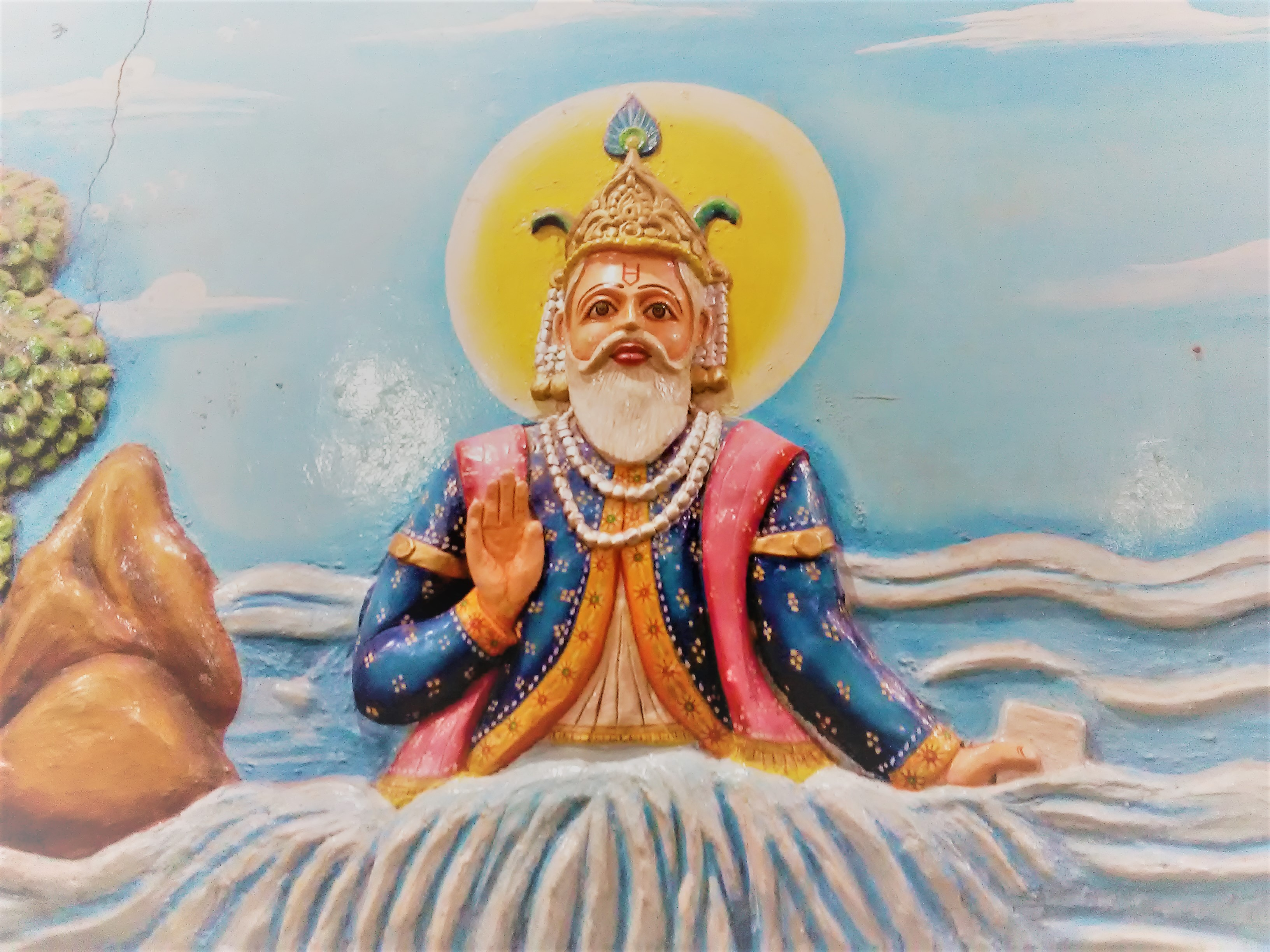
صنم جهولي لال، أبرز تجسيدات آلهة الهندوس السنديين. يُحتمل أن يكون المُسلمون شاهدوا صنمًا شبيهًا بِهذا في معبد المُلتان.

وجد المُسلمون في المُلتان ذهبًا كثيرًا جُمع في حوضٍ عظيمٍ في الجانب الشرقيِّ من المدينة، قيل أنَّ طوله وصل إلى مائة ذراع، وكذلك عرضه مائة ذراع، وبُني في وسطه معبدٌ لِصنم إلهٍ هندوسيٍّ طوله خمسون ذراعًا وعرضه خمسون ذراعًا، وكان فيه قبوٌ وُجد فيه خمسين زيرًا ملئية بِالذهب، وثلاثون زيرًا آخر دُفن فوق القبو المذكور، وقيل أنَّ هذه الكميَّة الكبيرة من الكُنُوز جُمعت عبر العُصُور من الحُجَّاج الهندوس الذين كانوا يهدون أموالهم لِهذا الإله وينذرون لهُ النُذُور، لِذا سمَّى المُسلمون المُلتان «فرج بيت الذهب»، وقد صوَّرها الإدريسي بِقوله: «...وَبِهَا صَنَمٌ يُعظِّمُهُ أَهلُ الهِندِ وَيَحُجُّونَ إِلَيهِ مِن أَقَاصِي بُلدَانِهَا وَيَتَصَدَّقُونَ عَلَيهِ بِأَموَالٍ جَمَّةٍ وَحِلِيٍّ كَثيرٍ وَطِيبٍ وَشَيءٌ يُقَصِّرُ الوَصفُ عَنهُ تَعظِيمًا لَهُ وَإِجلَالًا...وَإِنَّمَا سُمِّيَت المُلتَان فَرَجَ بِيتِ الذَّهَب لِأَنَّ مُحَمَّد بِن يُوسُف أَخَا الحَجَّاج أَصَابَ بِهَا أَربَعِينَ بِهَار ذَهَبٍ والبِهَارُ ثَلَاثُ مَائَةٍ وَثَلَاثةٍ وَثَلَاثُونَ مَنًا وَكُلُّهَا فِي بَيتٍ فَسُمِّيَت بِذَلِكَ فَرَج الذَّهَب وَالفَرَج الثَّغر». وزَّع مُحمَّد بن القاسم النصيب الشرعيّ من الغنائم على الجُنُود، وأرسل الباقي إلى خزائن دار الخلافة عن طريق البحر، ثُمَّ شرع بِإصلاح ما تهدَّم من المُلتان بِسبب الحرب، وابتنى فيها المساجد والمنارات، ثُمَّ عيَّن داود بن نصر بن الوليد العُماني أميرًا على المُلتان، وخُريم بن عبد الملك التميمي أميرًا على حصن برهمفور، وعكرمة بن ريحان الشامي أميرًا على سواد المُلتان، وأحمد بن خُزيمة بن عُتبة المدنيّ واليًا على حصنيّ أشبهار وكرور. وأقام مُحمَّد بن القاسم في المدينة المفتوحة لِفترةٍ من الزمن، عبَّأ خلالها أكثر من خمسين ألف رجُلٍ مُقاتلٍ تأهُبًا لِلحرب بِكامل العدَّة والعتاد.

### الحملة على قنَّوج
بعد إتمامه فتح المُلتان، أخذ مُحمَّد بن القاسم يستعد لِفتح مملكة قنَّوج أعظم ممالك الهند، وكانت تمتد من تُخُوم السند إلى البنغال، فبعث أبا حكيمٍ الشيبانيّ على رأس جيشٍ من عشرة آلاف فارس إلى ملك قنَّوج يدعوه إلى الإسلام أو الجزية. أمَّا مُحمَّد بن القاسم فقد توجَّه بِجيشه إلى الپُنجاب، وهي منطقة الحُدُود مع كشمير في سبيل تحديد وضبط تلك الحُدُود. ولمَّا وصل أبو حكيم الشيباني إلى البلاط القنَّوجي وعرض الرسالة المُكلَّف بها على الملك، ردَّهُ الأخير ردًا غير كريم وقال له: «إِرجِع إِلَى أَمِيرِك وَقُل لَهُ: "عَلَيكَ أَن تُقَابِلَنَا مَرَّةً وَاحِدَةً فَقَط كَي نَتَمَكَّنَ مِنَ المُوَازَنَةِ بَينَ قُوَّةِ وَشَوكَةِ أَحَدُنَا وَالآخَرَ، فَإِمَّا أَن يَدخُلَ الرُّعبَ مِنكُم فِي قُلُوبِنَا، أَو أَنَّنَا سَنَقضِيَ عَلَيكُمُ، وَإِذَا تَقَابَلَ الجَيشَانِ المُتَقَاتِلَانِ وَظَهَرَت الشَّجَاعَةُ فِي القِتَالِ وَالغَلَبَةِ لِأَحَدِنَا، عِندَ ذَلِكَ سيُحسَمُ أَمرَ الصُّلِحِ أَو الحَربِ». ولمَّا وصلت الرسالة إلى مُحمَّدٍ بن القاسم، جمع قادته وأكابر القوم وأعيانهم وأُمراءهم وأعلمهم بِنيَّته مُتابعة الفتح والسير لِلقضاء على ملك قنَّوج والظفر به، فأعلن جميع القادة والأُمراء استعدادهم لِذلك، لكن تبيَّن فيما بعد أنَّ مُتابعة الفُتُوحات لم تكن مُقدَّرة لِمُحمَّدٍ بن القاسم، إذ أتاه نعي الحجَّاج من العراق، ثُمَّ الخليفة الأُموي.

## توقُّف الفُتُوحات الإسلاميَّة في السند والهند

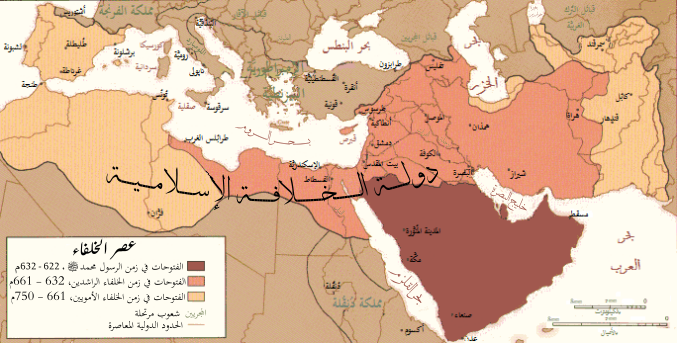
حُدود الدولة الأُمويَّة التقريبيَّة بعد تمام فُتُوحات الأندلُس وآسيا الوُسطى والسند، عشيَّة وفاة الحجَّاج بن يُوسُف الثقفي ثُمَّ الخليفة الوليد بن عبد الملك الأُموي.

لمَّا عظُمت فُتُوح مُحمَّد بن القاسم، راجع الحجَّاج حساب نفقاته على هذه الحملة، فكانت ستين ألف ألف درهم، فقال: «شَفَينَا غَيضَنَا، وَأَدرَكنَا ثَأرَنَا، وازدَدنَا سِتِّينَ أَلفَ أَلفَ دِرهَمٍ وَرَأسُ دَاهِرٍ». ولم يلبث الحجَّاج أن تُوفي سنة 95هـ المُوافقة لِسنة 713م، وكان مُحمَّد بن القاسم بِالمُلتان حينما أتاهُ نعي الحجَّاج، فرجع إلى أرور والبغرور التي سبق فتحُها، فأعطى الناس ووجَّه جيشًا إلى البيلمان وسرشت ففتحوها صُلحًا. ثُمَّ أتى مُحمَّد مدينة الكيرج في مملكة چالوكيا، فخرج إليه «دوهر» ملكُ تلك المنطقة، فقاتله المُسلمون حتَّى هزموه وأجبروه على الهرب، وقيل قُتل، فنزل أهلُ المدينة على حُكم مُحمَّد، فقتل وسبى، وقال الشاعر:
وبينما كان مُحمَّد ينتقل من نصرٍ إلى نصر، جاءه خبر وفاة الخليفة الوليد بن عبد الملك، وكان سنده وسند الحجَّاج بن يُوسُف أيضًا، وتولية سُليمان بن عبد الملك عدوّ الحجَّاج وأُسرته، وذلك لِأنَّ الوليد أراد أن ينزع أخاهُ سُليمان من ولاية العهد ويجعل بدله ابنه عبد العزيز بن الوليد، فبايعهُ على خلع سُليمان الحجَّاج؛ فولَّى سُليمان بن عبد الملك يزيد بن أبي كبشة السكسكي السند، وعزل مُحمَّد بن القاسم. ولم يلبث يزيد بن أبي كبشة أن قبض على مُحمَّدٍ بن القاسم وقيَّده وحملهُ إلى العراق حيثُ حُبس بِواسط. وقال مُحمَّد مُتمثلًا:

## السند تحت الحُكم الإسلامي

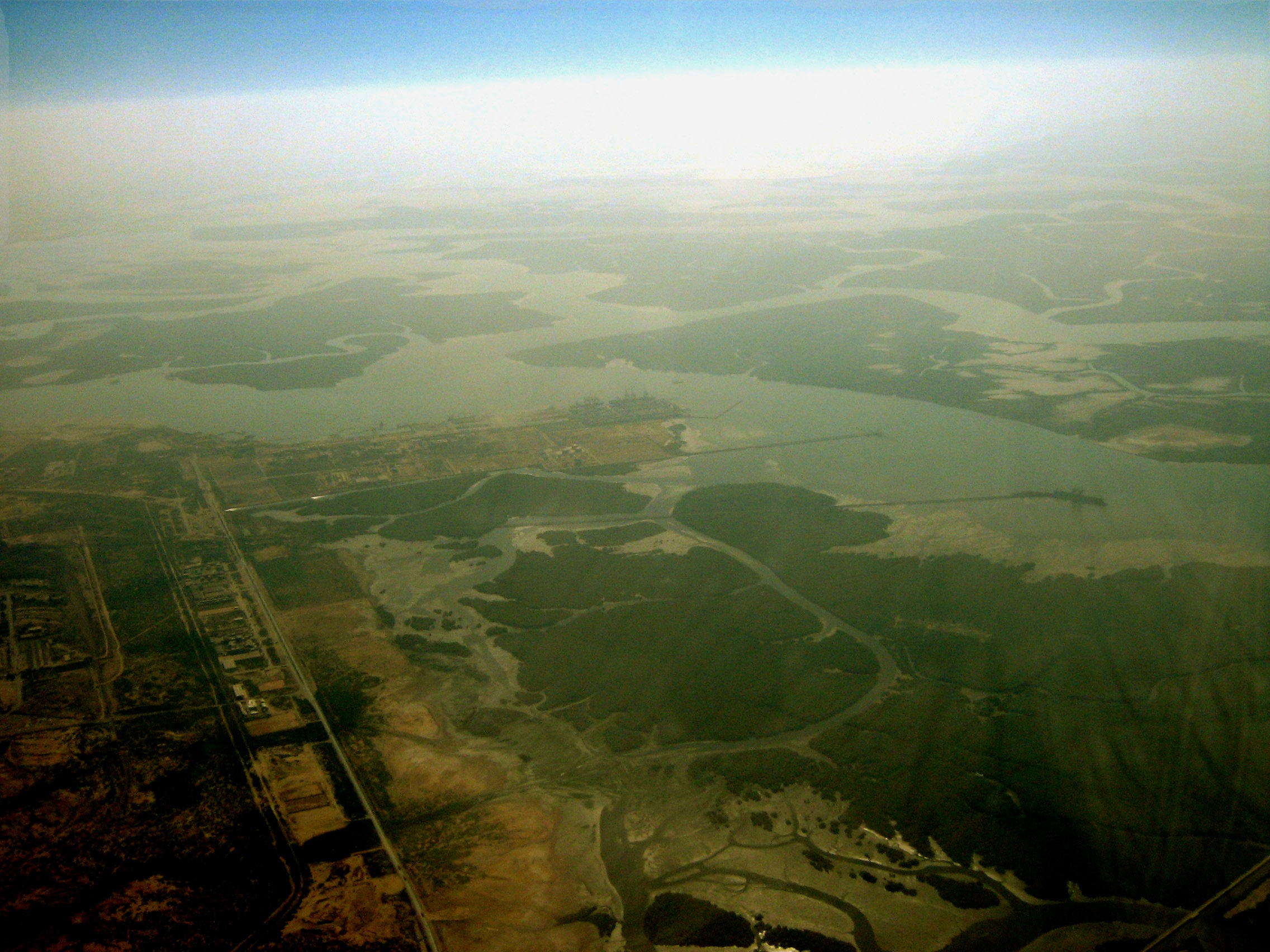
صُورة جويَّة لِميناء مُحمَّدٍ بن القاسم في كراتشي، الذي سُمِّي تيمُنًا بِالقائد المُسلم فاتح بلاد السند.

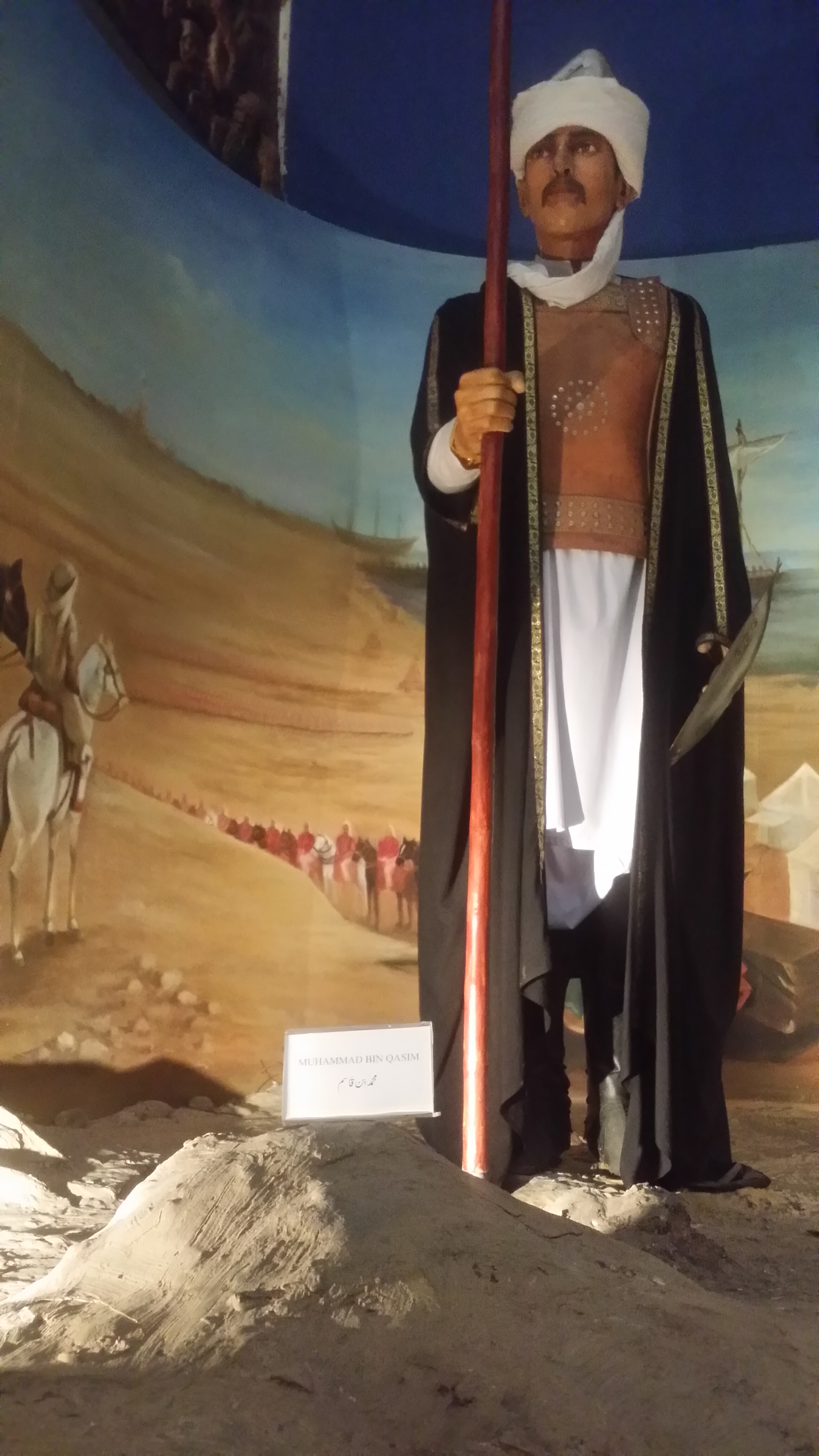
تمثالٌ شمعيّ لِمُحمَّدٍ بن القاسم، البطل القومي لِپاكستان.

على الرُغم من الجُهُود المُضنية، التي بذلها قادة ثغر السند الذين جاءوا بعد مُحمَّد بن القاسم، فقد ضاع في النهاية أغلب ما فتحهُ المُسلمون مع قائدهم مُحمَّد. وعلى الرُغم من دُخُول حُكَّام السند جميعًا في الإسلام، استجابةً لِدعوة الخليفة الأُموي عُمر بن عبد العزيز، بِأنَّ لهم ما لِلمُسلمين وعليهم ما عليهم، وبقائهم حُكَّامًا لِبلادهم تحت المظلَّة الإسلاميَّة، فقد حارب أولئك الحُكَّام المُسلمين العرب وأخرجوهم من بلاد السند العُليا والوُسطى؛ ولم يبقَ لهم إلَّا أجزاء قليلة في مناطقهُ السُفلى، بِحيثُ انحصر نُفُوذهم في معقلين، هُما مدينتا المحفوظة والمنصورة. وممَّا ساهم في استقلال حُكَّام تلك البلاد عن السُلطة المركزيَّة في دمشق كان النزاعات الداخليَّة التي نشبت في دار الخِلافة، والتي أفضت في النهاية إلى انهيار الدولة الأُمويَّة وقيام الدولة العبَّاسيَّة على أنقاضها. وفي العصر العبَّاسي عادت كامل السند تحت جناح السُلطة المركزيَّة في بغداد، واستمرَّ الوُلاة العبَّاسيُّون يحكُمون السند حتَّى سنة 240هـ المُوافقة لِسنة 855م، حيثُ كان عُمر بن عبد العزيز الحبَّاري آخر وُلاة الدولة العبَّاسيَّة هُناك، ثُمَّ استقلَّ بِالأمر وأسَّس لهُ بِتلك الديار دولة مُستقلَّة، حكمت حتَّى جاء الغُزنويُّون سنة 416هـ المُوافقة لِسنة 1026م فقضوا عليهم، وأصبح تاريخ بلاد السند بعد ذلك مُرتبطًا بِمدينة غزنة، حاضرة الغُزنويين، ثُمَّ بِتاريخ السُلالات التي خلفت الغُزنويين، كالغوريين ومماليكهم، حتَّى جاء المغول وأدخلوا تلك الديار تحت سُلطانهم.
استمرَّ أهالي السند يُقبلون على اعتناق الإسلام مُنذُ فُتُوحات مُحمَّد بن القاسم ومن تلاه من الحُكَّام والوُلاة، حتَّى أصبح حوالي 97% من سُكَّان المناطق التي تُشكِّلُ پاكستان المُعاصرة مُسلمون، ويُشكِّلون إحدى أكبر الجُمهرات المُسلمة في العالم. وأصبح مُحمَّد بن القاسم رمزًا وطنيًا لِپاكستان والبطل القوميّ لِهذه الدولة، بحيثُ وصفهُ الزعيم المُؤسس مُحمَّد علي جناح بِأنَّهُ «الپاكستاني الأوَّل» الذي وضع لبنة حركة پاكستان بِمُجرَّد وطئه أرض السند التي أصبحت بوَّابة الإسلام إلى الهند. وقد أُطلق اسمه على عددٍ من المعالم والمواقع المُهمَّة في الدولة الپاكستانيَّة تكريمًا وتعظيمًا له، منها على سبيل المثال «ميناء قاسم»، الواقع في مدينة كراتشي، وهو ثاني أكبر مرافئ البلاد.

### هوامش
- «1»: الخُيُول المحذوفة هي الخُيُول التي ليس لها آذان ولا أَذناب، وقد يُقصد بها أيضًا الخُيُول القصيرة، وذلك قياسًا عمَّا قيل عن غيرها من الحيوانات المحذوفة: «الحَذَف: غَنَمٌ سُودٌ جُرْدٌ صِغارٌ لَيسَ لها آذَانٌ وَلَا أَذنَابٌ»، و«الحَذَف: ضَربٌ من البَطِّ صِغَارٌ»، و«أُذُنٌ حذْفاءُ: صَغيرَةٌ كَأنَّها قُطِعَت».[84] والسمات المذكورة هي سمات سُلالات الخُيُول المُستأنسة الناشئة في آسيا الوُسطى التي استخدمتها قبائل المغول والتُرك في ترحالهم وحُرُوبهم.
- «2»: هذه النُصُوص مُعرَّبة عن الفارسيَّة، ومصدرها الأصلي كتاب «چچ نامه» المُسمَّى أيضًا «فتحنامه سند»، ويبدو أنَّ الكتاب المذكور مُترجم عن نسخة عربيَّة أصليَّة وضعها عليّ بن حامد بن أبي بكرٍ الكوفيّ، لكنَّها فُقدت، فأصبحت النسخة الفارسيَّة هي أقدم ما كُتب عن الفتح الإسلامي لِلسند. والنصَّان الأصليَّان بِالفارسيَّة هُما:[ْ 25]

نص رسالة داهر
| الفتح الإسلامي للسند | بسم الله العظيم ذى الوحدانيَّۀ و ربِّ سيلائج: اين مكتوب داهر چچ، ملک سند و راى هند وفرمان ده بر و بحر، بجانب مغرور ومفتون مُحمَّد بن قاسم، كه بر كشتن و قتال حريص است و بيرحم، و بر لشكر خود هم نمى بخشايد و همه رادر بوته فنا نهاده. و پيش ازين ديگرى هم در خواب برين منوال سر كرده بود و به سهم سياست آمده. و أبو العاص بن الحكم باو بيعت كرده بود، چراكه سودائى در دماغ داشته بود، كه من ولايت هند و سند را فتح كنم و در ضبط آرم. يک دو تكر كمينه ما كه سبيل صيد در سواد ديبُل رفتند او را بكشتند، و لشكر او تمام منهزم گشت. اكنون مُحمَّد قاسم را همان سوداء در دماغ ترقى كرده است، تا عاقبت خود را. و لشكر را در سر اين استبداد خواهد كرد. وبدانچه حصار ديبُل كه موضع و سكونت اهل تجَّار و صنَّاع است فتح كرده نه حصنى حصين است و نه حشمى با تمكين كه ايشان را در جنگ و محاربت مقابل شدى. و اگر در ميان معروفى بودى از شما آثار نگذاشتى. و اگر راى جيسيه بن داهر را - كه قهر كننده شاهان روى زمين است، وانتقام كشنده جبابره زمان، و حسيب و نسيب راهبان، و ملک كشمير و صاحب چتر و نوبۀ و علم و رايت، كه رايان هند سر بر آستانه دولت او نهادۀاند، و جمله هند و سند تحت فرمان او شده، و بلاد مكران و توران امر او بر رقبه خود قلاده كرده، و صاحب صد زنجير پيل مست و راكب پيل سفيد است، كه نه اسب مقابل او تواند آمد و نه مرد با وى تواند افشرد - اجازت كردمى تا شما را دستبردى نمودى، كه تا انصرام عالم هيچ لشكرى را مجال نبودى كه پيرامون حدود او بگذشتى. خود را بخواب غرور مده، كه عاقبت كار تو همان خواهد بود كه بديل را بود. شما را طاقت مقاومت جنگ ما نباشد، ونه از بأس ما سلامت باز توانيد رفت. | الفتح الإسلامي للسند |

نص رسالة مُحمَّد بن القاسم
| الفتح الإسلامي للسند | بسم الله الرحمٰن الرحيم: ابن مكتوب از مُحمَّد قاسم ثقفى كه كشنده انتقام مُسلمانان از مُتمرِّدان و مُتعنِّدان است، بنزديک كافر و جاهل و مُنكر و مُتكبِّر كه بتداول زمان بى وفا وغُرُور ايَّام با جفا، داهر بن چچ برهمن غدَّار. امَّا بعد ببايد دانست كه آنچه از سرِ جهالت و غايت حماقت در قلم آورده بود، و بر راى ركيک خود مستعجب و مفتون گشته است رسيد، و بر مضمون احوال و مقال كه ياد كرده بود وقوف پيوست، و آنچه بجهۀ قوَّت و شوكت و عدَّت و آلت و اهبت فيل و سوار و حشم نبشته بود هر يک معلوم و مفهوم گشت. ما را هم حول و قُوَّت بِكرم الٰهى و عدَّت و اهبت بفضل پادشاهى است و لا حول و لا قُوَّۀ إلَّا بالله العلىِّ العظيم، ﴿فَيَكِيدُوا لَكَ كَيْدًا﴾ ثُمَّ لا ينظرون، ﴿إِنِّي تَوَكَّلْتُ عَلَى اللَّهِ رَبِّي وَرَبِّكُمْ﴾، ﴿وَمَكَرُوا وَمَكَرَ اللَّهُ ۖ وَاللَّهُ خَيْرُ الْمَاكِرِينَ﴾، ﴿وَلَا يَحِيقُ الْمَكْرُ السَّيِّئُ إِلَّا بِأَهْلِهِ ۚ﴾، ﴿كَم مِّن فِئَةٍ قَلِيلَةٍ غَلَبَتْ فِئَةً كَثِيرَةً بِإِذْنِ اللَّهِ ۗ وَاللَّهُ مَعَ الصَّابِرِينَ﴾. اى تو عاجز! از سوار و فيل و حشم چه نازى؟ آنچه فيل است ذليل و عاجز ترين همه عدَّتهاست و ضعيف ترين جُمله مكائد و غوائل، و پشَّه را كه ضعيف ترين حيوانات است از خود دور نتواند كرد. و آنچه به اسبان و سوار معجب شده، ايشان حزب الله ﴿فَإِنَّ حِزْبَ اللَّهِ هُمُ الْغَالِبُونَ﴾، و خيل الله و فرسانها هم المنصورون. و بدانچه ما را لشكر كشى و سپاهدارى پيش افتاده هم بسبب بدا افعالى و خصال نامرضى و استكبارى تو بود كه كشتيهاى مال سرانديپ را موقوف كردى، و مُسلمانان را اسير گردانيدى. و امروز در كل ممالک دنيا فرمان دار الخلافت كه نائب نبّوت است مطلق و نافذ گشته است بجاى مى آرند، و تو طريق تمرُّد و تعنُّد ميورزى؛ و اموال خزانه بيت المال كه ولاۀ متقدم و شاهان ماضى در ذمَّه خود لازم و واجب داشتۀاند و آن را بأدا مى رسانند، و تو باز گرفتى. و چون بدين خصال نامحمود خود را ملوَّث گردانيدى و از خدمت أبا نمودى، و اين حكايت را بد نمودى و جائز شمردى، فرمان دار الخلافت كه نافذ باد! بدين جانب رسيد تا انتقام آن افعال بكشم، و بمحاربت و منازعت روى بحرب تو آرم. و بهر موضع كه با من مقابل شوى بيارئ خُدا يتعالى كه قاهر الجبابره است ترا مقهور و مخذول گردانم، و سر ترا به عراق فرستم، يا جان خود را در سبيل خُدا يتعالى فدا كنم. و اين اجتهاد بِفرمان جاهد الكُفَّار و المُنافقين بر خود واجب ديدۀام، و بجهۀ رضاى الٰهى قُبُول كردۀام، و از كرم عميم اميدوار گشته كه فتح و نصرت بما ارزانى باشد، إن شاء الله تعالى. و كتبه في ثلاث و تسعين. | الفتح الإسلامي للسند |

- «3»: الشِّحْنَة هي الجماعةُ التي يقيمُها السُلطانُ في بلدٍ ما لِضبطه، أي هي قوى الأمن من شُرطةٍ أو جيشٍ يُناطُ بها حماية مدينةٍ أو بلدةٍ ما. يُقال: «شِّحْنَةُ في البَلَدِ: مَنْ فيه الكِفايَةُ لضَبْطِها من جِهَةِ السُّلْطانِ، والعَدَاوَةُ، كالشَّحْناءِ، والرابِطَةُ من الخَيْلِ»، و«بالإسطبل شِحْنَةٌ مِنَ الخَيْلِ: فِرْقَةٌ مِنَ الخَيْلِ».[85]

### باللُغة العربيَّة
1. ↑  ابن حزم الأندلُسي، أبو مُحمَّد عليّ بن أحمد بن سعيد القُرطُبي الظاهري؛ تحقيق: إحسان عبَّاس (1980). رسائل ابن حزم الأندلُسي (ط. الأولى). بيروت - لُبنان: المُؤسَّسة العربيَّة لِلدراسات والنشر. ص. 132. مؤرشف من الأصل في 27 تمُّوز (يوليو) 2019م. اطلع عليه بتاريخ 27 تمُّوز (يوليو) 2019م. {{استشهاد بكتاب}}: تحقق من التاريخ في: |تاريخ الوصول=، |سنة=، و|تاريخ أرشيف= (مساعدة)
2. ↑  طقُّوش، مُحمَّد سُهيل (1431هـ - 2010م). تاريخ الدولة الأُمويَّة 41 - 132هـ \ 661 - 750م (ط. السابعة). بيروت - لُبنان: دار النفائس. ص. 111. ISBN:9789953183978. مؤرشف من الأصل في 27 تمُّوز (يوليو) 2019م. اطلع عليه بتاريخ 27 تمُّوز (يوليو) 2019م. {{استشهاد بكتاب}}: تحقق من التاريخ في: |تاريخ الوصول=، |سنة=، و|تاريخ أرشيف= (مساعدة)
3. 1 2 3 4 5 6 7 8 9  البلاذري، أبو الحسن أحمد بن يحيى بن جابر بن داود البغدادي؛ تحقيق عبد الله عُمر وأنيس الطبَّاع (1957). فُتُوح البُلدان. بيروت - لُبنان: دار النشر للجامعيين. ص. 612 - 614. مؤرشف من الأصل في 13 يناير 2020. اطلع عليه بتاريخ 27 تمُّوز (يوليو) 2019م. {{استشهاد بكتاب}}: تحقق من التاريخ في: |تاريخ الوصول= و|سنة= (مساعدة)
4. ↑  اليعقوبي، أبو العبَّاس أحمد بن إسحٰق بن جعفر بن وهب بن واضح (1883). تاريخ اليعقوبي (PDF). ليدن - هولندا: دار بريل للنشر. ج. الجُزء الثاني. ص. 346. مؤرشف من الأصل (PDF) في 6 يناير 2019. اطلع عليه بتاريخ 27 تمُّوز (يوليو) 2019م. {{استشهاد بكتاب}}: تحقق من التاريخ في: |تاريخ الوصول= و|سنة= (مساعدة)
5. ↑  البلاذري، أبو الحسن أحمد بن يحيى بن جابر بن داود البغدادي؛ تحقيق عبد الله عُمر وأنيس الطبَّاع (1957). فُتُوح البُلدان. بيروت - لُبنان: دار النشر للجامعيين. ص. 614 - 615. مؤرشف من الأصل في 13 يناير 2020. اطلع عليه بتاريخ 27 تمُّوز (يوليو) 2019م. {{استشهاد بكتاب}}: تحقق من التاريخ في: |تاريخ الوصول= و|سنة= (مساعدة)
6. ↑  الأخباري العُصفُري، خليفة بن خيَّاط بن أبي هُبيرة؛ تحقيق: د. أكرم ضياء العُمري (1405هـ - 1985م). تاريخ خليفة بن خيَّاط (ط. الثالثة). الرياض - السُعُوديَّة: دار طيبة. ص. 304 - 305. مؤرشف من الأصل في 27 يوليو 2019. اطلع عليه بتاريخ 27 تمُّوز (يوليو) 2019م. {{استشهاد بكتاب}}: تحقق من التاريخ في: |تاريخ الوصول= و|سنة= (مساعدة)
7. ↑  طقُّوش، مُحمَّد سُهيل (1431هـ - 2010م). تاريخ الدولة الأُمويَّة 41 - 132هـ \ 661 - 750م (ط. السابعة). بيروت - لُبنان: دار النفائس. ص. 113 - 114. ISBN:9789953183978. مؤرشف من الأصل في 27 يوليو 2019. اطلع عليه بتاريخ 27 تمُّوز (يوليو) 2019م. {{استشهاد بكتاب}}: تحقق من التاريخ في: |تاريخ الوصول= و|سنة= (مساعدة)
8. ↑  "حديث عن غزو الهند". الإسلام سؤال وجواب. 31 آذار (مارس) 2010م. مؤرشف من الأصل في 10 أيلول (سپتمبر) 2019م. اطلع عليه بتاريخ 10 أيلول (سپتمبر) 2019م. {{استشهاد ويب}}: تحقق من التاريخ في: |تاريخ الوصول=، |تاريخ=، و|تاريخ أرشيف= (مساعدة)
9. ↑  الغامدي، سعد بن مُحمَّد بن حُذيفة (1408هـ - 1988م). الفتح الإسلامي لِبلاد وادي السند (92 - 96هـ \ 711 - 715م) (PDF). الرياض - السُعُوديَّة: جامعة الملك سعود. ص. 16. مؤرشف من الأصل (PDF) في 27 تمُّوز (يوليو) 2019م. اطلع عليه بتاريخ 27 تمُّوز (يوليو) 2019م. {{استشهاد بكتاب}}: تحقق من التاريخ في: |تاريخ الوصول=، |سنة=، و|تاريخ أرشيف= (مساعدة)
10. ↑  الإصطخري، أبو القاسم إبراهيم بن مُحمَّد الكرخي (1927). كتاب مسالك الممالك (PDF). ليدن - هولندا: دار بريل للنشر. ص. 73. مؤرشف من الأصل (PDF) في 27 تمُّوز (يوليو) 2019م. اطلع عليه بتاريخ 27 تمُّوز (يوليو) 2019م. {{استشهاد بكتاب}}: تحقق من التاريخ في: |تاريخ الوصول=، |سنة=، و|تاريخ أرشيف= (مساعدة)
11. ↑  خطَّاب، محمود شيت (1418هـ - 1998م). قادة فتح السند وأفغانستان (PDF) (ط. الأولى). جدَّة - السُعُوديَّة: دار الأندلُس الخضراء. ص. 107. مؤرشف من الأصل (PDF) في 27 تمُّوز (يوليو) 2019م. اطلع عليه بتاريخ 27 تمُّوز (يوليو) 2019م. {{استشهاد بكتاب}}: تحقق من التاريخ في: |تاريخ الوصول=، |سنة=، و|تاريخ أرشيف= (مساعدة)
12. ↑  خطَّاب، محمود شيت (1418هـ - 1998م). قادة فتح السند وأفغانستان (PDF) (ط. الأولى). جدَّة - السُعُوديَّة: دار الأندلُس الخضراء. ص. 122 - 123. مؤرشف من الأصل (PDF) في 27 تمُّوز (يوليو) 2019م. اطلع عليه بتاريخ 27 تمُّوز (يوليو) 2019م. {{استشهاد بكتاب}}: تحقق من التاريخ في: |تاريخ الوصول=، |سنة=، و|تاريخ أرشيف= (مساعدة)
13. ↑  الغامدي، سعد بن مُحمَّد بن حُذيفة (1408هـ - 1988م). الفتح الإسلامي لِبلاد وادي السند (92 - 96هـ \ 711 - 715م) (PDF). الرياض - السُعُوديَّة: جامعة الملك سعود. ص. 17 - 18. مؤرشف من الأصل (PDF) في 27 تمُّوز (يوليو) 2019م. اطلع عليه بتاريخ 27 تمُّوز (يوليو) 2019م. {{استشهاد بكتاب}}: تحقق من التاريخ في: |تاريخ الوصول=، |سنة=، و|تاريخ أرشيف= (مساعدة)
14. ↑  الغامدي، سعد بن مُحمَّد بن حُذيفة (1408هـ - 1988م). الفتح الإسلامي لِبلاد وادي السند (92 - 96هـ \ 711 - 715م) (PDF). الرياض - السُعُوديَّة: جامعة الملك سعود. ص. 24 - 25. مؤرشف من الأصل (PDF) في 27 تمُّوز (يوليو) 2019م. اطلع عليه بتاريخ 27 تمُّوز (يوليو) 2019م. {{استشهاد بكتاب}}: تحقق من التاريخ في: |تاريخ الوصول=، |سنة=، و|تاريخ أرشيف= (مساعدة)
15. ↑  البيروني، أبو الريحان مُحمَّد بن أحمد (1377هـ - 1958م). تحقيق ما لِلهند من مقولة مقبُولة في العقل أو مرذُولة (PDF). حيدر آباد - الهند: دائرة المعارف العُثمانيَّة. ص. 15 - 16. مؤرشف من الأصل (PDF) في 28 تمُّوز (يوليو) 2019م. اطلع عليه بتاريخ 28 تمُّوز (يوليو) 2019م. {{استشهاد بكتاب}}: تحقق من التاريخ في: |تاريخ الوصول=، |سنة=، و|تاريخ أرشيف= (مساعدة)
16. ↑  لوبون، شارل ماري گوستاڤ؛ نقلهُ إلى العربيَّة: عادل زعيتر (2009). حضارة الهند (ط. الأولى). القاهرة - مصر: دار العالم العربي. ص. 910. مؤرشف من الأصل في 20 ديسمبر 2019. اطلع عليه بتاريخ 30 تمُّوز (يوليو) 2019م. {{استشهاد بكتاب}}: تحقق من التاريخ في: |تاريخ الوصول= و|سنة= (مساعدة)
17. ↑  "تعريف و معنى براهمة في مُعجم المعاني الجامع - مُعجم عربي عربي". قاموس ومُعجم المعاني. مؤرشف من الأصل في 4 ديسمبر 2015. اطلع عليه بتاريخ 30 تمُّوز (يوليو) 2019م. {{استشهاد ويب}}: تحقق من التاريخ في: |تاريخ الوصول= (مساعدة)
18. 1 2 3 4 5  خطَّاب، محمود شيت (1418هـ - 1998م). قادة فتح السند وأفغانستان (PDF) (ط. الأولى). جدَّة - السُعُوديَّة: دار الأندلُس الخضراء. ص. 133 - 143. مؤرشف من الأصل (PDF) في 27 تمُّوز (يوليو) 2019م. اطلع عليه بتاريخ 27 تمُّوز (يوليو) 2019م. {{استشهاد بكتاب}}: تحقق من التاريخ في: |تاريخ الوصول=، |سنة=، و|تاريخ أرشيف= (مساعدة)
19. ↑  ابن حوقل، أبو القاسم مُحمَّد بن علي النُصيبيني (1992). كتاب صورة الأرض. بيروت - لُبنان: دار مكتبة الحياة. ص. 279 - 280. مؤرشف من الأصل في 20 ديسمبر 2019. اطلع عليه بتاريخ 1 آب (أغسطس) 2019م. {{استشهاد بكتاب}}: تحقق من التاريخ في: |تاريخ الوصول= و|سنة= (مساعدة)
20. 1 2  الغامدي، سعد بن مُحمَّد بن حُذيفة (1408هـ - 1988م). الفتح الإسلامي لِبلاد وادي السند (92 - 96هـ \ 711 - 715م) (PDF). الرياض - السُعُوديَّة: جامعة الملك سعود. ص. 25 - 27. مؤرشف من الأصل (PDF) في 27 تمُّوز (يوليو) 2019م. اطلع عليه بتاريخ 27 تمُّوز (يوليو) 2019م. {{استشهاد بكتاب}}: تحقق من التاريخ في: |تاريخ الوصول=، |سنة=، و|تاريخ أرشيف= (مساعدة)
21. ↑  الغامدي، سعد بن مُحمَّد بن حُذيفة (1408هـ - 1988م). الفتح الإسلامي لِبلاد وادي السند (92 - 96هـ \ 711 - 715م) (PDF). الرياض - السُعُوديَّة: جامعة الملك سعود. ص. 27. مؤرشف من الأصل (PDF) في 27 تمُّوز (يوليو) 2019م. اطلع عليه بتاريخ 27 تمُّوز (يوليو) 2019م. {{استشهاد بكتاب}}: تحقق من التاريخ في: |تاريخ الوصول=، |سنة=، و|تاريخ أرشيف= (مساعدة)
22. ↑  بلوش، ن. أ (1991). فتح السند (ط. الأولى). دمشق - سوريا: طلاسدار للدراسات والترجمة والنشر. ص. 79 - 81. مؤرشف من الأصل في 20 ديسمبر 2019. اطلع عليه بتاريخ 4 آب (أغسطس) 2019م. {{استشهاد بكتاب}}: تحقق من التاريخ في: |تاريخ الوصول= و|سنة= (مساعدة)
23. ↑  خطَّاب، محمود شيت (1418هـ - 1998م). قادة فتح السند وأفغانستان (PDF) (ط. الأولى). جدَّة - السُعُوديَّة: دار الأندلُس الخضراء. ص. 62. مؤرشف من الأصل (PDF) في 27 تمُّوز (يوليو) 2019م. اطلع عليه بتاريخ 27 تمُّوز (يوليو) 2019م. {{استشهاد بكتاب}}: تحقق من التاريخ في: |تاريخ الوصول=، |سنة=، و|تاريخ أرشيف= (مساعدة)
24. ↑  بلوش، ن. أ (1991). فتح السند (ط. الأولى). دمشق - سوريا: طلاسدار للدراسات والترجمة والنشر. ص. 74. مؤرشف من الأصل في 20 ديسمبر 2019. اطلع عليه بتاريخ 4 آب (أغسطس) 2019م. {{استشهاد بكتاب}}: تحقق من التاريخ في: |تاريخ الوصول= و|سنة= (مساعدة)
25. ↑  "الهند والعرب.. علاقات تاريخيَّة". سكاي نيوز عربيَّة. أبو ظبي. 10 شُباط (فبراير) 2016م. مؤرشف من الأصل في 7 آب (أغسطس) 2019م. اطلع عليه بتاريخ 7 آب (أغسطس) 2019م. {{استشهاد ويب}}: تحقق من التاريخ في: |تاريخ الوصول=، |تاريخ=، و|تاريخ أرشيف= (مساعدة)
26. 1 2  الساداتي، أحمد محمود (1377هـ - 1957م). تاريخ المُسلمين في شبه القارة الهندية وحضارتهم (PDF). القاهرة - مصر: مكتبة الآداب. ج. الجُزء الأوَّل. ص. 54 - 55. مؤرشف من الأصل (PDF) في 7 آب (أغسطس) 2019م. اطلع عليه بتاريخ 7 آب (أغسطس) 2019م. {{استشهاد بكتاب}}: تحقق من التاريخ في: |تاريخ الوصول=، |سنة=، و|تاريخ أرشيف= (مساعدة)
27. 1 2 3  النمنم، حلمي (18 شُباط (فبراير) 2009م). "علاقات العرب والهند قديمة وزادها الإسلام قوة". جريدة الاتحاد. أبو ظبي. مؤرشف من الأصل في 7 آب (أغسطس) 2019م. اطلع عليه بتاريخ 7 آب (أغسطس) 2019م. {{استشهاد ويب}}: تحقق من التاريخ في: |تاريخ الوصول=، |تاريخ=، و|تاريخ أرشيف= (مساعدة)
28. ↑  الطبَّاخ، أحمد أمين (1352هـ - 1934م). ضُحى الإسلام (ط. الثانية). القاهرة - مصر: لجنة التأليف والترجمة والنشر. ج. الجُزء الأوَّل. ص. 255 - 256. مؤرشف من الأصل في 6 أغسطس 2019. اطلع عليه بتاريخ 7 آب (أغسطس) 2019م. {{استشهاد بكتاب}}: تحقق من التاريخ في: |تاريخ الوصول= و|سنة= (مساعدة)
29. 1 2 3 4  الغامدي، سعد بن مُحمَّد بن حُذيفة (1408هـ - 1988م). الفتح الإسلامي لِبلاد وادي السند (92 - 96هـ \ 711 - 715م) (PDF). الرياض - السُعُوديَّة: جامعة الملك سعود. ص. 23 - 24. مؤرشف من الأصل (PDF) في 27 تمُّوز (يوليو) 2019م. اطلع عليه بتاريخ 27 تمُّوز (يوليو) 2019م. {{استشهاد بكتاب}}: تحقق من التاريخ في: |تاريخ الوصول=، |سنة=، و|تاريخ أرشيف= (مساعدة)
30. ↑  پاثان، مُمتاز حُسين (1978). تاريخ السند، الفترة العربيَّة. حيدر آباد - الهند. ج. الجُزء الثالث. ص. 157. {{استشهاد بكتاب}}: تحقق من التاريخ في: |سنة= (مساعدة)
31. 1 2 3 4  النمر، عبد المنعم (1401هـ - 1981م). تاريخ الإسلام في الهند (ط. الأولى). بيروت - لُبنان: المُؤسسة الجامعيَّة لِلدراسات والنشر والتوزيع. ص. 101 - 103. مؤرشف من الأصل في 12 أغسطس 2019. اطلع عليه بتاريخ 12 آب (أغسطس) 2019م. {{استشهاد بكتاب}}: تحقق من التاريخ في: |تاريخ الوصول= و|سنة= (مساعدة)
32. 1 2 3 4 5 6  البلاذري، أبو الحسن أحمد بن يحيى بن جابر بن داود البغدادي؛ تحقيق عبد الله عُمر وأنيس الطبَّاع (1957). فُتُوح البُلدان. بيروت - لُبنان: دار النشر للجامعيين. ص. 607 - 608. مؤرشف من الأصل في 13 يناير 2020. اطلع عليه بتاريخ 27 تمُّوز (يوليو) 2019م. {{استشهاد بكتاب}}: تحقق من التاريخ في: |تاريخ الوصول= و|سنة= (مساعدة)
33. ↑  بلوش، ن. أ (1991). فتح السند (ط. الأولى). دمشق - سوريا: طلاسدار للدراسات والترجمة والنشر. ص. 83. مؤرشف من الأصل في 20 ديسمبر 2019. اطلع عليه بتاريخ 4 آب (أغسطس) 2019م. {{استشهاد بكتاب}}: تحقق من التاريخ في: |تاريخ الوصول= و|سنة= (مساعدة)
34. ↑  ابن حزم الأندلُسي، أبو مُحمَّد عليّ بن أحمد بن سعيد القُرطُبي الظاهري (1403هـ - 1983م). جُمهُرة أنساب العرب (ط. الأولى). بيروت - لُبنان: دار الكُتُب العلميَّة. ج. الجُزء الأوَّل. ص. 266. مؤرشف من الأصل في 12 آب (أغسطس) 2019م. اطلع عليه بتاريخ 12 آب (أغسطس) 2019م. {{استشهاد بكتاب}}: تحقق من التاريخ في: |تاريخ الوصول=، |سنة=، و|تاريخ أرشيف= (مساعدة)
35. 1 2 3 4  خطَّاب، محمود شيت (1418هـ - 1998م). قادة فتح السند وأفغانستان (PDF) (ط. الأولى). جدَّة - السُعُوديَّة: دار الأندلُس الخضراء. ص. 148 - 151. مؤرشف من الأصل (PDF) في 27 تمُّوز (يوليو) 2019م. اطلع عليه بتاريخ 27 تمُّوز (يوليو) 2019م. {{استشهاد بكتاب}}: تحقق من التاريخ في: |تاريخ الوصول=، |سنة=، و|تاريخ أرشيف= (مساعدة)
36. ↑  الطبري، أبو جعفر مُحمَّد بن جُرير بن يزيد بن كثير بن غالب؛ تحقيق: مُحمَّد أبو الفضل إبراهيم (1387هـ - 1967م). تاريخ الرُسُل والمُلُوك (PDF) (ط. الثانية). القاهرة - مصر: دار المعارف. ج. الجُزء الرابع. ص. 181 - 182. مؤرشف من الأصل (PDF) في 12 آب (أغسطس) 2019م. اطلع عليه بتاريخ 12 آب (أغسطس) 2019م. {{استشهاد بكتاب}}: تحقق من التاريخ في: |تاريخ الوصول=، |سنة=، و|تاريخ أرشيف= (مساعدة)
37. ↑  بلوش، ن. أ (1991). فتح السند (ط. الأولى). دمشق - سوريا: طلاسدار للدراسات والترجمة والنشر. ص. 87. مؤرشف من الأصل في 20 ديسمبر 2019. اطلع عليه بتاريخ 4 آب (أغسطس) 2019م. {{استشهاد بكتاب}}: تحقق من التاريخ في: |تاريخ الوصول= و|سنة= (مساعدة)
38. ↑  الذهبي، أبو عبد الله شمسُ الدين مُحمَّد بن أحمد بن عُثمان بن قايماز؛ تحقيق عُمر عبد السلام تدمُري (1409هـ - 1989م). تاريخ الإسلام ووفيَّات المشاهير والأعلام (PDF) (ط. الأولى). بيروت - لُبنان: دار الكتاب العربي. ص. 12. مؤرشف من الأصل (PDF) في 14 آب (أغسطس) 2019م. اطلع عليه بتاريخ 14 آب (أغسطس) 2019م. {{استشهاد بكتاب}}: تحقق من التاريخ في: |تاريخ الوصول=، |سنة=، و|تاريخ أرشيف= (مساعدة)
39. ↑  الأخباري العُصفري، خليفة بن خيَّاط بن أبي هُبيرة؛ تحقيق د. أكرم ضياء العُمري (1405هـ - 1985م). تاريخ خليفة بن خيَّاط (ط. الثانية). الرياض - السُعُوديَّة: دار طيبة. ص. 206. مؤرشف من الأصل في 14 أغسطس 2019. اطلع عليه بتاريخ 14 آب (أغسطس) 2019م. {{استشهاد بكتاب}}: تحقق من التاريخ في: |تاريخ الوصول= و|سنة= (مساعدة)
40. 1 2 3 4 5 6  خطَّاب، محمود شيت (1418هـ - 1998م). قادة فتح السند وأفغانستان (PDF) (ط. الأولى). جدَّة - السُعُوديَّة: دار الأندلُس الخضراء. ص. 152 - 155. مؤرشف من الأصل (PDF) في 27 تمُّوز (يوليو) 2019م. اطلع عليه بتاريخ 27 تمُّوز (يوليو) 2019م. {{استشهاد بكتاب}}: تحقق من التاريخ في: |تاريخ الوصول=، |سنة=، و|تاريخ أرشيف= (مساعدة)
41. ↑  بلوش، ن. أ (1991). فتح السند (ط. الأولى). دمشق - سوريا: طلاسدار للدراسات والترجمة والنشر. ص. 88 - 89. مؤرشف من الأصل في 20 ديسمبر 2019. اطلع عليه بتاريخ 4 آب (أغسطس) 2019م. {{استشهاد بكتاب}}: تحقق من التاريخ في: |تاريخ الوصول= و|سنة= (مساعدة)
42. 1 2 3 4 5  البلاذري، أبو الحسن أحمد بن يحيى بن جابر بن داود البغدادي؛ تحقيق عبد الله عُمر وأنيس الطبَّاع (1957). فُتُوح البُلدان. بيروت - لُبنان: دار النشر للجامعيين. ص. 609 - 611. مؤرشف من الأصل في 20 ديسمبر 2019. اطلع عليه بتاريخ 27 تمُّوز (يوليو) 2019م. {{استشهاد بكتاب}}: تحقق من التاريخ في: |تاريخ الوصول= و|سنة= (مساعدة)
43. 1 2  بلوش، ن. أ (1991). فتح السند (ط. الأولى). دمشق - سوريا: طلاسدار للدراسات والترجمة والنشر. ص. 91 - 95. مؤرشف من الأصل في 20 ديسمبر 2019. اطلع عليه بتاريخ 4 آب (أغسطس) 2019م. {{استشهاد بكتاب}}: تحقق من التاريخ في: |تاريخ الوصول= و|سنة= (مساعدة)
44. 1 2 3 4  بلوش، ن. أ (1991). فتح السند (ط. الأولى). دمشق - سوريا: طلاسدار للدراسات والترجمة والنشر. ص. 96 - 100. مؤرشف من الأصل في 20 ديسمبر 2019. اطلع عليه بتاريخ 4 آب (أغسطس) 2019م. {{استشهاد بكتاب}}: تحقق من التاريخ في: |تاريخ الوصول= و|سنة= (مساعدة)
45. 1 2  غازي، محمود أحمد (2009). تاريخ الحركة المُجدديَّة - دراسة تاريخية تحليليَّة لحياة الإمام المُجدد أحمد السرهندي المعروف بِمُجدد الألف الثاني (ط. الأولى). بيروت - لُبنان: دار الكُتُب العلميَّة. ص. 16. ISBN:9782745162656. مؤرشف من الأصل في 16 آب (أغسطس) 2019م. اطلع عليه بتاريخ 16 آب (أغسطس) 2019م. {{استشهاد بكتاب}}: تحقق من التاريخ في: |تاريخ الوصول=، |سنة=، و|تاريخ أرشيف= (مساعدة)
46. 1 2  العفَّاني، سيِّد بن حُسين (1417هـ - 1997م). صلاح الأُمَّة في عُلُوِّ الهمَّة (ط. الأولى). بيروت - لُبنان: مُؤسسة الرسالة. ج. الجُزء السابع. ص. 30. مؤرشف من الأصل في 16 آب (أغسطس) 2019م. اطلع عليه بتاريخ 16 آب (أغسطس) 2019م. {{استشهاد بكتاب}}: تحقق من التاريخ في: |تاريخ الوصول=، |سنة=، و|تاريخ أرشيف= (مساعدة)
47. 1 2 3 4 5  الغامدي، سعد بن مُحمَّد بن حُذيفة (1408هـ - 1988م). الفتح الإسلامي لِبلاد وادي السند (92 - 96هـ \ 711 - 715م) (PDF). الرياض - السُعُوديَّة: جامعة الملك سعود. ص. 29 - 32. مؤرشف من الأصل (PDF) في 27 تمُّوز (يوليو) 2019م. اطلع عليه بتاريخ 27 تمُّوز (يوليو) 2019م. {{استشهاد بكتاب}}: تحقق من التاريخ في: |تاريخ الوصول=، |سنة=، و|تاريخ أرشيف= (مساعدة)
48. ↑  الساداتي، أحمد محمود (1377هـ - 1957م). تاريخ المُسلمين في شبه القارة الهندية وحضارتهم (PDF). القاهرة - مصر: مكتبة الآداب. ج. الجُزء الأوَّل. ص. 58. مؤرشف من الأصل (PDF) في 7 آب (أغسطس) 2019م. اطلع عليه بتاريخ 7 آب (أغسطس) 2019م. {{استشهاد بكتاب}}: تحقق من التاريخ في: |تاريخ الوصول=، |سنة=، و|تاريخ أرشيف= (مساعدة)
49. ↑  پاثان، مُمتاز حُسين (1978). تاريخ السند، الفترة العربيَّة. حيدر آباد - الهند. ج. الجُزء الثالث. ص. 166 - 167. {{استشهاد بكتاب}}: تحقق من التاريخ في: |سنة= (مساعدة)
50. ↑  بخيت، رجب محمود إبراهيم (2011). أعلام القادة العسكريين في التاريخ الإسلامي (ط. الأولى). عبري - عُمان: مكتبة كُنُوز المعرفة. ص. 87. مؤرشف من الأصل في 16 آب (أغسطس) 2019م. اطلع عليه بتاريخ 16 آب (أغسطس) 2019م. {{استشهاد بكتاب}}: تحقق من التاريخ في: |تاريخ الوصول=، |سنة=، و|تاريخ أرشيف= (مساعدة)
51. 1 2 3 4 5 6 7 8  الغامدي، سعد بن مُحمَّد بن حُذيفة (1408هـ - 1988م). الفتح الإسلامي لِبلاد وادي السند (92 - 96هـ \ 711 - 715م) (PDF). الرياض - السُعُوديَّة: جامعة الملك سعود. ص. 36 - 38. مؤرشف من الأصل (PDF) في 27 تمُّوز (يوليو) 2019م. اطلع عليه بتاريخ 27 تمُّوز (يوليو) 2019م. {{استشهاد بكتاب}}: تحقق من التاريخ في: |تاريخ الوصول=، |سنة=، و|تاريخ أرشيف= (مساعدة)
52. 1 2 3  بلوش، ن. أ (1991). فتح السند (ط. الأولى). دمشق - سوريا: طلاسدار للدراسات والترجمة والنشر. ص. 102 - 104. مؤرشف من الأصل في 20 ديسمبر 2019. اطلع عليه بتاريخ 4 آب (أغسطس) 2019م. {{استشهاد بكتاب}}: تحقق من التاريخ في: |تاريخ الوصول= و|سنة= (مساعدة)
53. ↑  اليعقوبي، أبو العبَّاس أحمد بن إسحٰق بن جعفر بن وهب بن واضح (1883). تاريخ اليعقوبي (PDF). ليدن - هولندا: دار بريل للنشر. ج. الجُزء الثاني. ص. 345. مؤرشف من الأصل (PDF) في 6 يناير 2019. اطلع عليه بتاريخ 27 تمُّوز (يوليو) 2019م. {{استشهاد بكتاب}}: تحقق من التاريخ في: |تاريخ الوصول= و|سنة= (مساعدة)
54. 1 2 3  بلوش، ن. أ (1991). فتح السند (ط. الأولى). دمشق - سوريا: طلاسدار للدراسات والترجمة والنشر. ص. 105 - 106. مؤرشف من الأصل في 20 ديسمبر 2019. اطلع عليه بتاريخ 4 آب (أغسطس) 2019م. {{استشهاد بكتاب}}: تحقق من التاريخ في: |تاريخ الوصول= و|سنة= (مساعدة)
55. 1 2 3 4 5 6  بلوش، ن. أ (1991). فتح السند (ط. الأولى). دمشق - سوريا: طلاسدار للدراسات والترجمة والنشر. ص. 106 - 111. مؤرشف من الأصل في 20 ديسمبر 2019. اطلع عليه بتاريخ 1 أيلول (سپتمبر) 2019م. {{استشهاد بكتاب}}: تحقق من التاريخ في: |تاريخ الوصول= و|سنة= (مساعدة)
56. ↑  القيسي، عاطف عبَّاس حمُّودي (2003). ثقيف ودورها في التاريخ العربي الإسلامي حتى أواخر العصر الأُموي (ط. الأولى). بيروت - لُبنان: دار الكُتُب العلميَّة. ص. 230. ISBN:9782745136725. مؤرشف من الأصل في 2020-04-13. اطلع عليه بتاريخ 1 أيلول (سپتمبر) 2019م. {{استشهاد بكتاب}}: تحقق من التاريخ في: |تاريخ الوصول= و|سنة= (مساعدة)
57. ↑  حلَّاق، حسَّان علي. "عبدُ الرحمٰن بن سُليم الكلبي". يا بيروت. مؤرشف من الأصل في 1 أيلول (سپتمبر) 2019م. اطلع عليه بتاريخ 1 أيلول (سپتمبر) 2019م. {{استشهاد ويب}}: تحقق من التاريخ في: |تاريخ الوصول= و|تاريخ أرشيف= (مساعدة)
58. ↑  حتِّي، فيليپ؛ جرجي، إدوارد؛ جبُّور، جبرائيل (1974). تاريخ العرب (ط. الخامسة). بيروت - لُبنان: دار عندور للطباعة والنشر والتوزيع. ص. 274. {{استشهاد بكتاب}}: تحقق من التاريخ في: |سنة= (مساعدة)
59. 1 2 3  الشريف، مُحمَّد بن موسى (27 شوَّال 1427هـ - 8 تشرين الثاني (نوڤمبر) 2007م). "فتـح الديبل والسند". موقع مِداد. مؤرشف من الأصل في 1 أيلول (سپتمبر) 2019م. اطلع عليه بتاريخ 1 أيلول (سپتمبر) 2019م. {{استشهاد ويب}}: تحقق من التاريخ في: |تاريخ الوصول=، |تاريخ=، و|تاريخ أرشيف= (مساعدة)
60. 1 2 3 4 5  بلوش، ن. أ (1991). فتح السند (ط. الأولى). دمشق - سوريا: طلاسدار للدراسات والترجمة والنشر. ص. 112 - 119. مؤرشف من الأصل في 20 ديسمبر 2019. اطلع عليه بتاريخ 1 أيلول (سپتمبر) 2019م. {{استشهاد بكتاب}}: تحقق من التاريخ في: |تاريخ الوصول= و|سنة= (مساعدة)
61. ↑  خطَّاب، محمود شيت (1418هـ - 1998م). قادة فتح السند وأفغانستان (PDF) (ط. الأولى). جدَّة - السُعُوديَّة: دار الأندلُس الخضراء. ص. 158 - 159. مؤرشف من الأصل (PDF) في 27 تمُّوز (يوليو) 2019م. اطلع عليه بتاريخ 27 تمُّوز (يوليو) 2019م. {{استشهاد بكتاب}}: تحقق من التاريخ في: |تاريخ الوصول=، |سنة=، و|تاريخ أرشيف= (مساعدة)
62. 1 2  ابن الأثير الجزري، عزُّ الدين أبي الحسن عليّ بن مُحمَّد بن مُحمَّد؛ تحقيق: أبو الفداء عبد الله القاضي (1407هـ - 1987م). الكامل في التاريخ (PDF) (ط. الأولى). بيروت - لُبنان: دار الكُتُب العلميَّة. ص. 250 - 251. مؤرشف من الأصل (PDF) في 8 أيلول (سپتمبر) 2019م. اطلع عليه بتاريخ 8 أيلول (سپتمبر) 2019م. {{استشهاد بكتاب}}: تحقق من التاريخ في: |تاريخ الوصول=، |سنة=، و|تاريخ أرشيف= (مساعدة)
63. 1 2 3 4 5 6  بلوش، ن. أ (1991). فتح السند (ط. الأولى). دمشق - سوريا: طلاسدار للدراسات والترجمة والنشر. ص. 120 - 124. مؤرشف من الأصل في 20 ديسمبر 2019. اطلع عليه بتاريخ 1 أيلول (سپتمبر) 2019م. {{استشهاد بكتاب}}: تحقق من التاريخ في: |تاريخ الوصول= و|سنة= (مساعدة)
64. 1 2 3 4 5  الغامدي، سعد بن مُحمَّد بن حُذيفة (1408هـ - 1988م). الفتح الإسلامي لِبلاد وادي السند (92 - 96هـ \ 711 - 715م) (PDF). الرياض - السُعُوديَّة: جامعة الملك سعود. ص. 39 - 43. مؤرشف من الأصل (PDF) في 27 تمُّوز (يوليو) 2019م. اطلع عليه بتاريخ 27 تمُّوز (يوليو) 2019م. {{استشهاد بكتاب}}: تحقق من التاريخ في: |تاريخ الوصول=، |سنة=، و|تاريخ أرشيف= (مساعدة)
65. 1 2 3 4 5 6  بلوش، ن. أ (1991). فتح السند (ط. الأولى). دمشق - سوريا: طلاسدار للدراسات والترجمة والنشر. ص. 130 - 151. مؤرشف من الأصل في 20 ديسمبر 2019. اطلع عليه بتاريخ 8 أيلول (سپتمبر) 2019م. {{استشهاد بكتاب}}: تحقق من التاريخ في: |تاريخ الوصول= و|سنة= (مساعدة)
66. 1 2  بلوش، ن. أ (1991). فتح السند (ط. الأولى). دمشق - سوريا: طلاسدار للدراسات والترجمة والنشر. ص. 156 - 158. مؤرشف من الأصل في 20 ديسمبر 2019. اطلع عليه بتاريخ 8 أيلول (سپتمبر) 2019م. {{استشهاد بكتاب}}: تحقق من التاريخ في: |تاريخ الوصول= و|سنة= (مساعدة)
67. ↑  الخطيب، مُحبُّ الدين (1405هـ - 1985م). مع الرعيل الأوَّل (PDF) (ط. الأولى). بيروت - لُبنان: المكتبة العلميَّة. ص. 199. مؤرشف من الأصل (PDF) في 9 أيلول (سپتمبر) 2019م. اطلع عليه بتاريخ 9 أيلول (سپتمبر) 2019م. {{استشهاد بكتاب}}: تحقق من التاريخ في: |تاريخ الوصول=، |سنة=، و|تاريخ أرشيف= (مساعدة)
68. 1 2  الغامدي، سعد بن مُحمَّد بن حُذيفة (1408هـ - 1988م). الفتح الإسلامي لِبلاد وادي السند (92 - 96هـ \ 711 - 715م) (PDF). الرياض - السُعُوديَّة: جامعة الملك سعود. ص. 40 - 43. مؤرشف من الأصل (PDF) في 27 تمُّوز (يوليو) 2019م. اطلع عليه بتاريخ 27 تمُّوز (يوليو) 2019م. {{استشهاد بكتاب}}: تحقق من التاريخ في: |تاريخ الوصول=، |سنة=، و|تاريخ أرشيف= (مساعدة)
69. 1 2  بلوش، ن. أ (1991). فتح السند (ط. الأولى). دمشق - سوريا: طلاسدار للدراسات والترجمة والنشر. ص. 170 - 175. مؤرشف من الأصل في 20 ديسمبر 2019. اطلع عليه بتاريخ 8 أيلول (سپتمبر) 2019م. {{استشهاد بكتاب}}: تحقق من التاريخ في: |تاريخ الوصول= و|سنة= (مساعدة)
70. ↑  مُحمَّد، صفاء الدين مُحمَّد أحمد (ذو الحجَّة 1409هـ - تمُّوز (يوليو) 1989م). "دور العرب في نشر الإسلام في الهند". مجلَّة الفيصل. السنة الثالثة عشرة ع. العدد 150: صفحة 100. مؤرشف من الأصل في 8 أيلول (سپتمبر) 2019م. {{استشهاد بدورية محكمة}}: تحقق من التاريخ في: |سنة= و|تاريخ أرشيف= (مساعدة)
71. 1 2 3 4 5  بلوش، ن. أ (1991). فتح السند (ط. الأولى). دمشق - سوريا: طلاسدار للدراسات والترجمة والنشر. ص. 178 - 183. مؤرشف من الأصل في 20 ديسمبر 2019. اطلع عليه بتاريخ 8 أيلول (سپتمبر) 2019م. {{استشهاد بكتاب}}: تحقق من التاريخ في: |تاريخ الوصول= و|سنة= (مساعدة)
72. ↑  النُويري، شهابُ الدين أحمد بن عبد الوهَّاب بن مُحمَّد؛ تحقيق: الأُستاذ عبدُ المجيد ترحيني (1424هـ - 2004م). نهاية الإرب في فُنُون الأدب (PDF) (ط. الأولى). بيروت - لُبنان: دار الكُتُب العلميَّة. ج. الجُزء 21 - 22. ص. 185. ISBN:2745138839. مؤرشف من الأصل (PDF) في 9 أيلول (سپتمبر) 2019م. اطلع عليه بتاريخ 9 أيلول (سپتمبر) 2019م. {{استشهاد بكتاب}}: تحقق من التاريخ في: |تاريخ الوصول=، |سنة=، و|تاريخ أرشيف= (مساعدة)
73. 1 2 3 4  بلوش، ن. أ (1991). فتح السند (ط. الأولى). دمشق - سوريا: طلاسدار للدراسات والترجمة والنشر. ص. 185 - 194. مؤرشف من الأصل في 20 ديسمبر 2019. اطلع عليه بتاريخ 8 أيلول (سپتمبر) 2019م. {{استشهاد بكتاب}}: تحقق من التاريخ في: |تاريخ الوصول= و|سنة= (مساعدة)
74. ↑  الحُسيني الطالبي، عبدُ الحيّ بن فخر الدين بن عبد العليّ (1420هـ - 1999م). الإعلام بمن في تاريخ الهند من الأعلام المُسمَّى بِنُزهة الخواطر وبهجة المسامع والنواظر (ط. الأولى). بيروت - لُبنان: دار ابن حزم. ج. الجُزء الأوَّل. ص. 35. مؤرشف من الأصل في 10 أيلول (سپتمبر) 2019م. اطلع عليه بتاريخ 10 أيلول (سپتمبر) 2019م. {{استشهاد بكتاب}}: تحقق من التاريخ في: |تاريخ الوصول=، |سنة=، و|تاريخ أرشيف= (مساعدة)
75. 1 2 3 4 5 6 7 8 9 10  الغامدي، سعد بن مُحمَّد بن حُذيفة (1408هـ - 1988م). الفتح الإسلامي لِبلاد وادي السند (92 - 96هـ \ 711 - 715م) (PDF). الرياض - السُعُوديَّة: جامعة الملك سعود. ص. 43 - 51. مؤرشف من الأصل (PDF) في 27 تمُّوز (يوليو) 2019م. اطلع عليه بتاريخ 27 تمُّوز (يوليو) 2019م. {{استشهاد بكتاب}}: تحقق من التاريخ في: |تاريخ الوصول=، |سنة=، و|تاريخ أرشيف= (مساعدة)
76. 1 2 3 4 5 6  بلوش، ن. أ (1991). فتح السند (ط. الأولى). دمشق - سوريا: طلاسدار للدراسات والترجمة والنشر. ص. 201 - 212. مؤرشف من الأصل في 20 ديسمبر 2019. اطلع عليه بتاريخ 8 أيلول (سپتمبر) 2019م. {{استشهاد بكتاب}}: تحقق من التاريخ في: |تاريخ الوصول= و|سنة= (مساعدة)
77. 1 2 3 4 5 6 7  البلاذري، أبو الحسن أحمد بن يحيى بن جابر بن داود البغدادي؛ تحقيق عبد الله عُمر وأنيس الطبَّاع (1957). فُتُوح البُلدان. بيروت - لُبنان: دار النشر للجامعيين. ص. 617 - 618. مؤرشف من الأصل في 12 يناير 2020. اطلع عليه بتاريخ 27 تمُّوز (يوليو) 2019م. {{استشهاد بكتاب}}: تحقق من التاريخ في: |تاريخ الوصول= و|سنة= (مساعدة)
78. ↑  إبراهيم، سُفيان ياسين (1438هـ - 2017م). الهند في المصادر البُلدانيَّة (القرن 3 - 7هـ \ 9 - 13م) (ط. الأولى). عمَّان - الأُردُن: دار المُعتز للنشر والتوزيع. ص. 190. ISBN:9789957650094. مؤرشف من الأصل في 13 أيلول (سپتمبر) 2019م. اطلع عليه بتاريخ 13 أيلول (سپتمبر) 2019م. {{استشهاد بكتاب}}: تحقق من التاريخ في: |تاريخ الوصول=، |سنة=، و|تاريخ أرشيف= (مساعدة)
79. 1 2 3 4 5 6 7  بلوش، ن. أ (1991). فتح السند (ط. الأولى). دمشق - سوريا: طلاسدار للدراسات والترجمة والنشر. ص. 212 - 220. مؤرشف من الأصل في 20 ديسمبر 2019. اطلع عليه بتاريخ 8 أيلول (سپتمبر) 2019م. {{استشهاد بكتاب}}: تحقق من التاريخ في: |تاريخ الوصول= و|سنة= (مساعدة)
80. ↑  الباشا، مُحمَّد حسن (الجُمُعة 26 كانون الثاني (يناير) 2018م). "مُحمَّد بن القاسم الثقفي (قاهر الأفيال) في ميزان التاريخ". جريدة الرأي المصريَّة. مؤرشف من الأصل في 15 أيلول (سپتمبر) 2019م. اطلع عليه بتاريخ 15 أيلول (سپتمبر) 2019م. {{استشهاد ويب}}: تحقق من التاريخ في: |تاريخ الوصول=، |تاريخ=، و|تاريخ أرشيف= (مساعدة)
81. ↑  الإدريسي، أبو عبد الله مُحمَّد بن مُحمَّد الهاشمي القُرشي (1422هـ - 2002م). نُزهة المُشتاق في اختراق الآفاق (PDF). القاهرة - مصر: مكتبة الثقافة الدينيَّة. ص. 176 - 177. مؤرشف من الأصل (PDF) في 15 أيلول (سپتمبر) 2019م. اطلع عليه بتاريخ 15 أيلول (سپتمبر) 2019م. {{استشهاد بكتاب}}: تحقق من التاريخ في: |تاريخ الوصول=، |سنة=، و|تاريخ أرشيف= (مساعدة)
82. ↑  خطَّاب، محمود شيت (1418هـ - 1998م). قادة فتح السند وأفغانستان (PDF) (ط. الأولى). جدَّة - السُعُوديَّة: دار الأندلُس الخضراء. ص. 217. مؤرشف من الأصل (PDF) في 27 تمُّوز (يوليو) 2019م. اطلع عليه بتاريخ 27 تمُّوز (يوليو) 2019م. {{استشهاد بكتاب}}: تحقق من التاريخ في: |تاريخ الوصول=، |سنة=، و|تاريخ أرشيف= (مساعدة)
83. ↑  ابن خلدون، أبو زيد وليُّ الدين عبد الرحمٰن بن مُحمَّد الحضرمي الإشبيلي (1421هـ - 2000م). ديوان المُبتدأ والخبر في تاريخ العرب والبربر ومن عاصرهم من ذوي الشأن الأكبر (PDF). بيروت - لُبنان: دار الفكر. ج. الجُزء الثالث. ص. 83. مؤرشف من الأصل (PDF) في 15 أيلول (سپتمبر) 2019م. اطلع عليه بتاريخ 15 أيلول (سپتمبر) 2019م. {{استشهاد بكتاب}}: تحقق من التاريخ في: |تاريخ الوصول=، |سنة=، و|تاريخ أرشيف= (مساعدة)
84. ↑  "تعريف ومعنى محذوف في مُعجم المعاني الجامع - مُعجم عربي عربي". قاموس المعاني. مؤرشف من الأصل في 14 آب (أغسطس) 2019م. اطلع عليه بتاريخ 14 آب (أغسطس) 2019م. {{استشهاد ويب}}: تحقق من التاريخ في: |تاريخ الوصول= و|تاريخ أرشيف= (مساعدة)
85. ↑  "تعريف ومعنى شحنة في مُعجم المعاني الجامع - مُعجم عربي عربي". قاموس المعاني. 8 أيلول (سپتمبر) 2019م. مؤرشف من الأصل في 8 أيلول (سپتمبر) 2019م. اطلع عليه بتاريخ 8 أيلول (سپتمبر) 2019م. {{استشهاد ويب}}: تحقق من التاريخ في: |تاريخ الوصول=، |تاريخ=، و|تاريخ أرشيف= (مساعدة)

### بِلُغاتٍ أجنبيَّة
1. 1 2  Wink، André (2002) [first published 1990]، Al-Hind: The Making of the Indo-Islamic World, Vol 1: Early Medieval India and the Expansion of Islam، Brill، ص. 201–205، ISBN:9780391041738، مؤرشف من الأصل في 2019-12-20
2. ↑  Blankinship، Khalid Y. [بالإنجليزية] (1994). The End of Jihad State. State University of New York Press. ص. 132. ISBN:0-7914-1827-8.
3. ↑  Centre, UNESCO World Heritage. "Nagarparkar Cultural Landscape – UNESCO World Heritage Centre". whc.unesco.org (بالإنجليزية). Archived from the original on 10 مايو 2017. Retrieved 14 أبريل 2017.
4. ↑  Proceedings of the First Congress of Pakistan History & Culture held at the University of Islamabad, April 1973, Volume 1, University of Islamabad Press, 1975
5. ↑  Sunavala، A.J. (1934)، Adarsha Sadhu: An Ideal Monk (ط. الورقيَّة الأولى 2014)، Cambridge University Press، ص. 52، ISBN:978-1-107-62386-6، مؤرشف من الأصل في 2019-06-09
6. ↑  "Buddhism In Pakistan". pakteahouse.net. مؤرشف من الأصل في 20 يناير 2015. اطلع عليه بتاريخ أغسطس 2020. {{استشهاد ويب}}: تحقق من التاريخ في: |تاريخ الوصول= (مساعدة)
7. ↑  Wink، Andre (1996). Al Hind: The Making of the Indo-Islamic World. BRILL. ص. 152. ISBN:90-04-09249-8.
8. ↑  Al- Hind: The slave kings and the Islamic conquest, Volume I. Brill. ص. 152. مؤرشف من الأصل في 2019-05-07.
9. ↑  Harsha and His Times: A Glimpse of Political History During the Seventh Century A.D. by Bireshwar Nath Srivastava (Chowkhamba Sanskrit Series Office, 1976) نسخة محفوظة 23 يناير 2020 على موقع واي باك مشين.
10. ↑  History of Ancient India By Rama Shankar Tripathi,Motilal Banarsidass Publications,Page 337 نسخة محفوظة 9 يونيو 2019 على موقع واي باك مشين.
11. ↑  Wink, André. (1991). Al- Hind, the Making of the Indo-Islamic World: The slave kings and the Islamic conquest. 2, p. 153. Leiden: Brill. نسخة محفوظة 23 يونيو 2016 على موقع واي باك مشين.
12. ↑  Sajid Ali (23 سبتمبر 2015). "Who was Raja Dahir". Sindhi Dunya. مؤرشف من الأصل في 2019-02-03. اطلع عليه بتاريخ 2017-11-19.
13. ↑  Roy، Kaushik (2015). Warfare in Pre-British India, 1500 BCE to 1740 CE. Routledge. ص. 56. ISBN:978-1-315-74270-0. مؤرشف من الأصل في 2020-01-12.
14. ↑  Chopra، P.N.؛ Ravindran، T.K.؛ Subrahmanian، N (2003) [2003]. History of South India (Ancient, Medieval and Modern) Part 1. New Delhi: Chand Publications. ص. 75. ISBN:81-219-0153-7.
15. ↑  Kamath، Suryanath U. (2001) [1980]. A concise history of Karnataka: from pre-historic times to the present. Bangalore: Jupiter books. ص. 64. LCCN:80905179. OCLC:7796041.
16. ↑  Kūfī, ʻAlī ibn Ḥāmid؛ translated from Persian by Mirza Kalichbeg Fredunbeg (1979). The Chachnamah, an ancient history of Sind: giving the Hindu period down to the Arab conquest / translated from the Persian by Mirza Kalichbeg Fredunbeg (ط. الأولى). Delhi: Idarah-i Adabiyat-i Delli. ص. 57. مؤرشف من الأصل في 12 أغسطس 2019. {{استشهاد بكتاب}}: تحقق من التاريخ في: |سنة= (مساعدة)
17. ↑  MacLean, Derryl N. (1989), Religion and Society in Arab Sind, pp. 126, BRILL, (ردمك 90-04-08551-3)
18. ↑  Nicholas F. Gier, FROM MONGOLS TO MUGHALS: RELIGIOUS VIOLENCE IN INDIA 9TH-18TH CENTURIES, presented at the Pacific Northwest Regional Meeting American Academy of Religion, Gonzaga University, May 2006 . Retrieved 11 December 2006. نسخة محفوظة 8 نوفمبر 2012 على موقع واي باك مشين.
19. ↑  Naik، C.D. (2010). Buddhism and Dalits: Social Philosophy and Traditions. Delhi: Kalpaz Publications. ص. 32. ISBN:978-81-7835-792-8.
20. ↑  Wink، André (1996). Al-Hind: The Making of the Indo-Islamic Worlds Vol 1. E. J. Brill. ص. 131. ISBN:0-391-04173-8.
21. ↑  "Pakistan, Islam in". Oxford Centre for Islamic Studies. Oxford University Press. مؤرشف من الأصل في 2019-06-03. اطلع عليه بتاريخ 2010-08-29. Approximately 97 percent of Pakistanis are Muslim. The majority are Sunnis following the Hanafi school of Islamic law. Between 10–15 percent are Shiis, mostly Twelvers.
22. ↑  "Pakistan Movement". cybercity-online.net. مؤرشف من الأصل في 2016-02-01.
23. ↑  "History books contain major distortions". Daily Times. مؤرشف من الأصل في 29 أكتوبر 2013. اطلع عليه بتاريخ أكتوبر 2020. {{استشهاد ويب}}: تحقق من التاريخ في: |تاريخ الوصول= (مساعدة)
24. ↑  Cheesman, David Landlord Power and Rural Indebtedness in Colonial Sind, Routledge (UK), February 1, 1997, (ردمك 0-7007-0470-1)
25. ↑  الكوفي، عليّ بن حامد بن أبي بكر؛ تصحيح وتحقيق: دكتر عُمر بن مُحمَّد دود پوته (1384هـ.ش - 2005م). فتحنامه سند، معروف به چچ نامه (PDF) (بالفارسية) (ط. الأولى). تهران - إيران: انتشارات أساطير. ص. 75 - 76. مؤرشف من الأصل (PDF) في 5 سبتمبر 2019. اطلع عليه بتاريخ 5 أيلول (سپتمبر) 2019م. {{استشهاد بكتاب}}: تحقق من التاريخ في: |تاريخ الوصول= و|سنة= (مساعدة)

## وصلات خارجيَّة
- قصة الإسلام في الهند من الفتح إلى السُقُوط، من موقع طريق الإسلام.
- بلاد السند: ماضٍ لإسلامٍ مجيدٍ وحاضرٍ مُغلَّف بِرائحة الحرب بين الهند وپاكستان، من جريدة المدينة.
- مساجد ومتاحف ومقابر.. آثار إسلاميَّة بِإقليم السند، من موقع الجزيرة.نت.